# 나라별 수교 현황/유럽
이 문서는 유럽에 위치하는 국가들의 수교 현황이다. 지역별로 서유럽, 동유럽으로 구분했으며, 외교 공관(재외공관, 외국공관) 설치 및 존재 여부도 지도로 제시했다.

### 

수교 현황
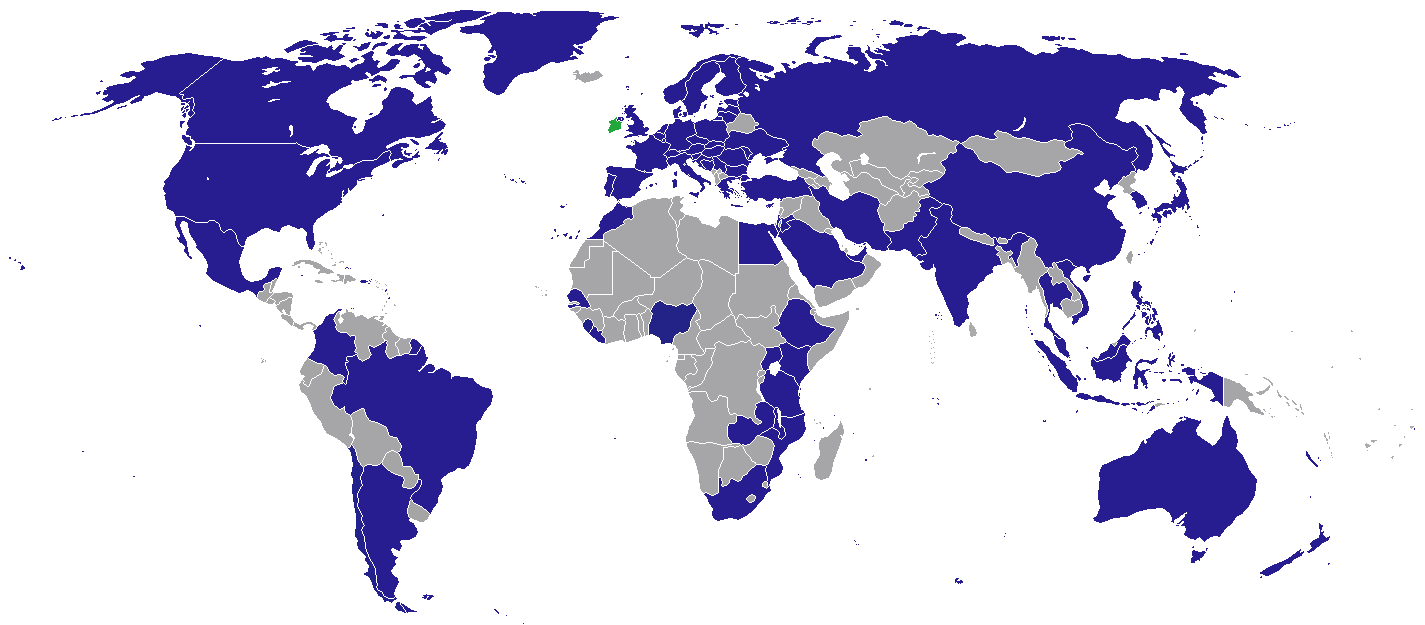
재외공관 설치 현황
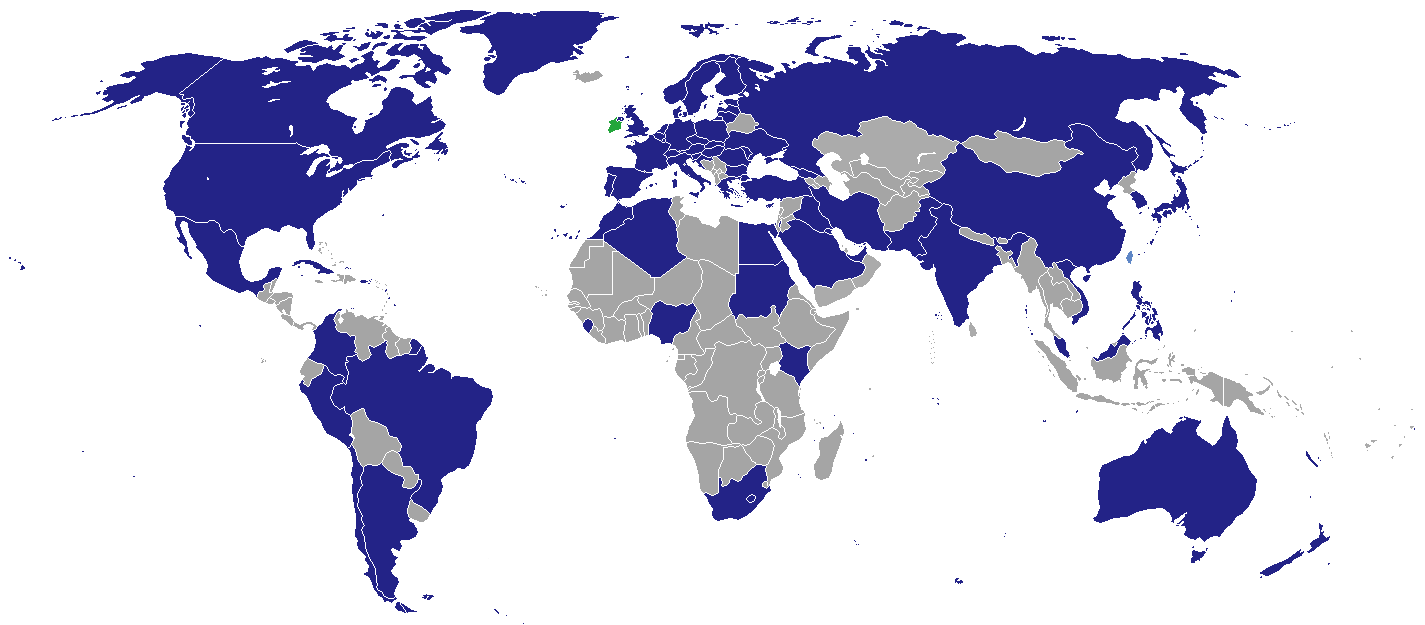
외국공관 유무 현황

수교 현황
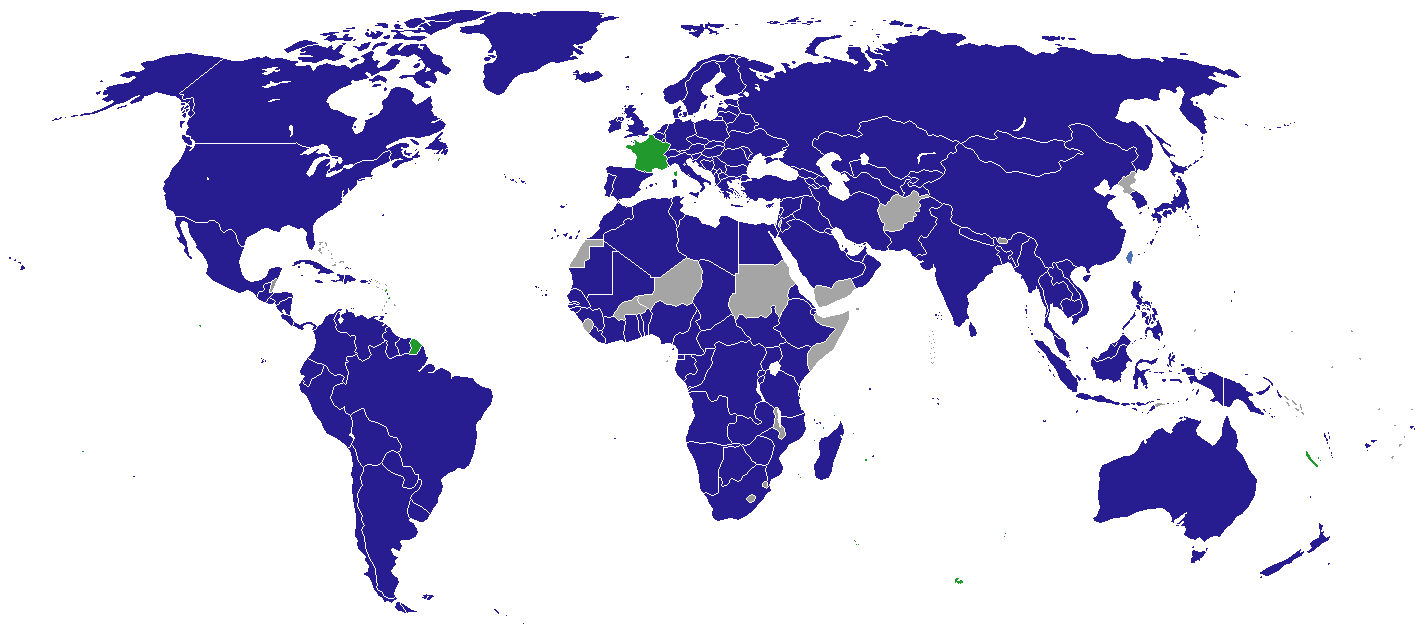
재외공관 설치 현황
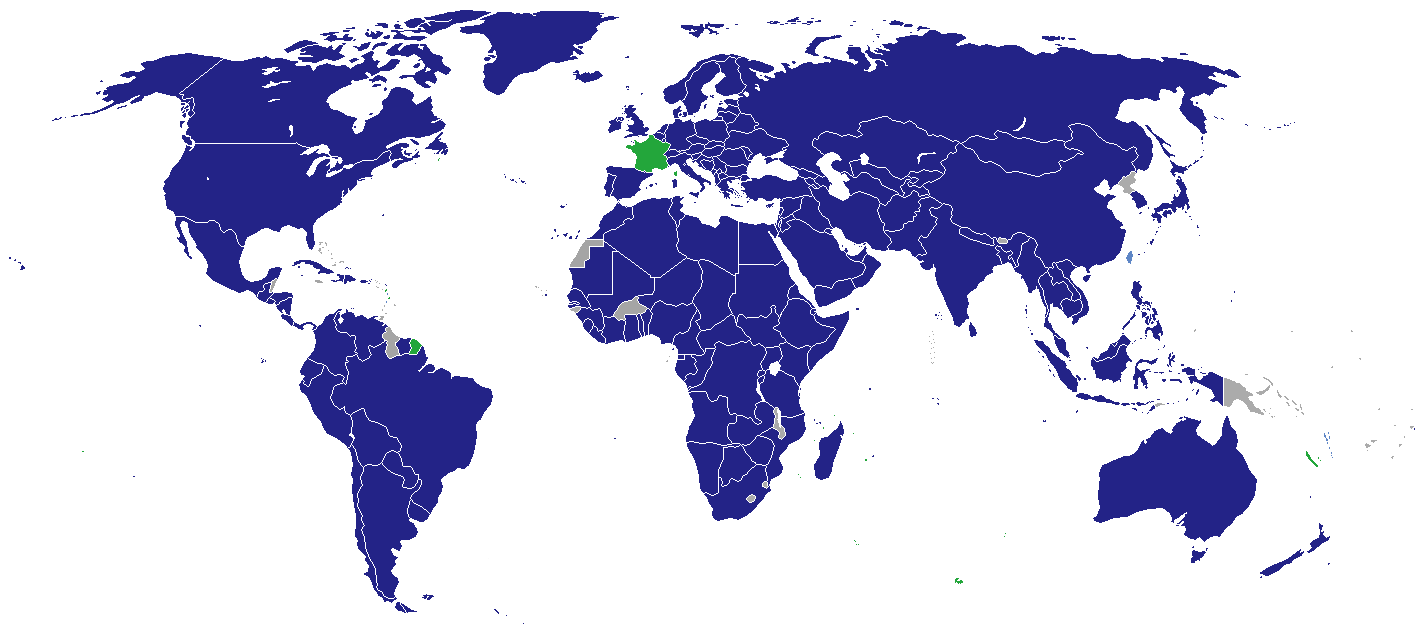
외국공관 유무 현황

수교 현황
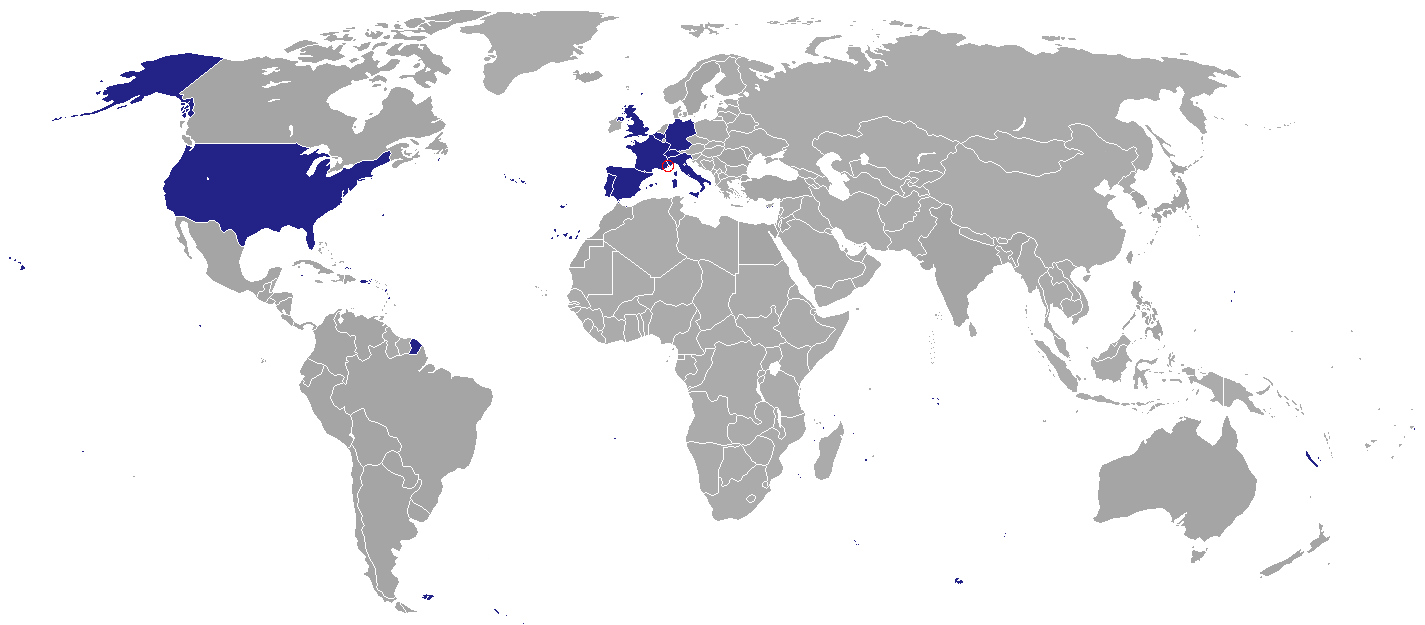
재외공관 설치 현황
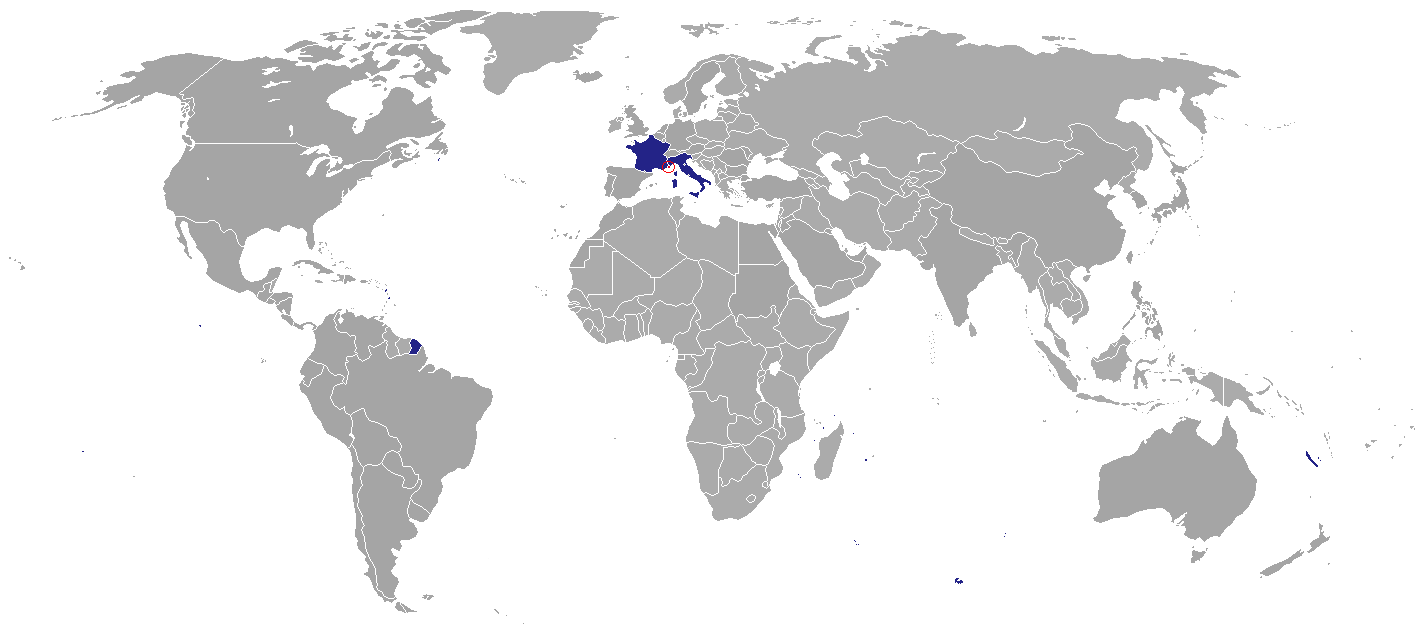
외국공관 유무 현황

수교 현황
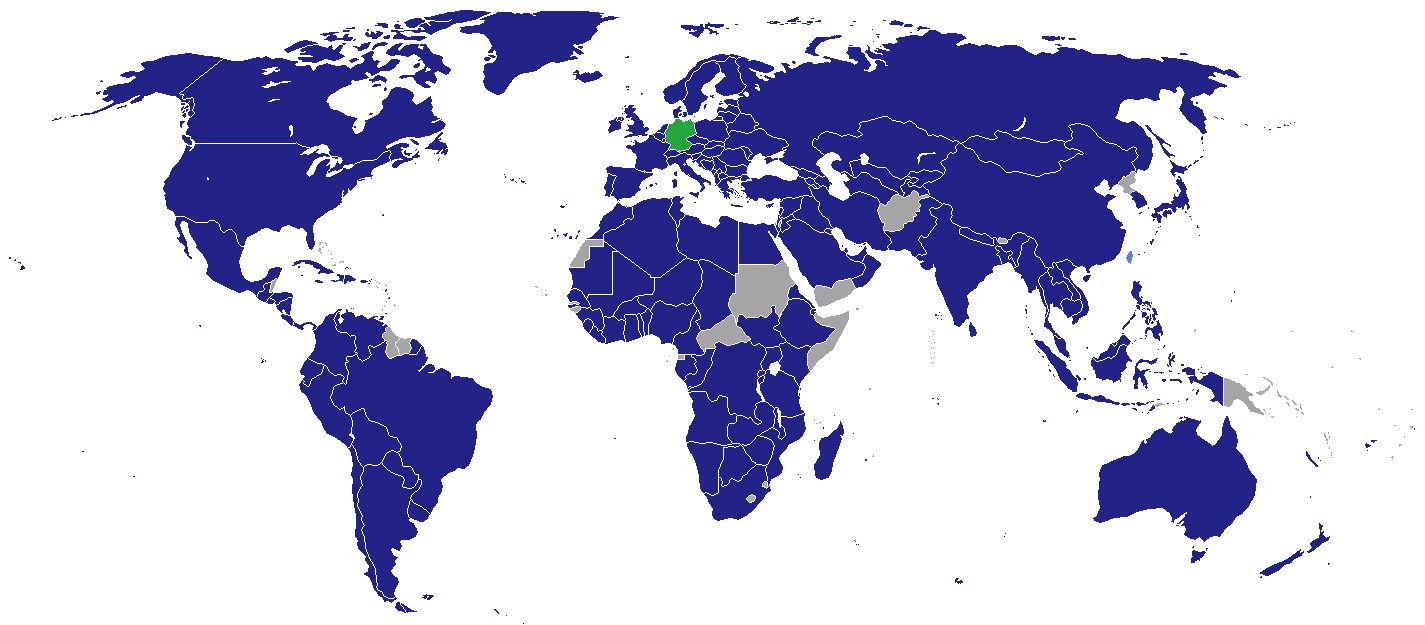
재외공관 설치 현황
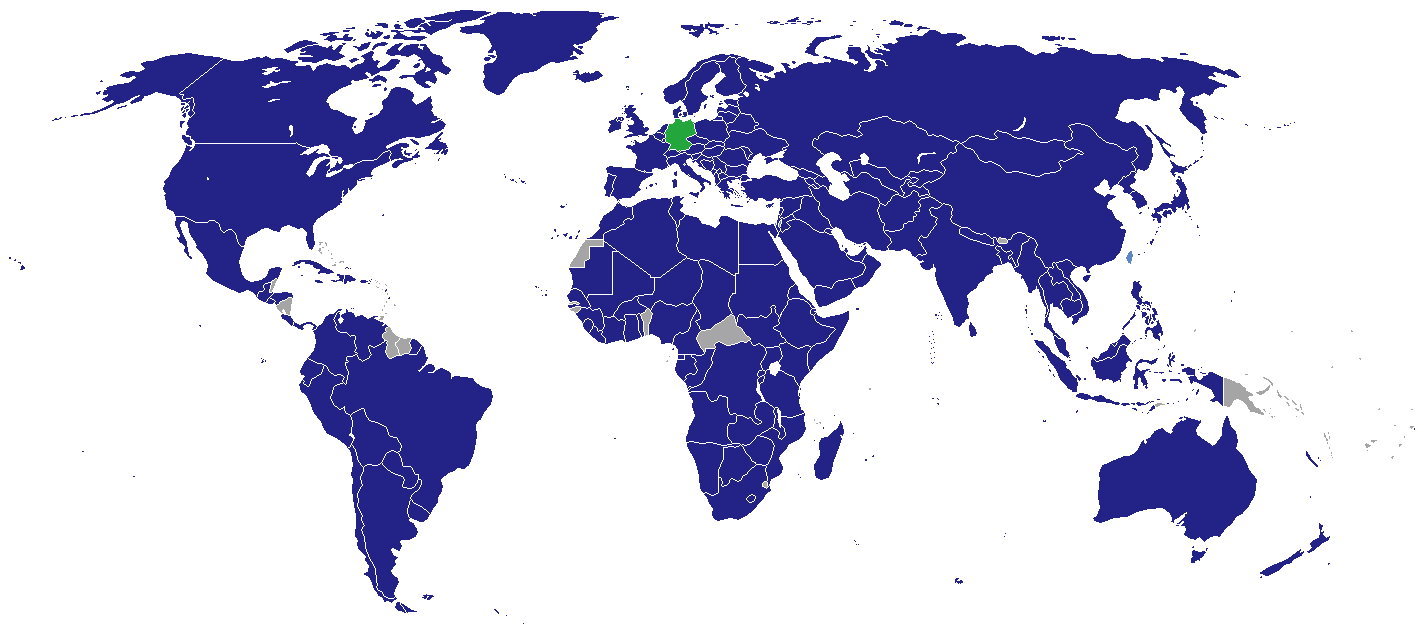
외국공관 유무 현황

수교 현황
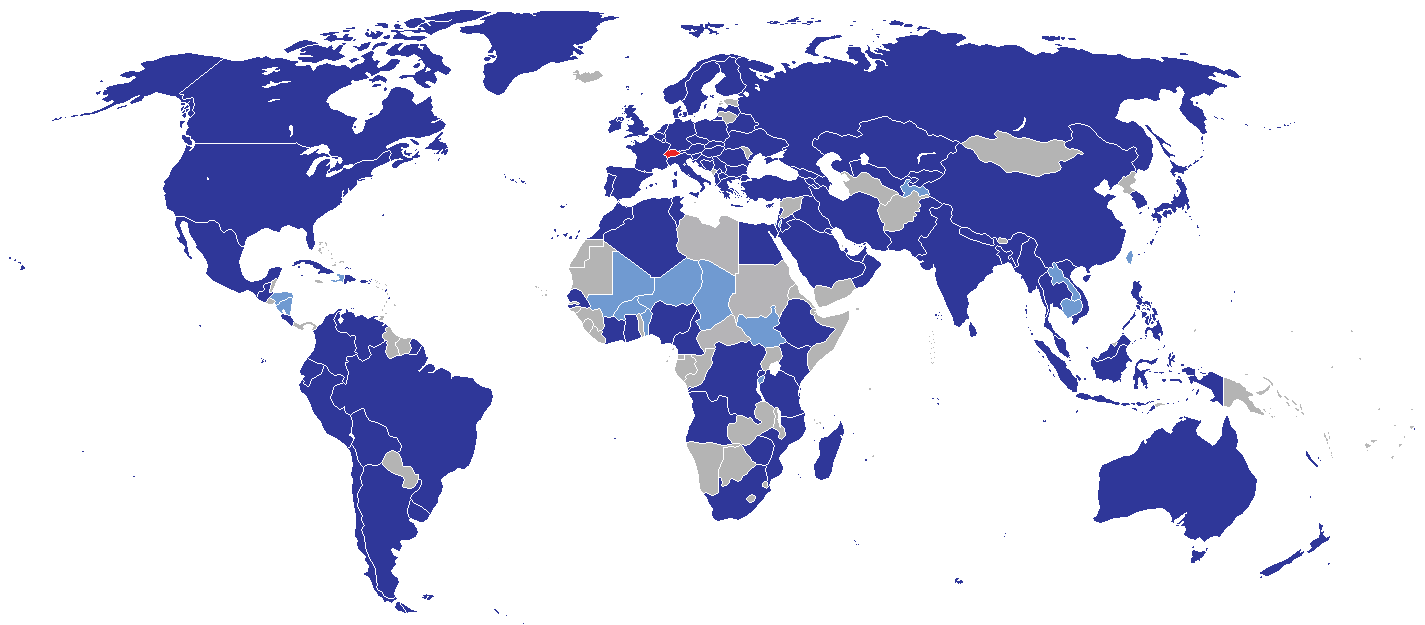
재외공관 설치 현황
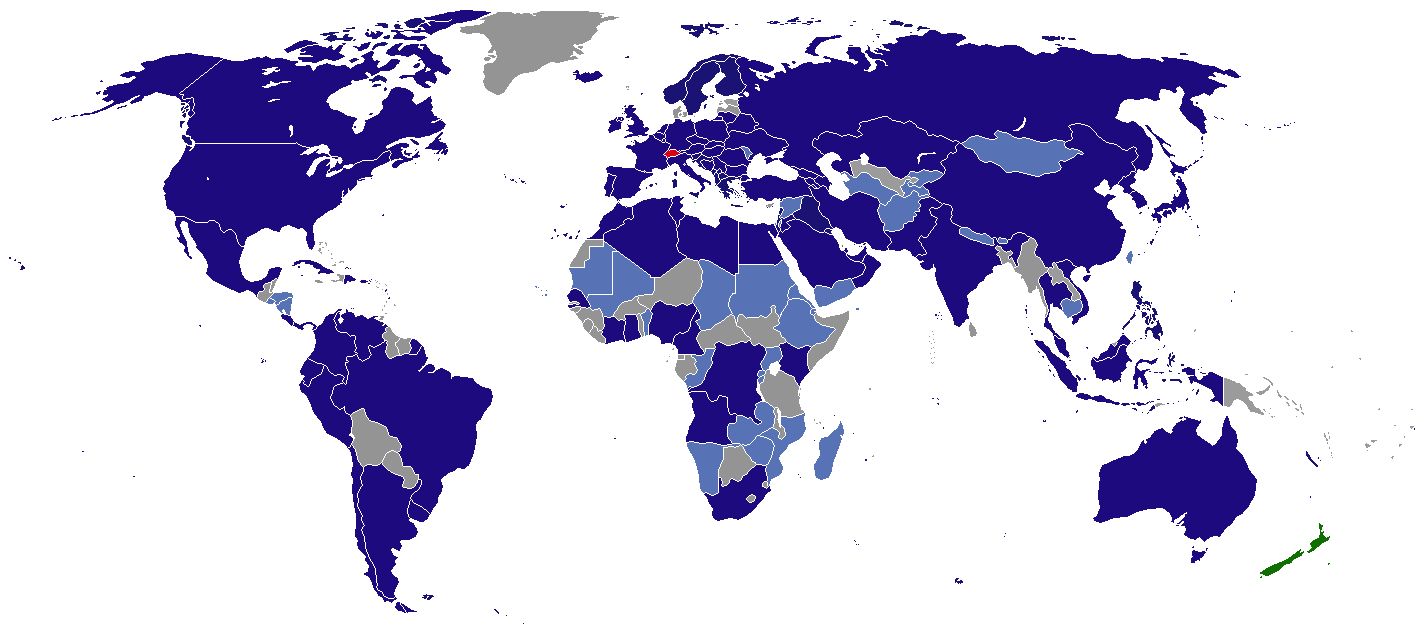
외국공관 유무 현황

수교 현황
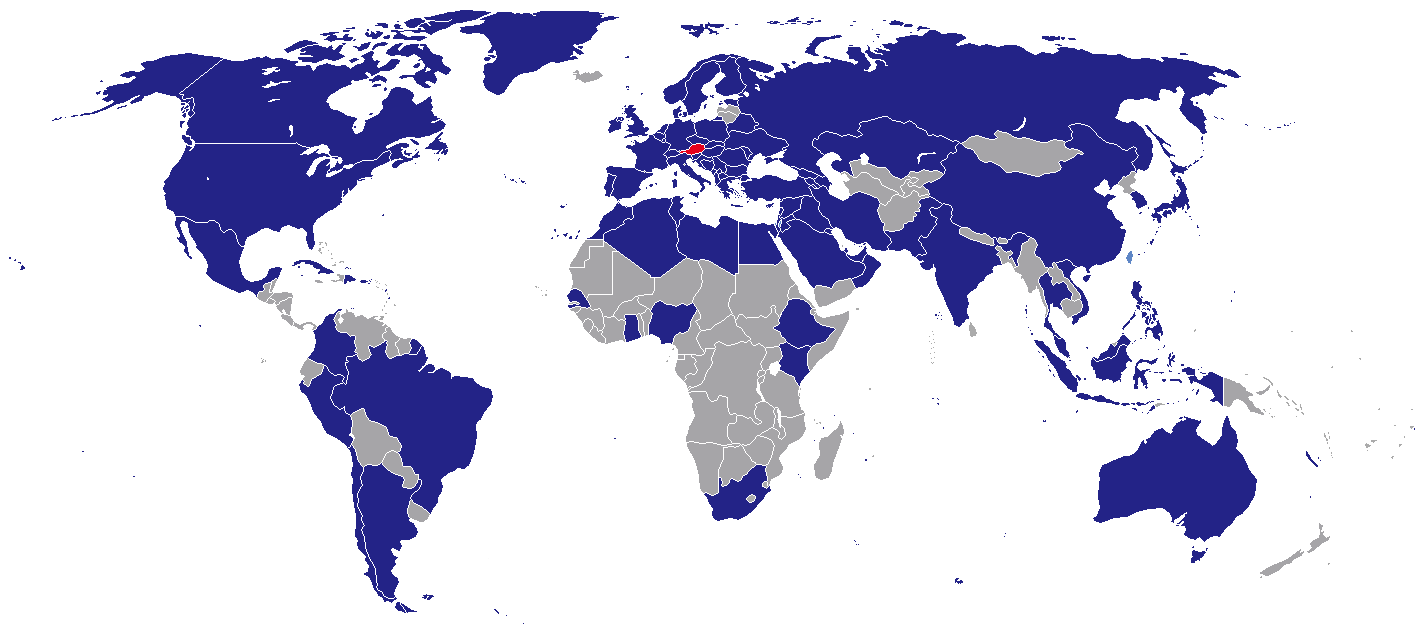
재외공관 설치 현황
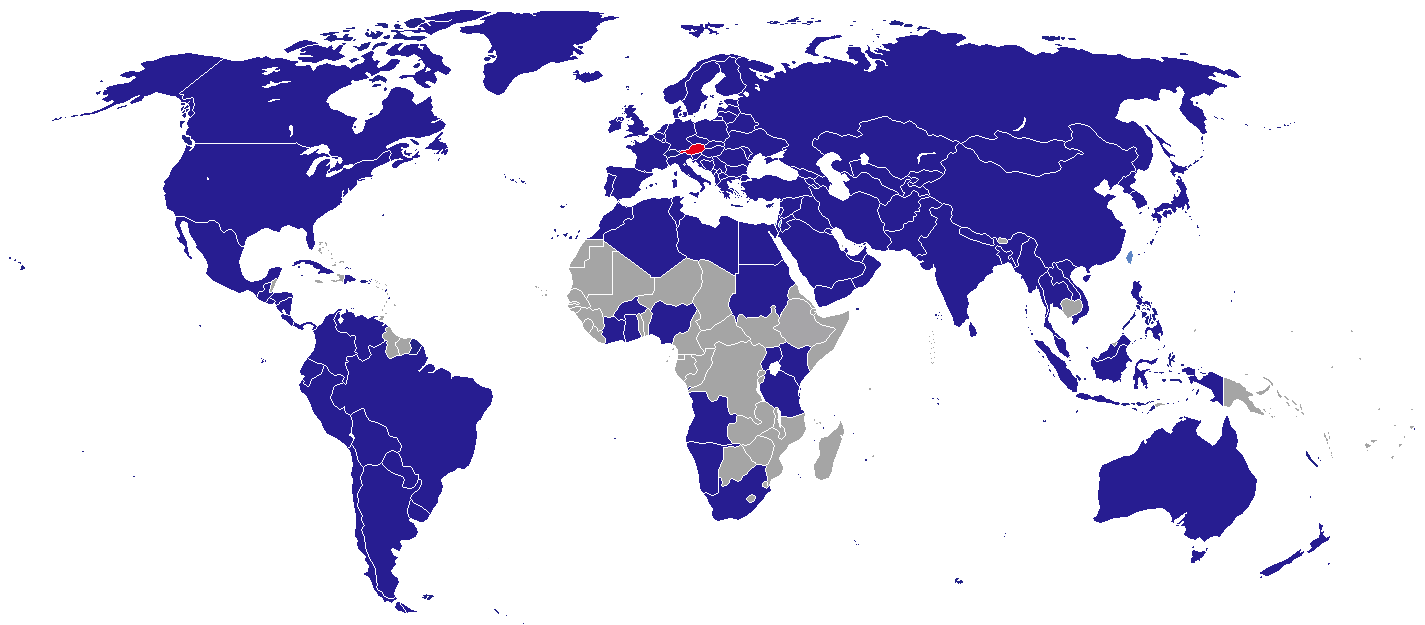
외국공관 유무 현황

수교 현황
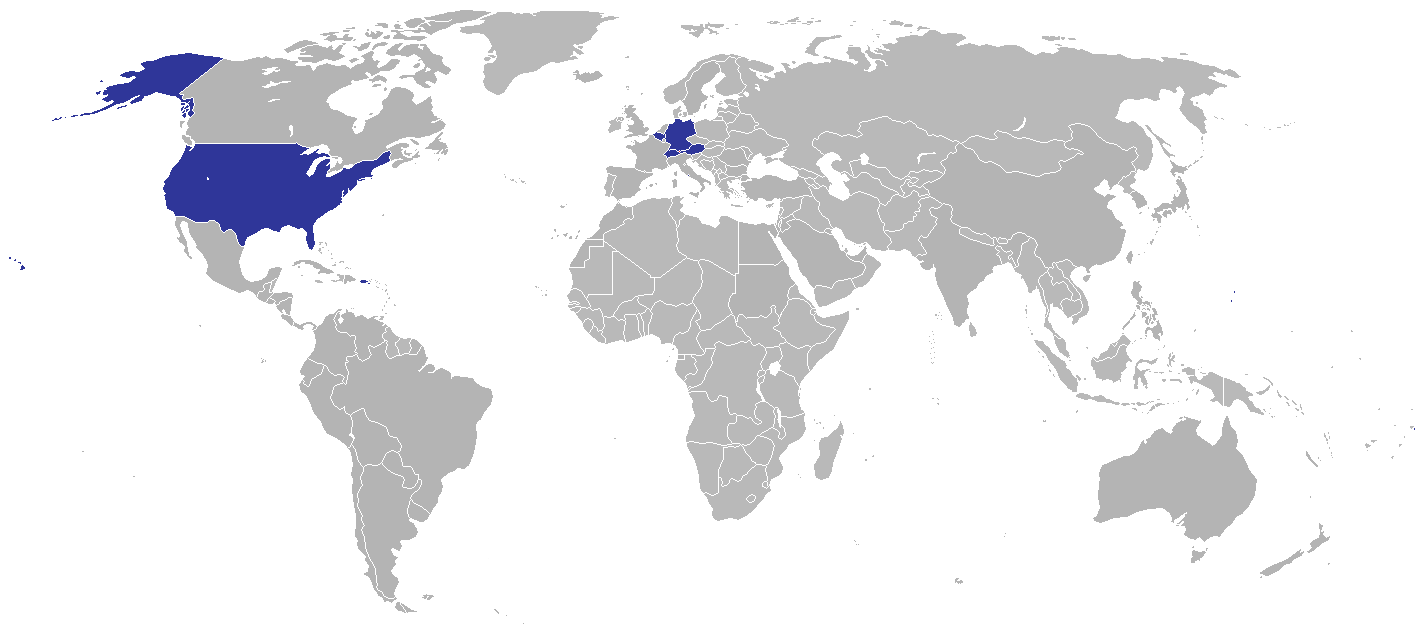
재외공관 설치 현황

수교 현황
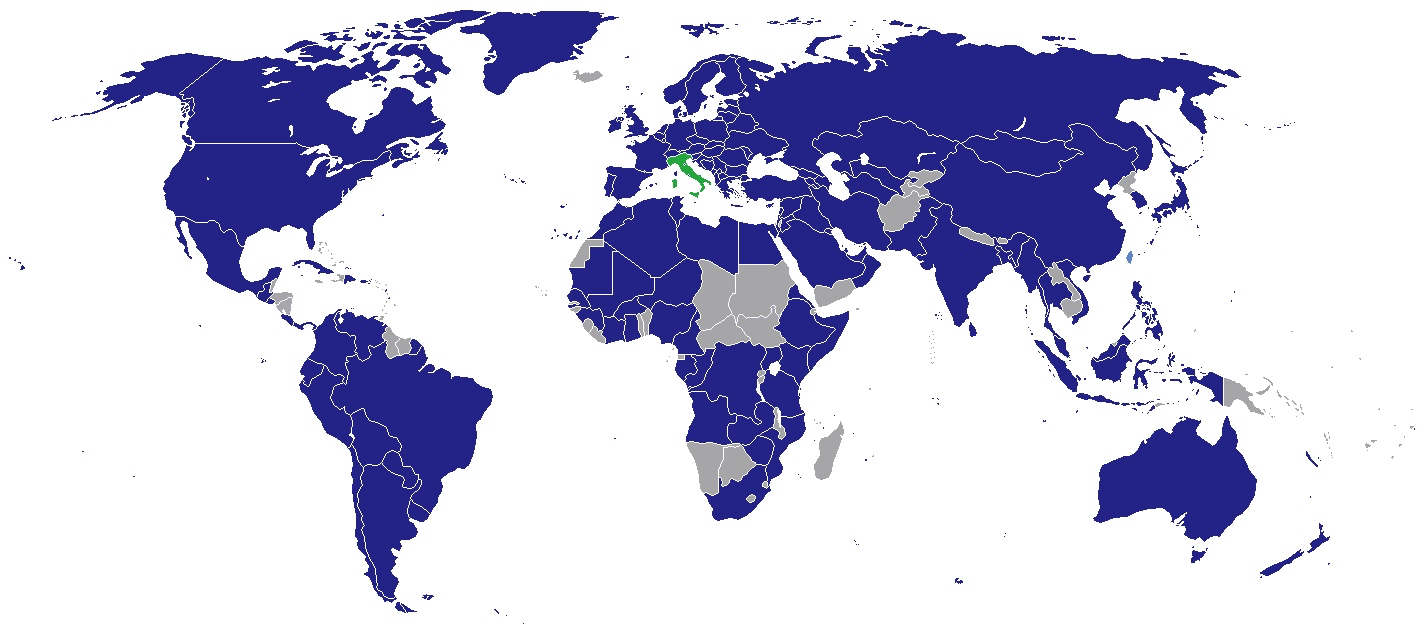
재외공관 설치 현황
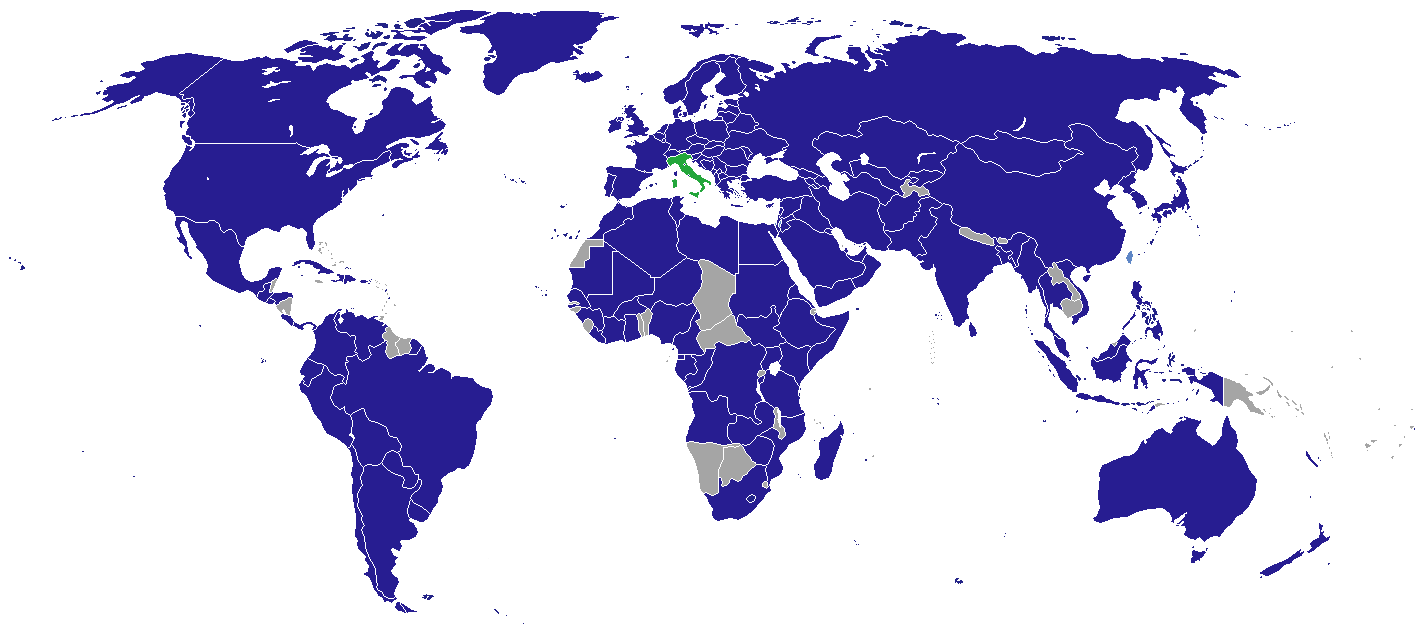
외국공관 유무 현황

수교 현황
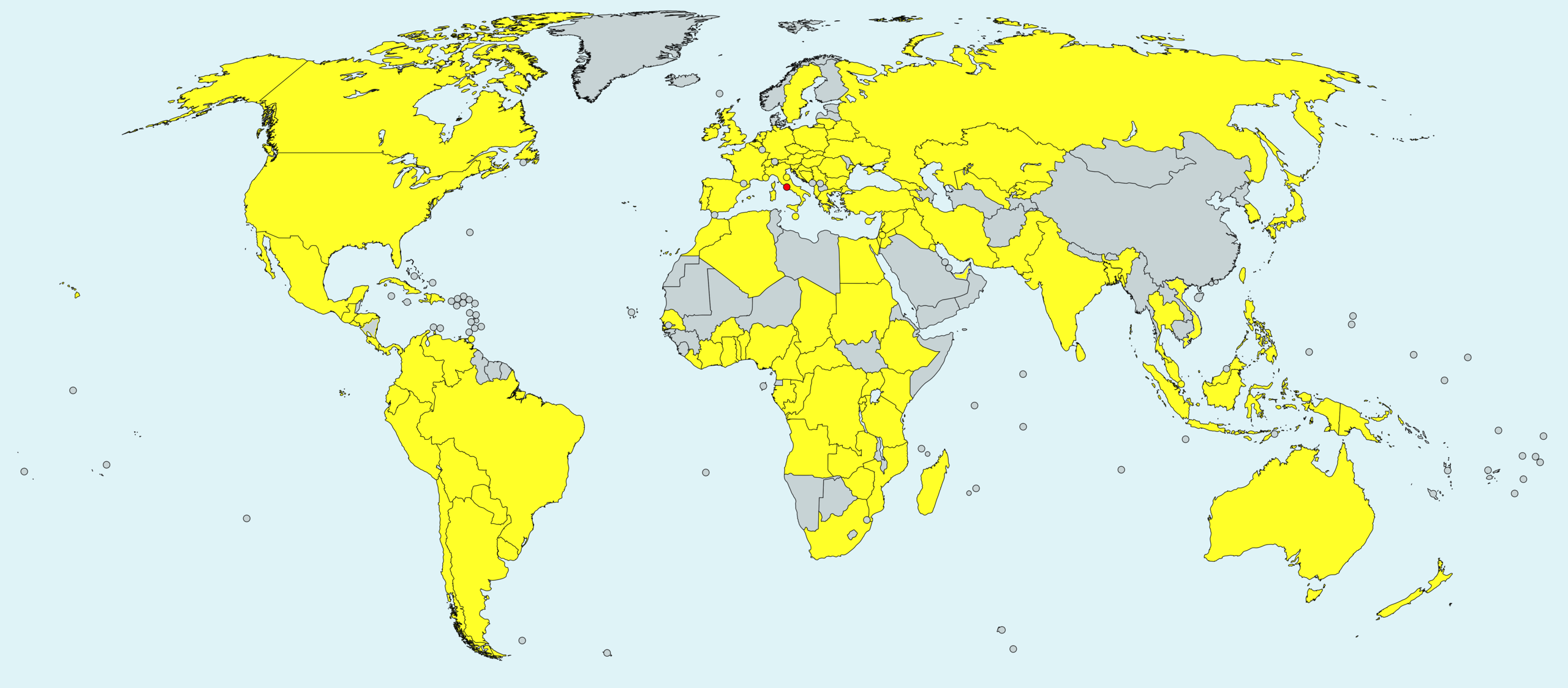
재외공관 설치 현황
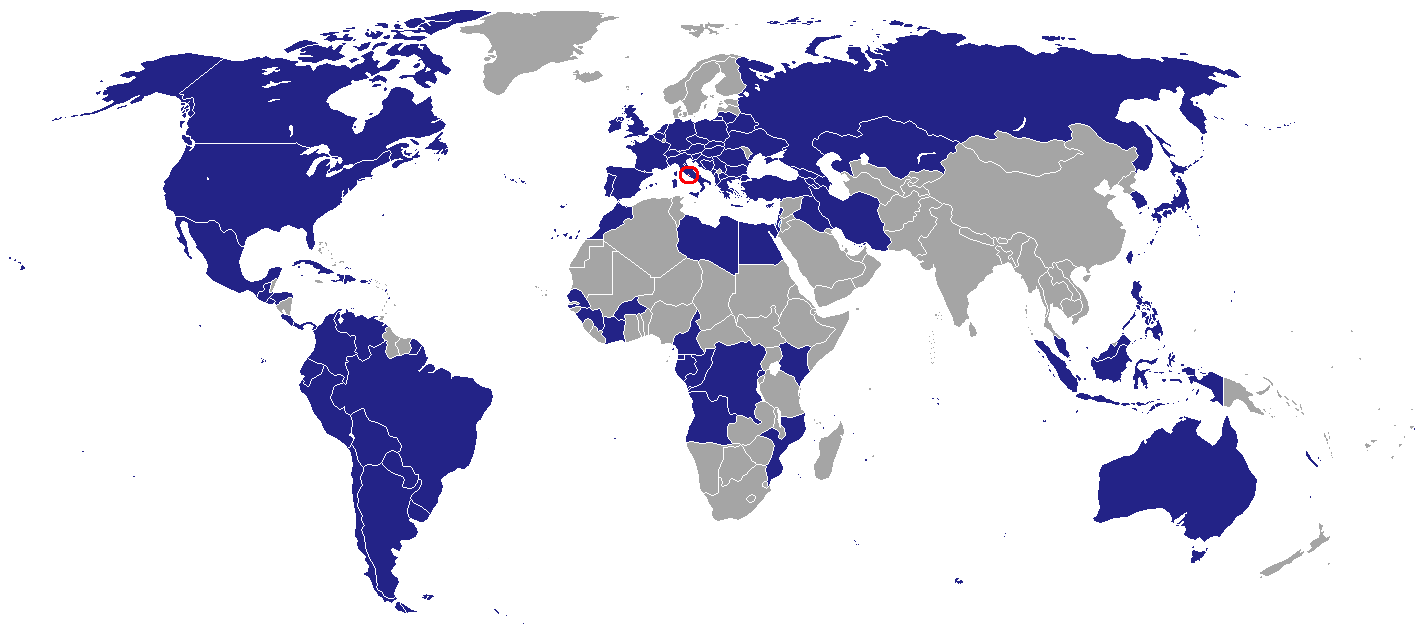
외국공관 유무 현황

수교 현황
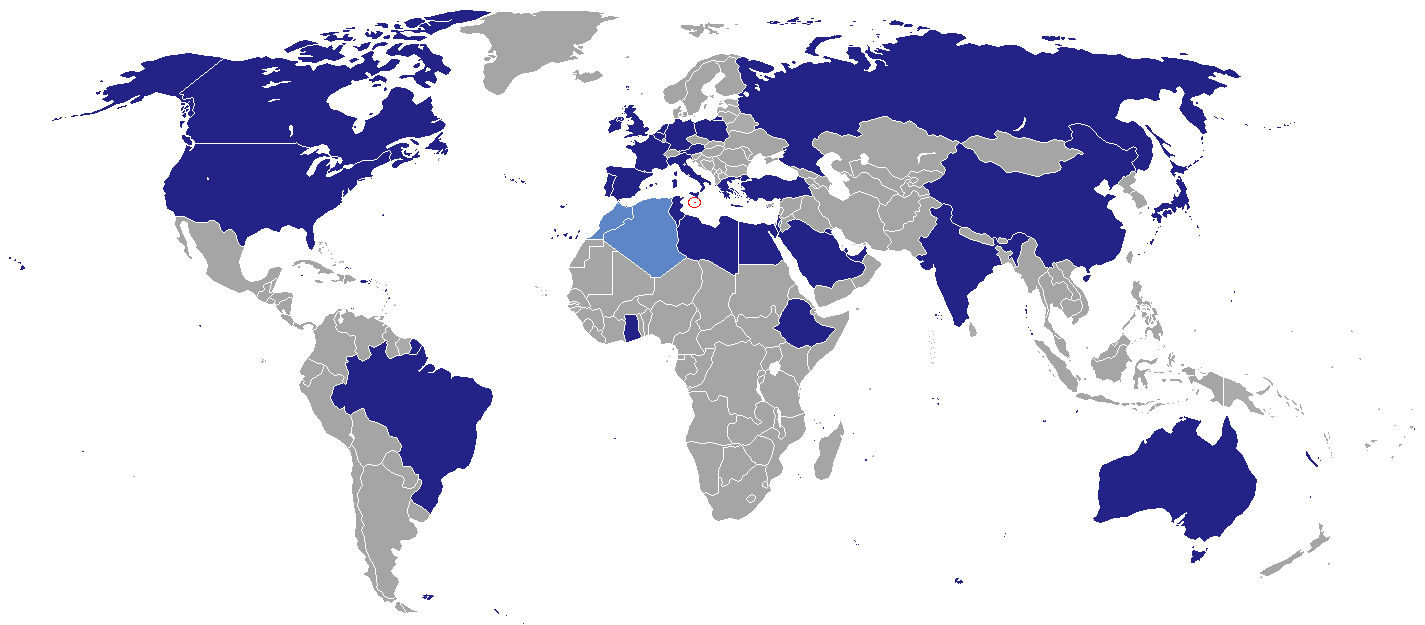
재외공관 설치 현황
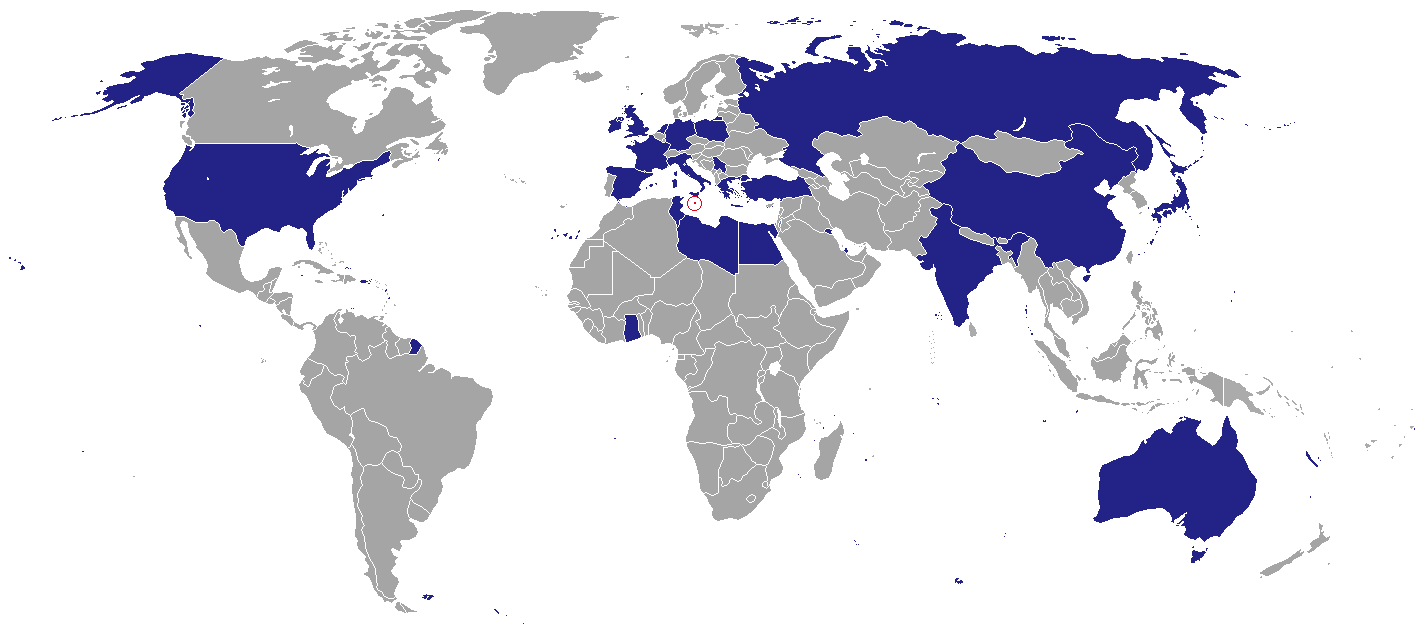
외국공관 유무 현황

수교 현황
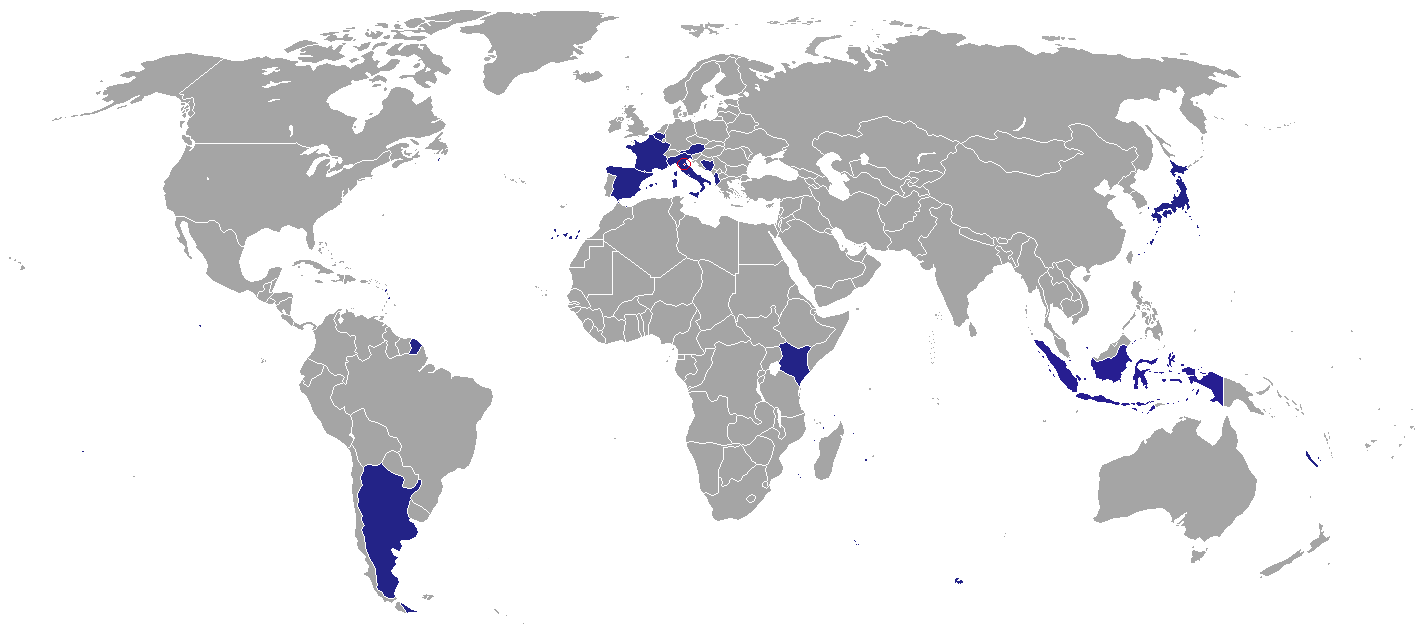
재외공관 설치 현황
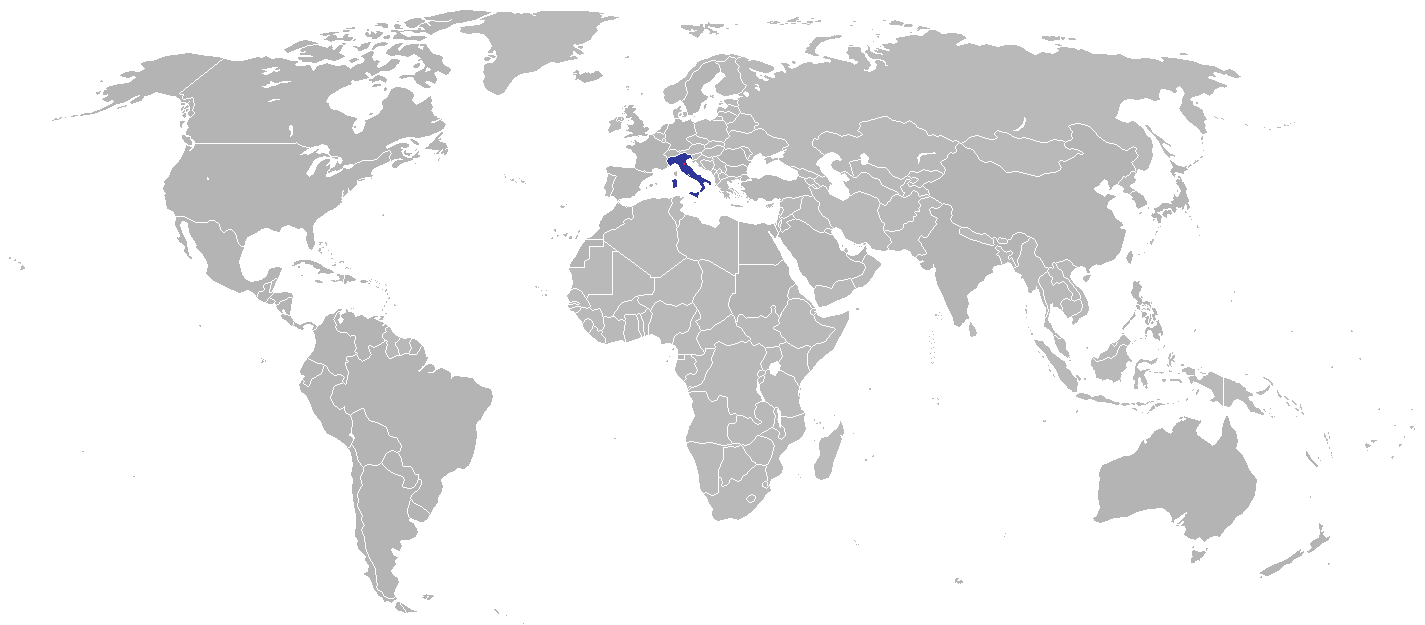
외국공관 유무 현황

수교 현황
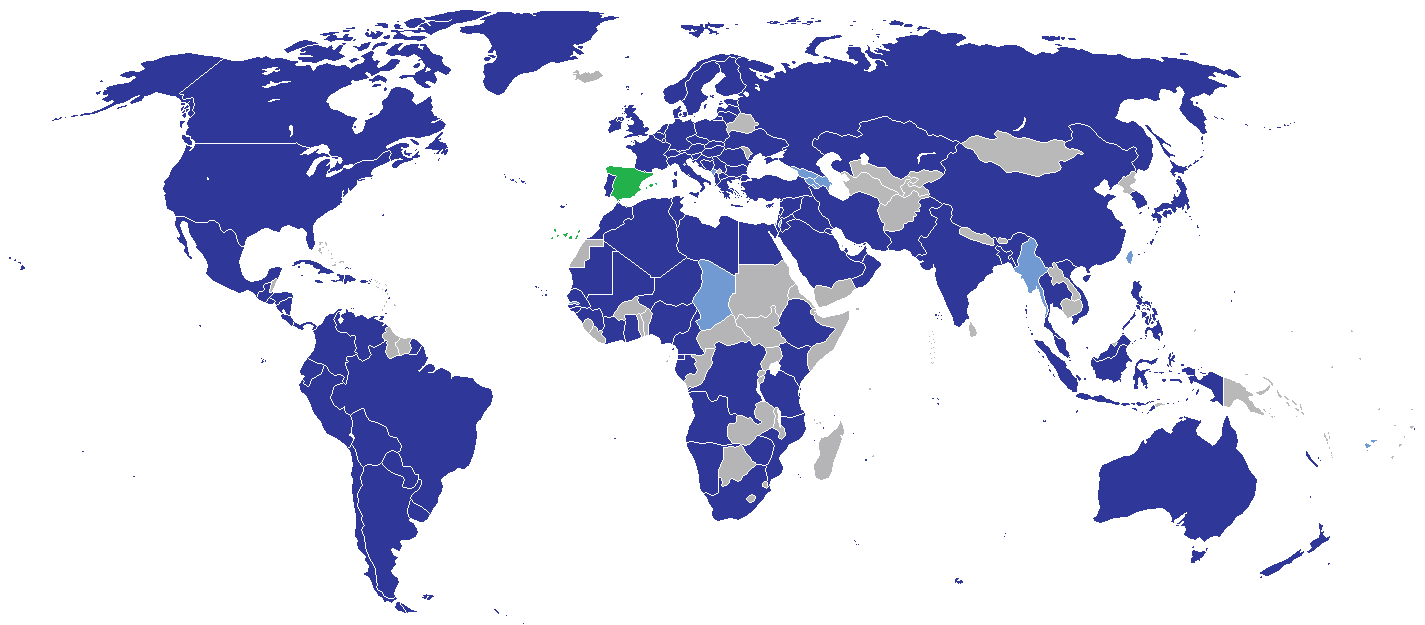
재외공관 설치 현황
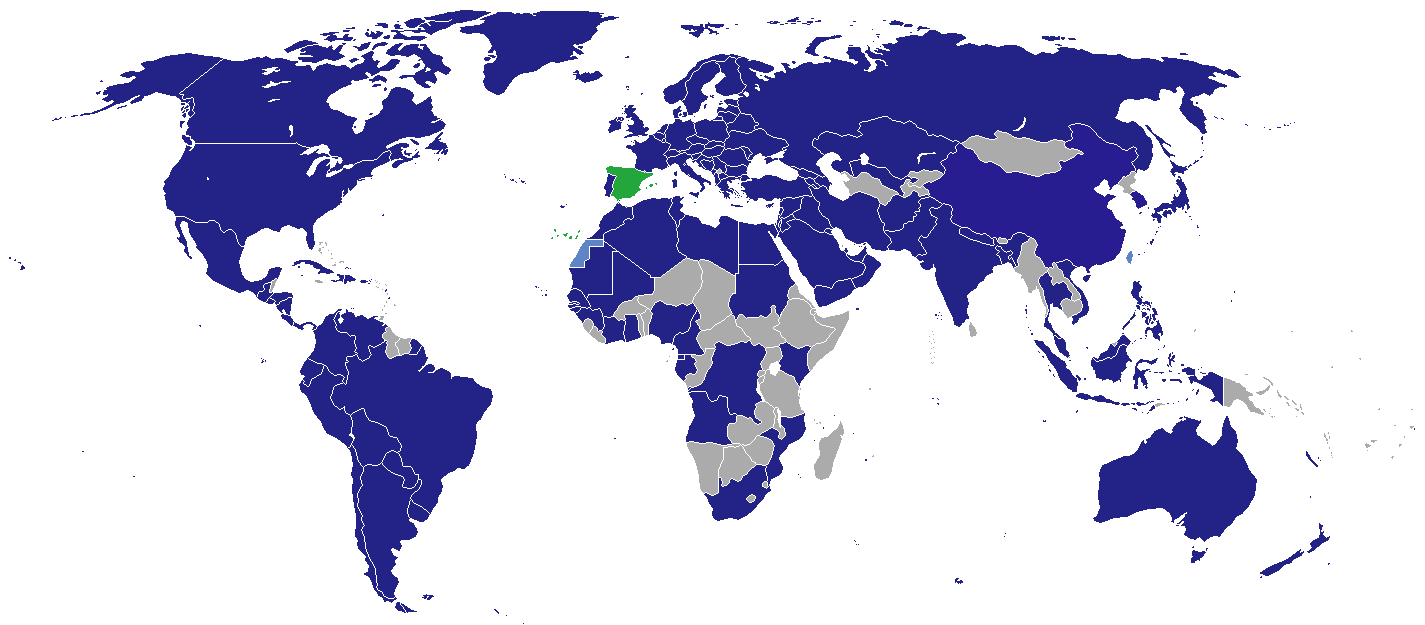
외국공관 유무 현황

수교 현황
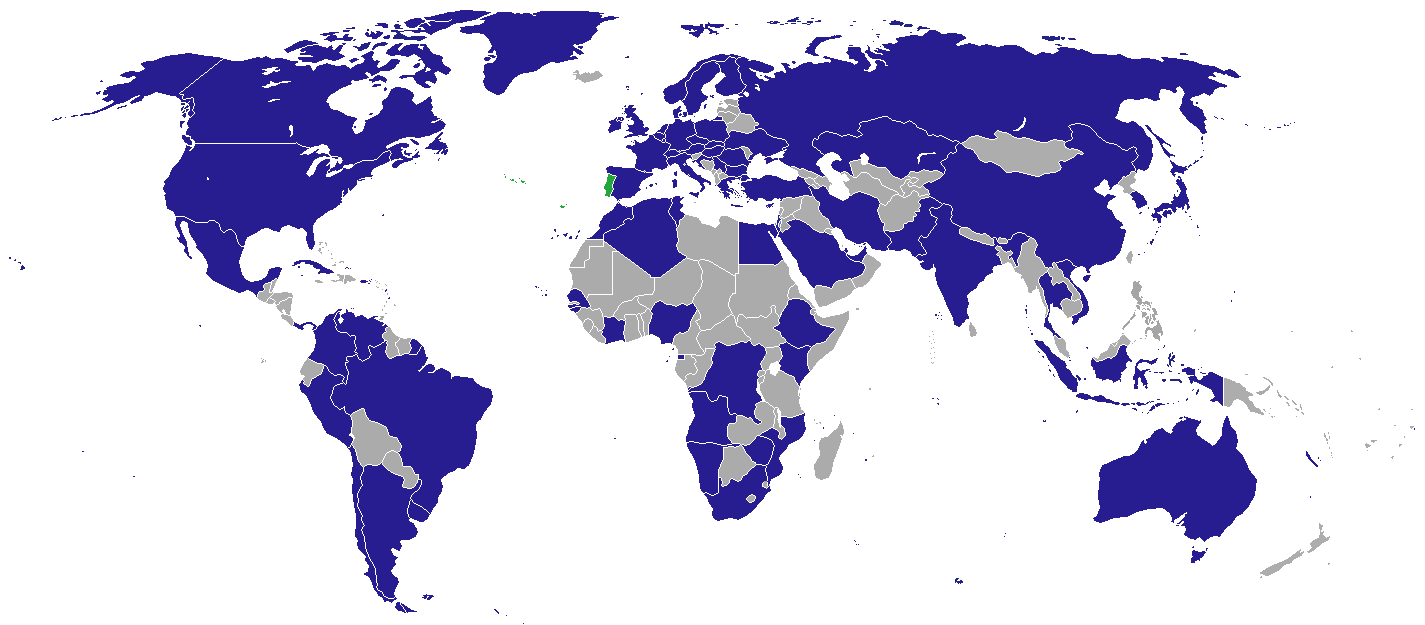
재외공관 설치 현황
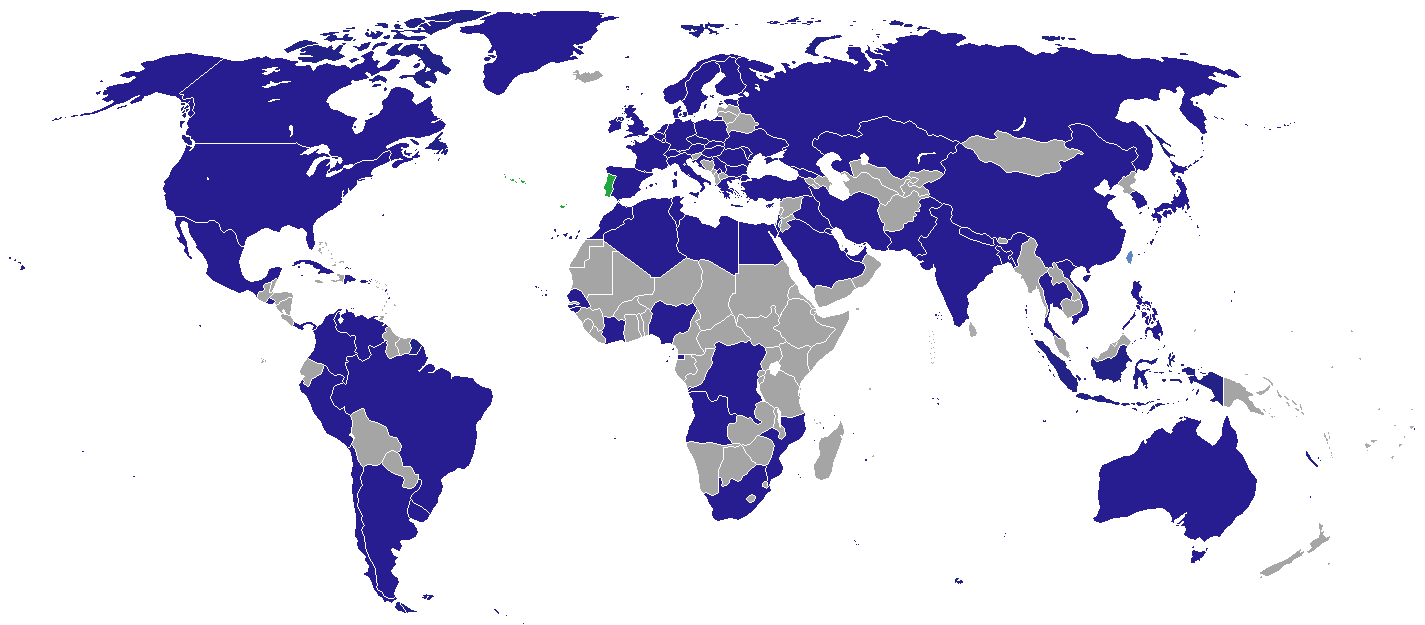
외국공관 유무 현황

수교 현황
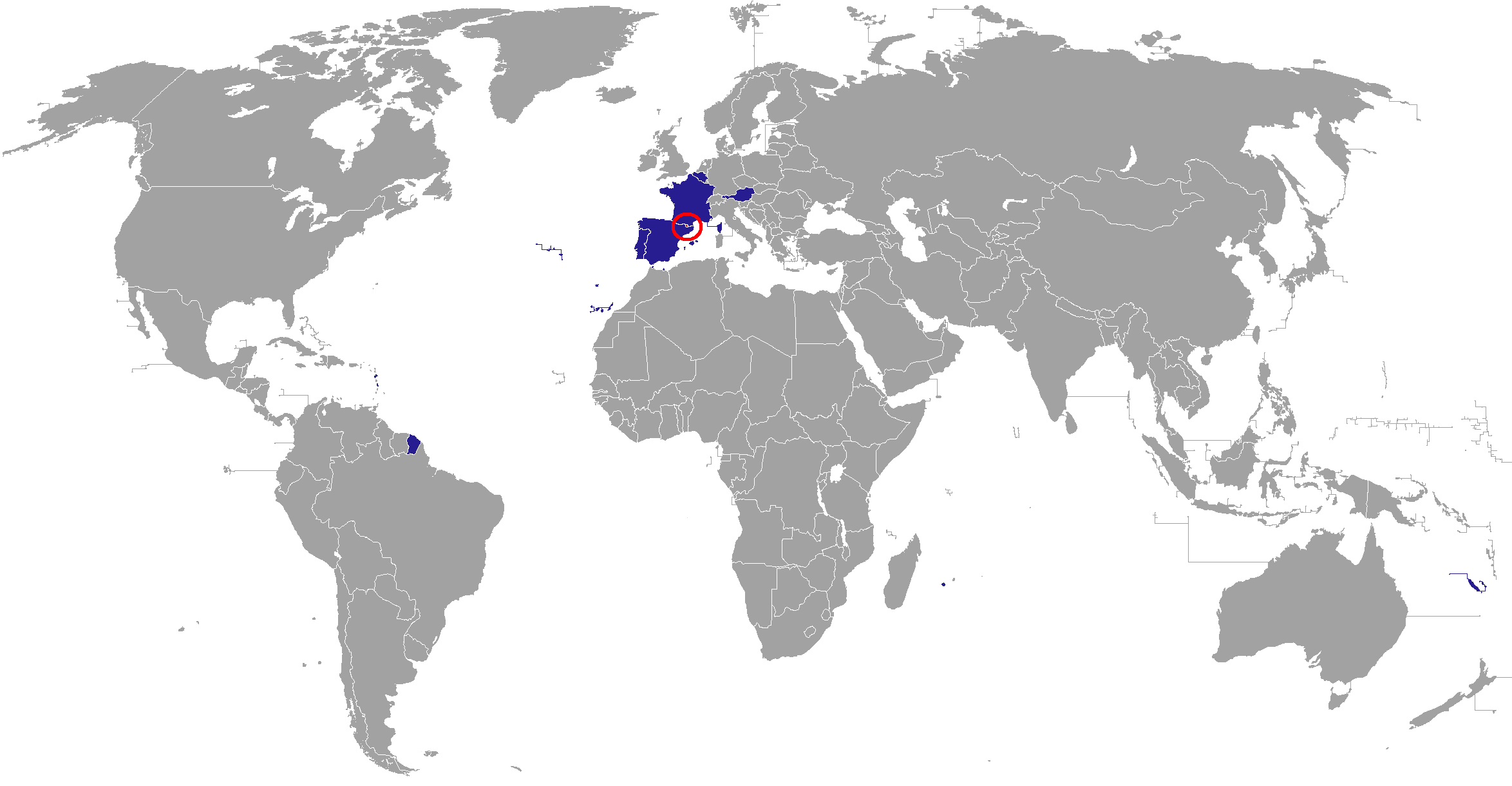
재외공관 설치 현황
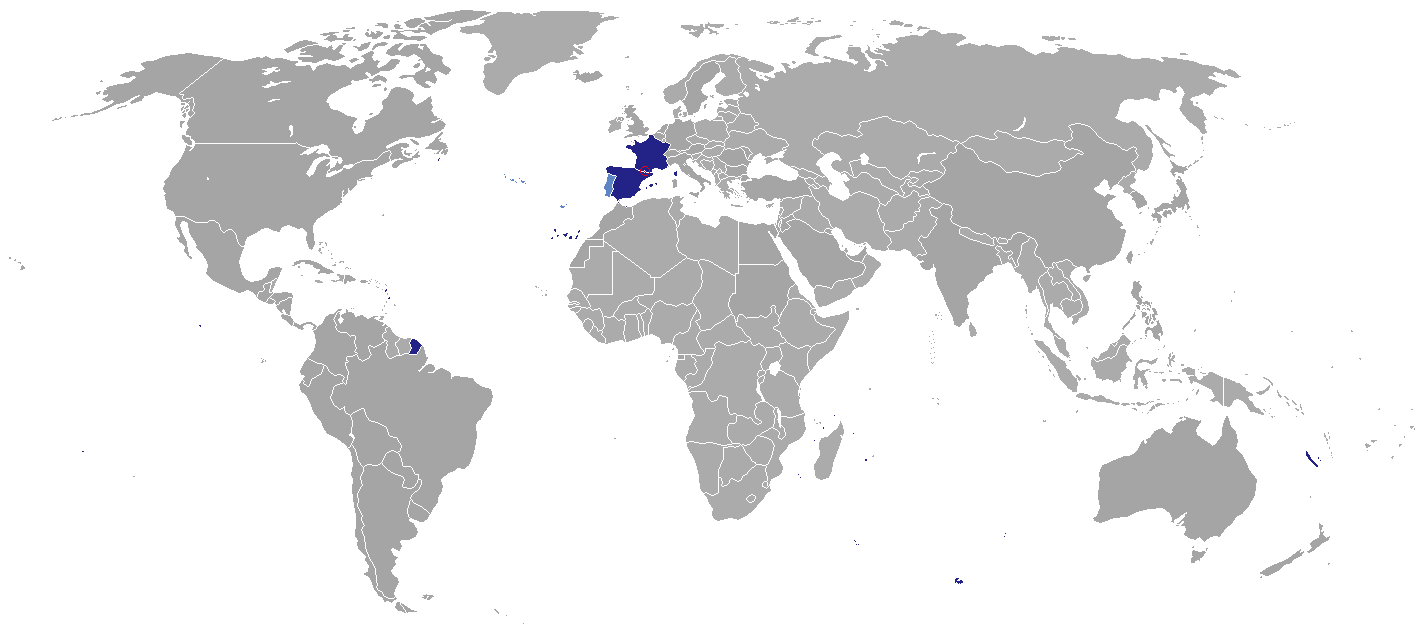
외국공관 유무 현황

수교 현황
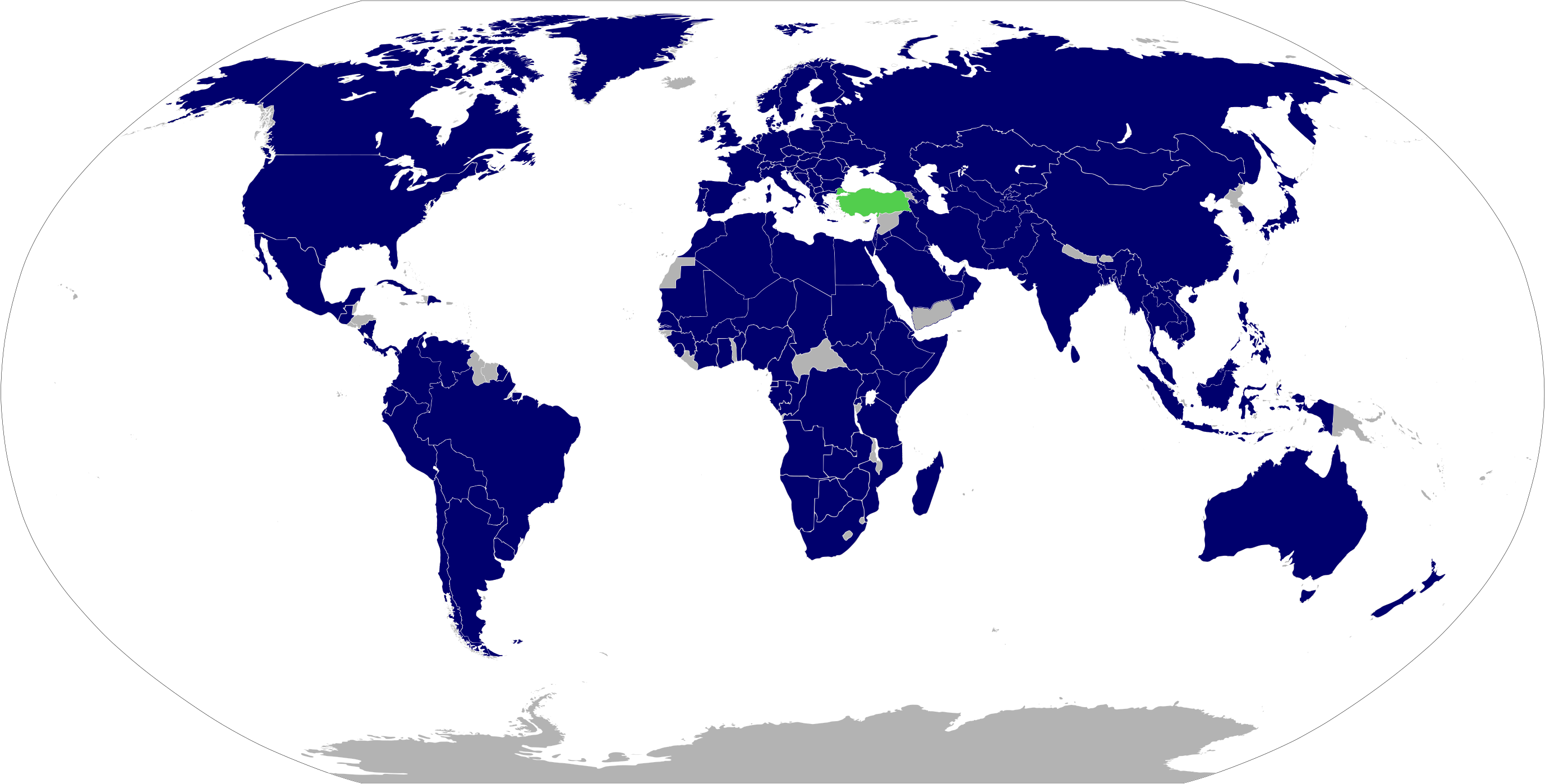
재외공관 설치 현황
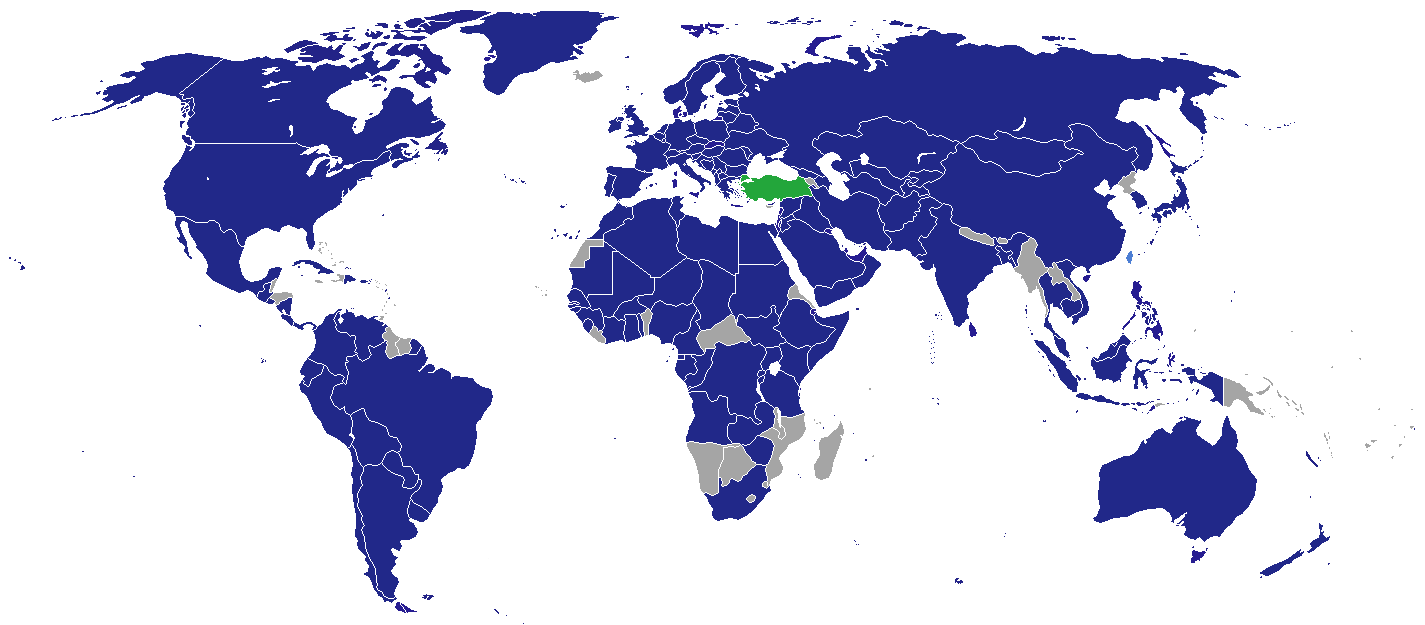
외국공관 유무 현황

수교 현황
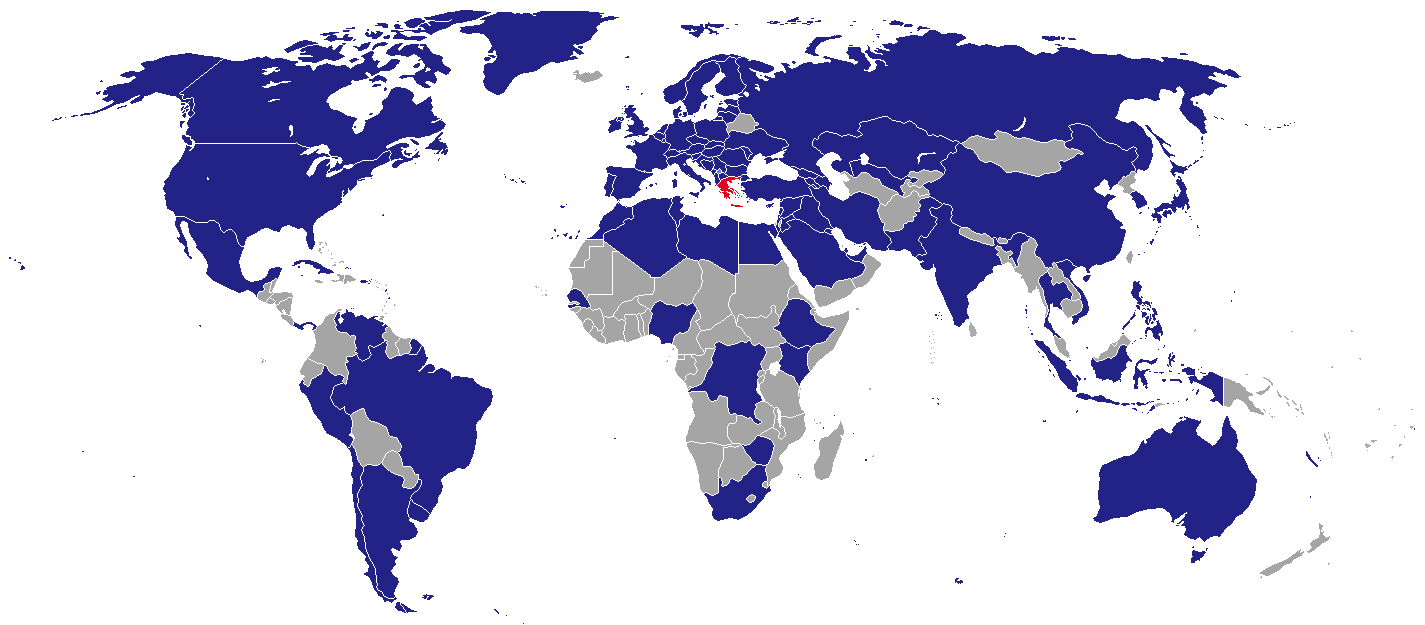
재외공관 설치 현황
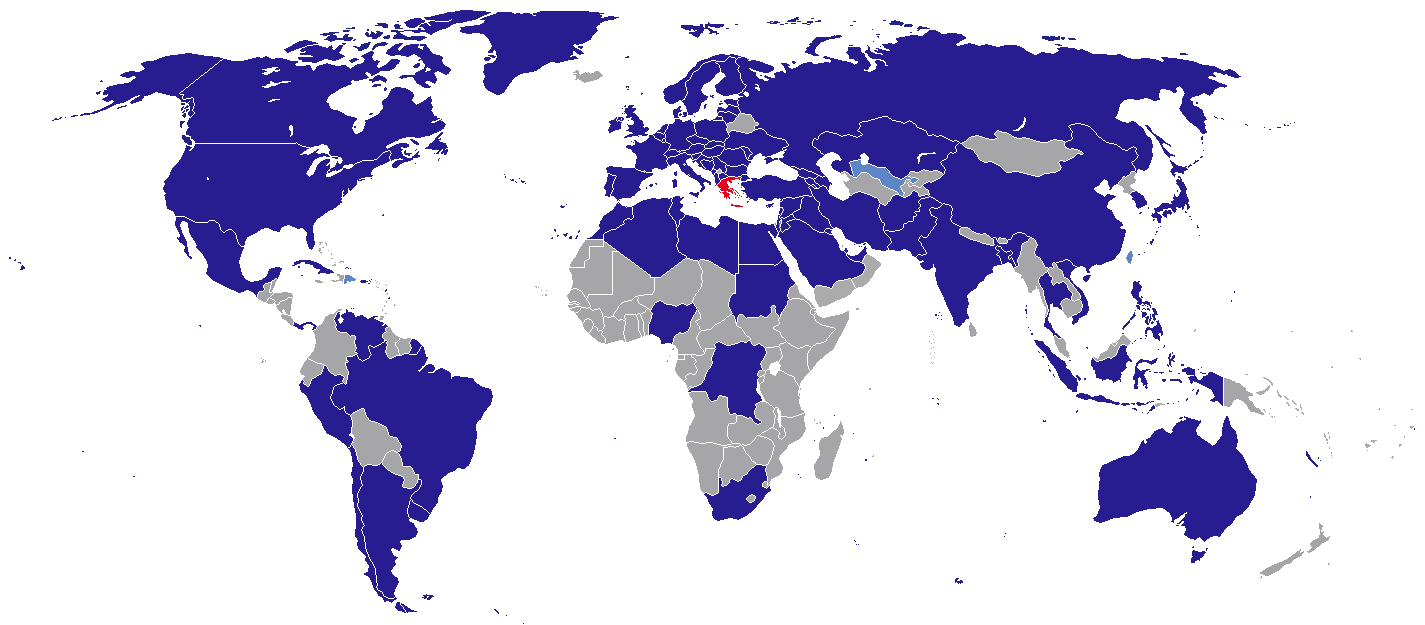
외국공관 유무 현황

수교 현황
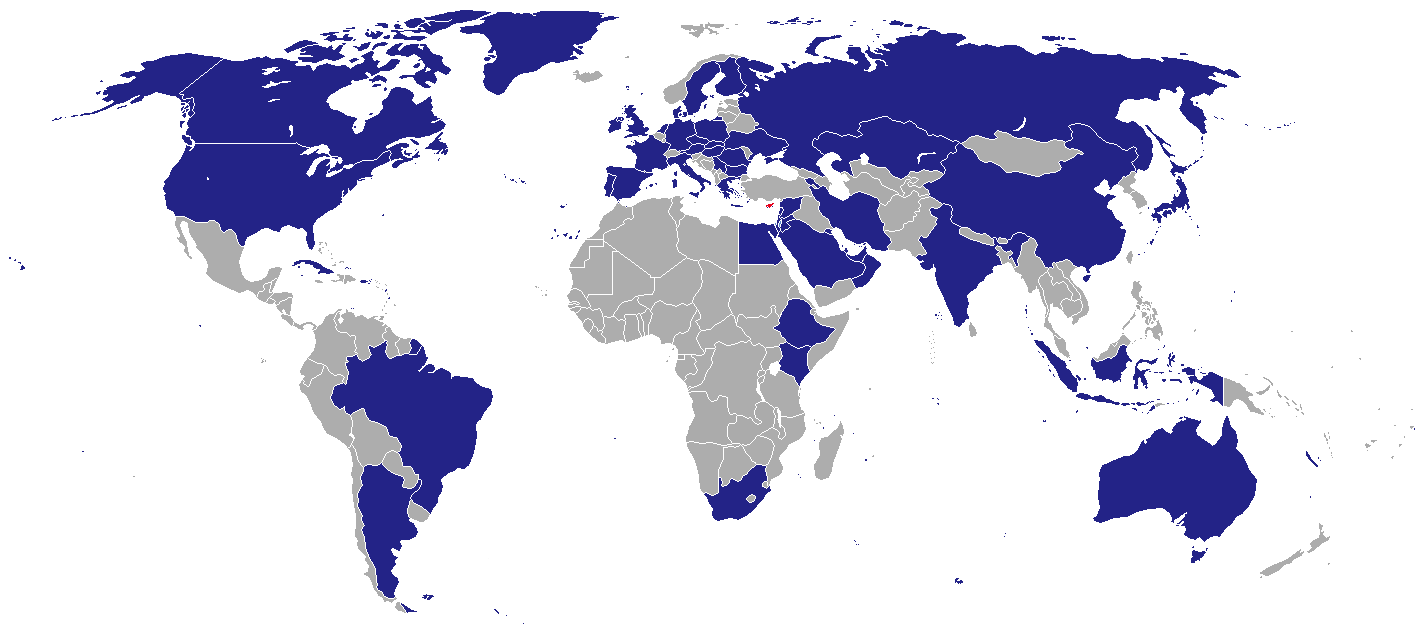
재외공관 설치 현황
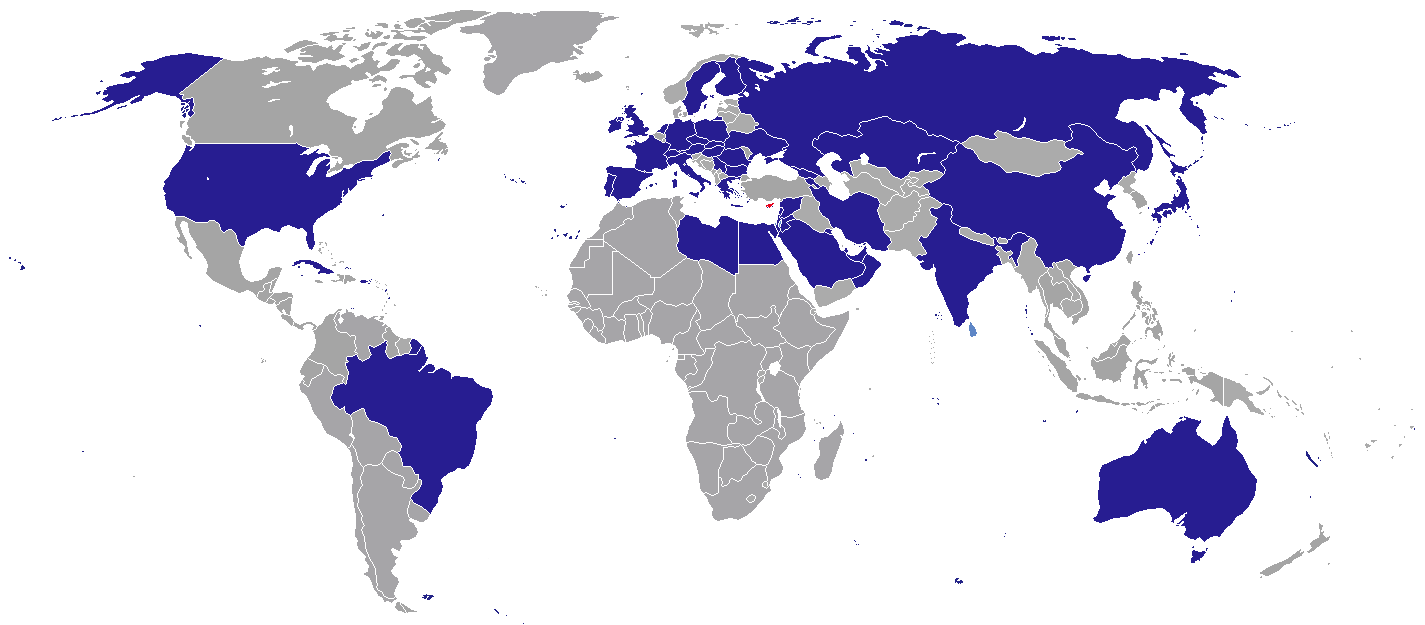
외국공관 유무 현황

수교 현황
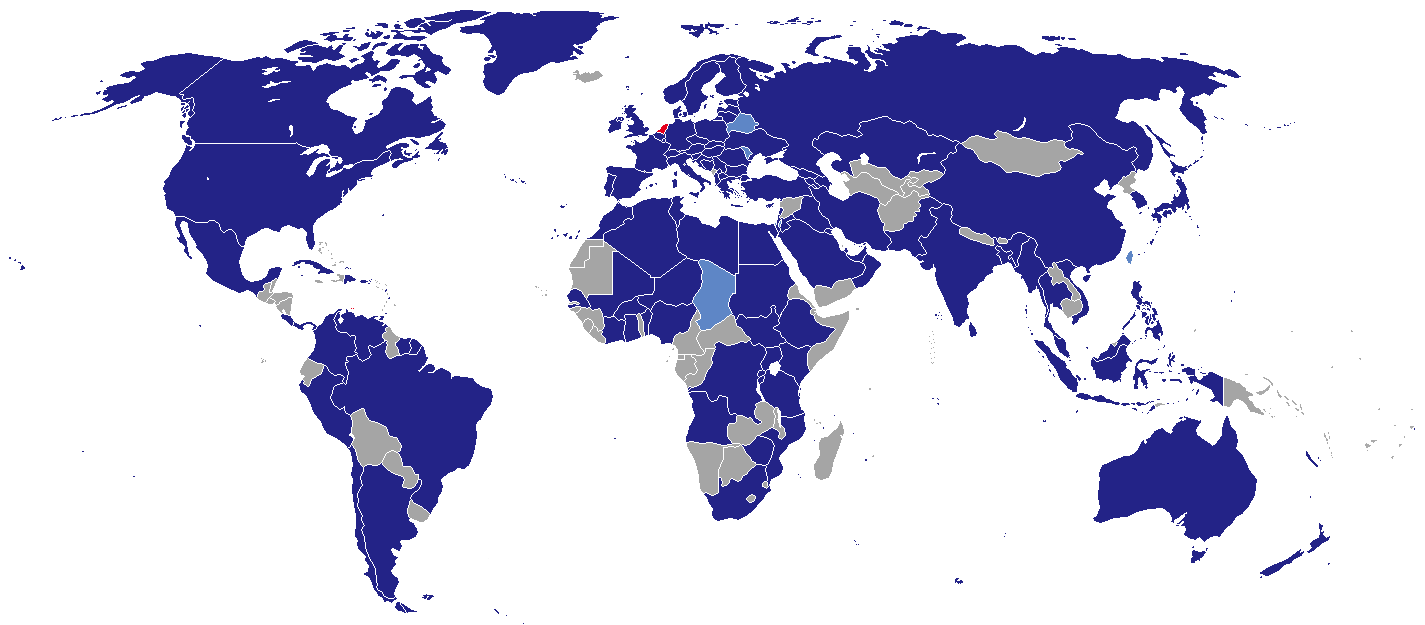
재외공관 설치 현황
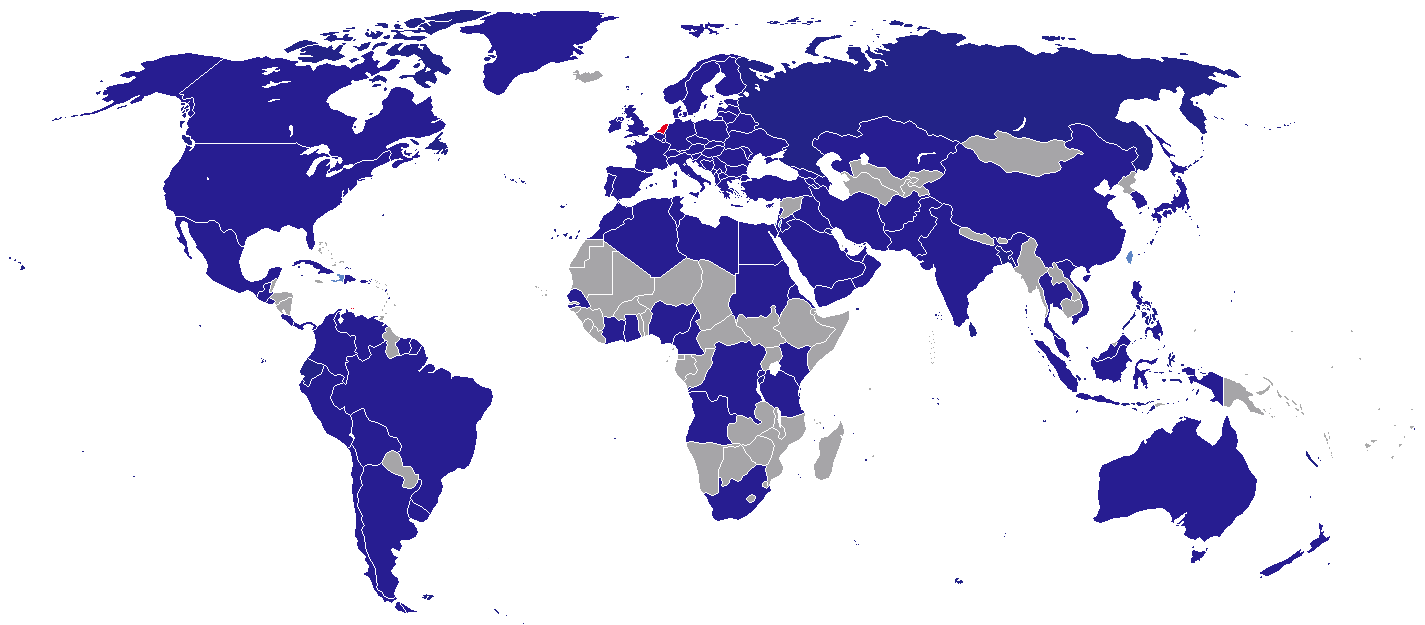
외국공관 유무 현황

수교 현황
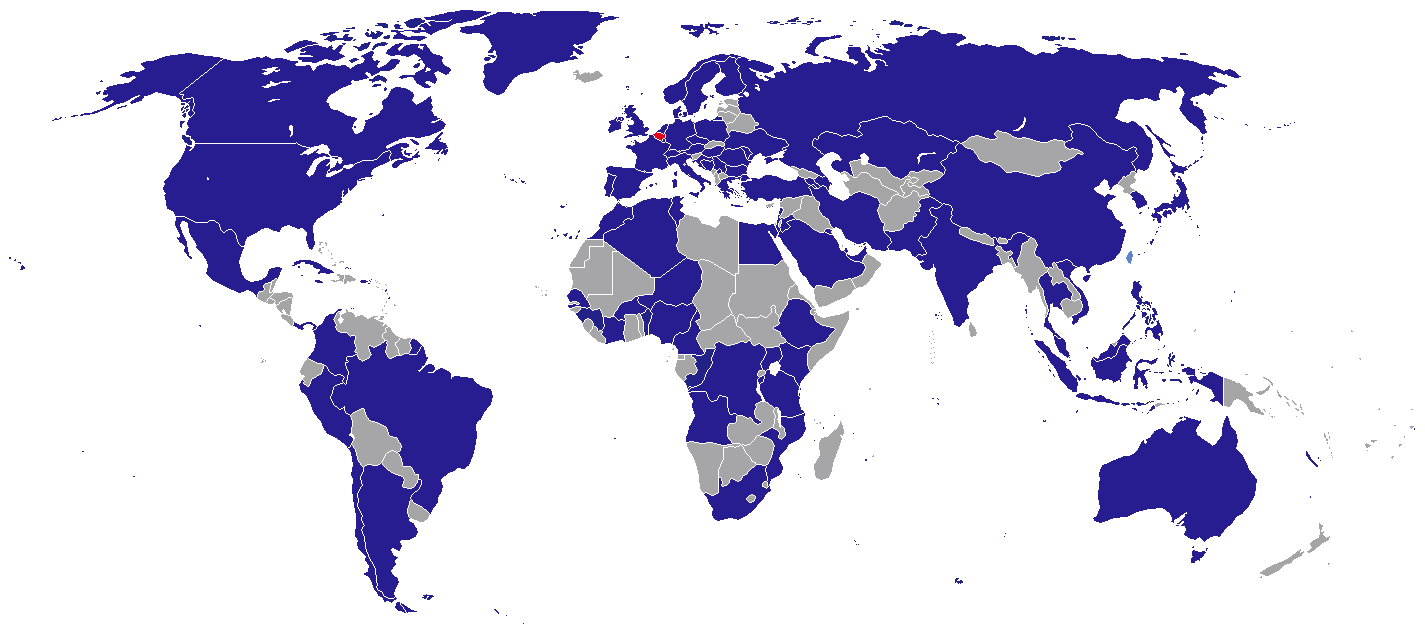
재외공관 설치 현황
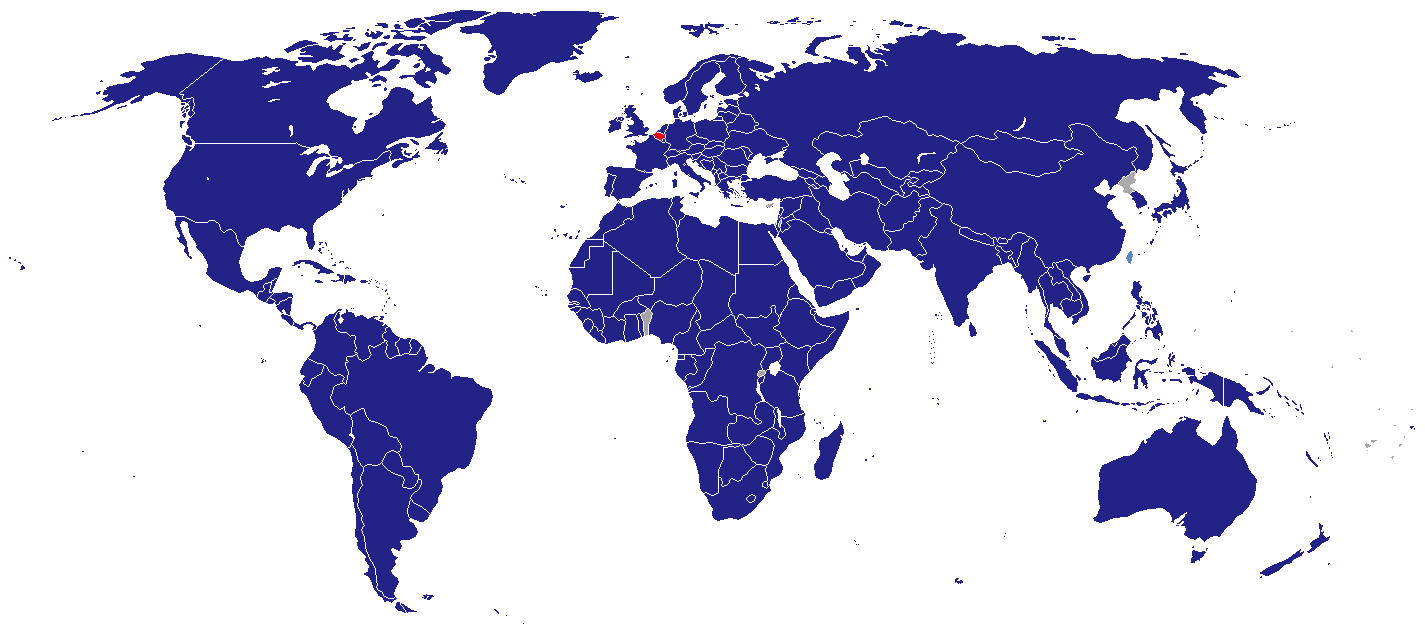
외국공관 유무 현황

수교 현황
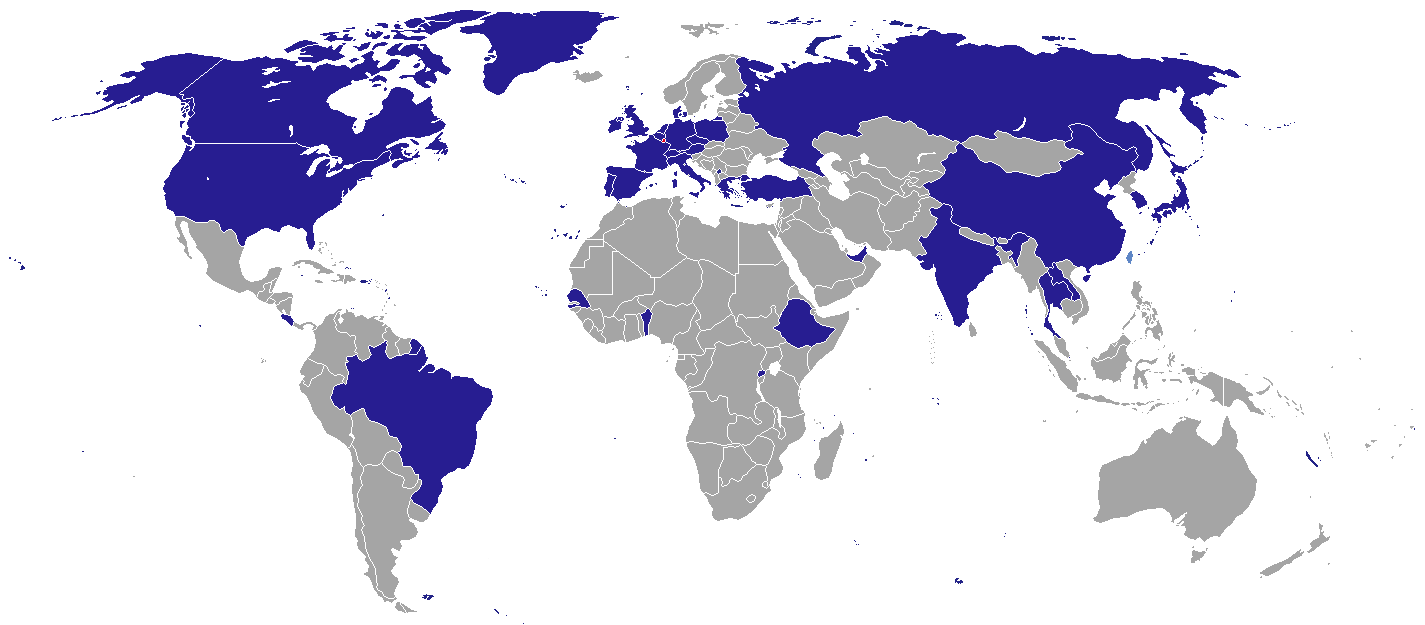
재외공관 설치 현황
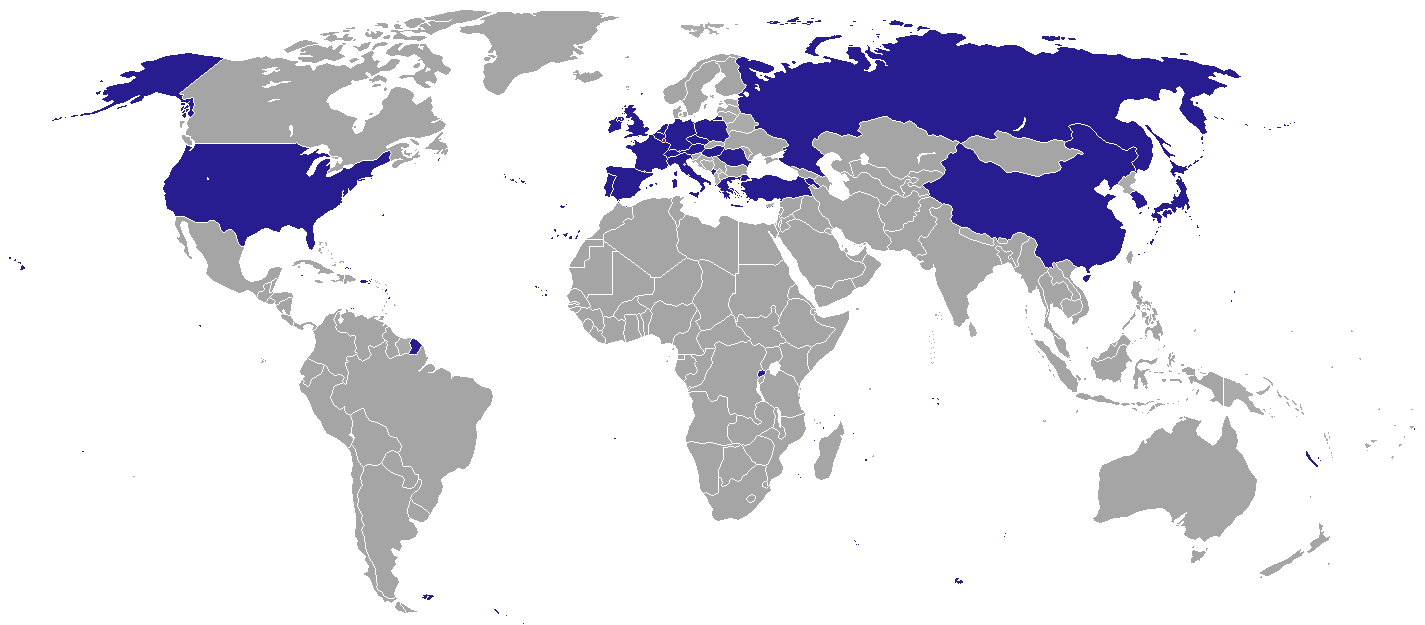
외국공관 유무 현황

수교 현황
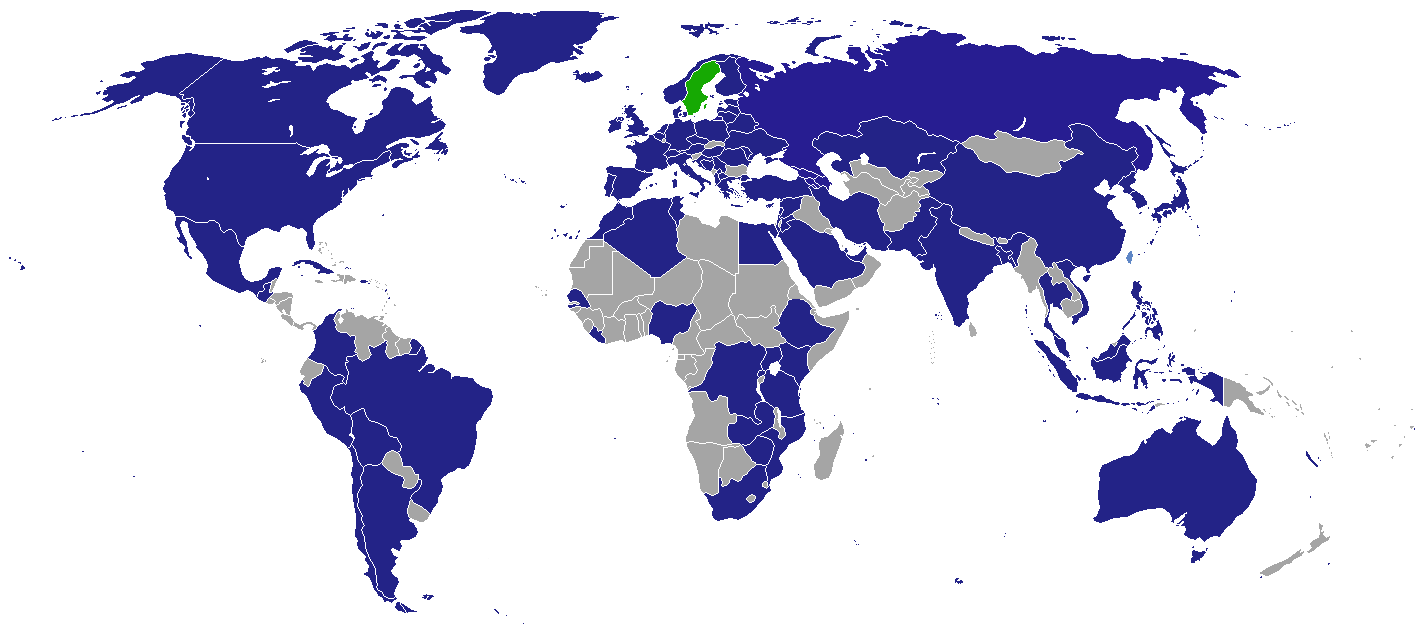
재외공관 설치 현황
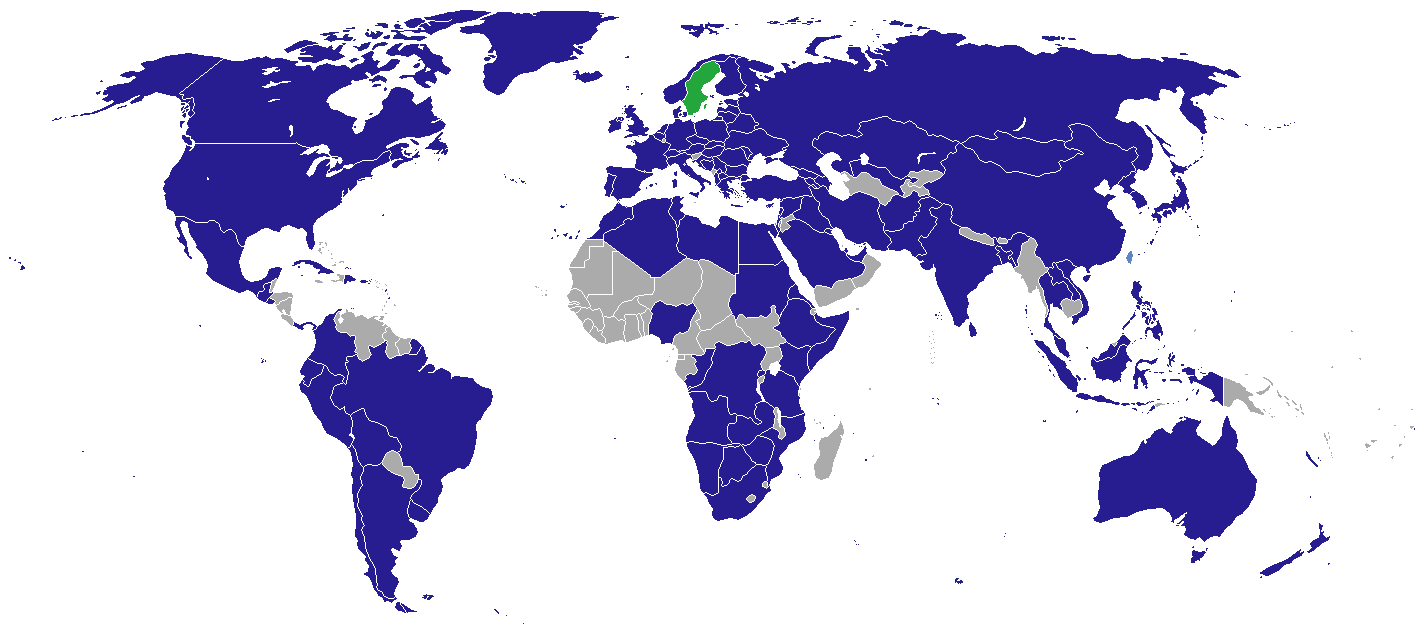
외국공관 유무 현황

수교 현황
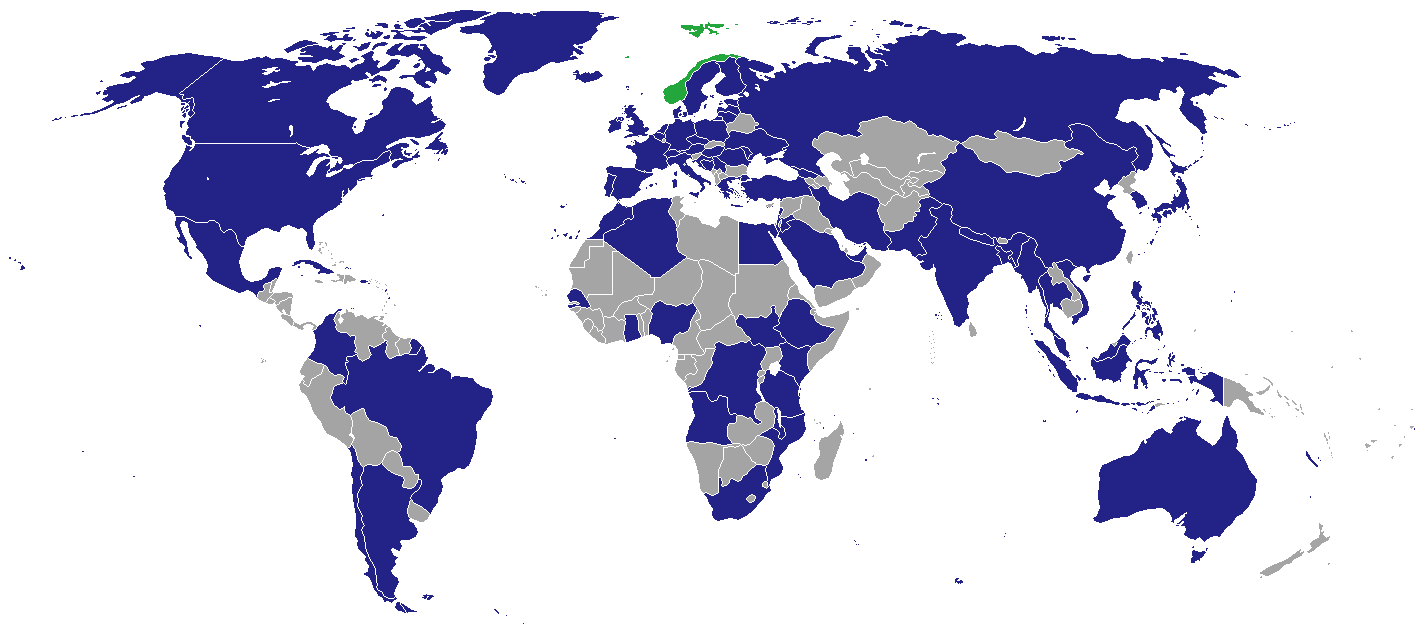
재외공관 설치 현황
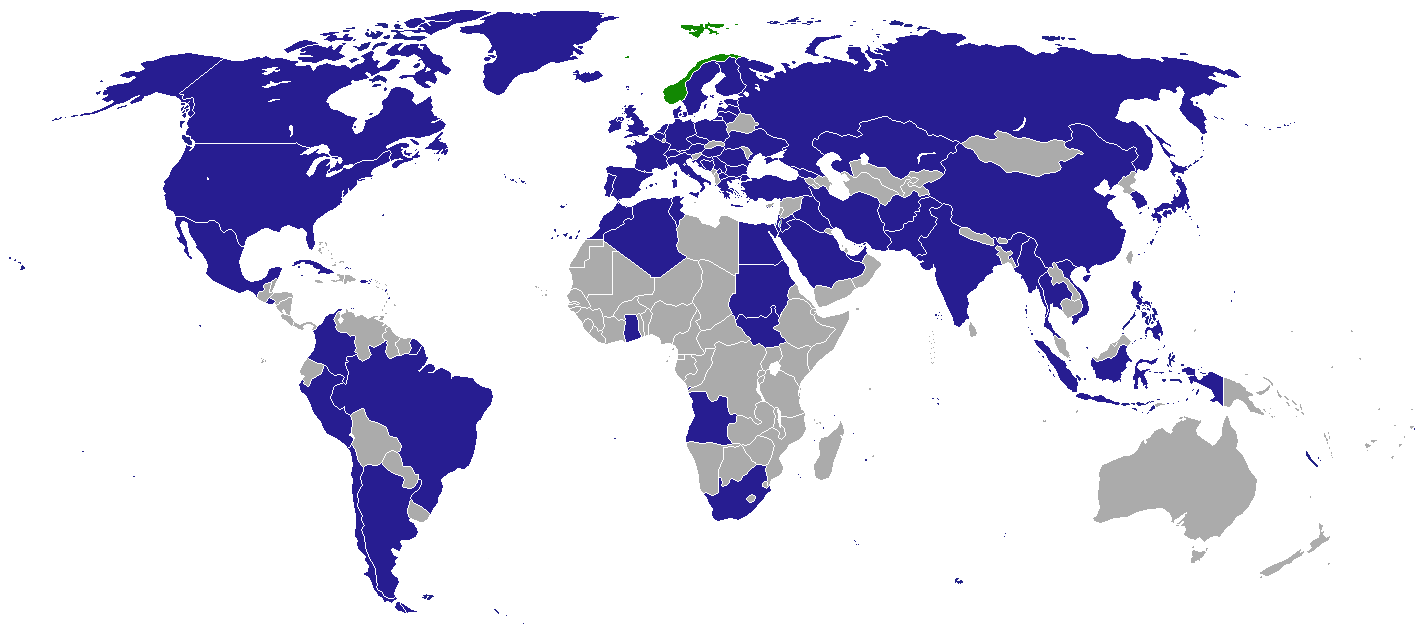
외국공관 유무 현황

수교 현황
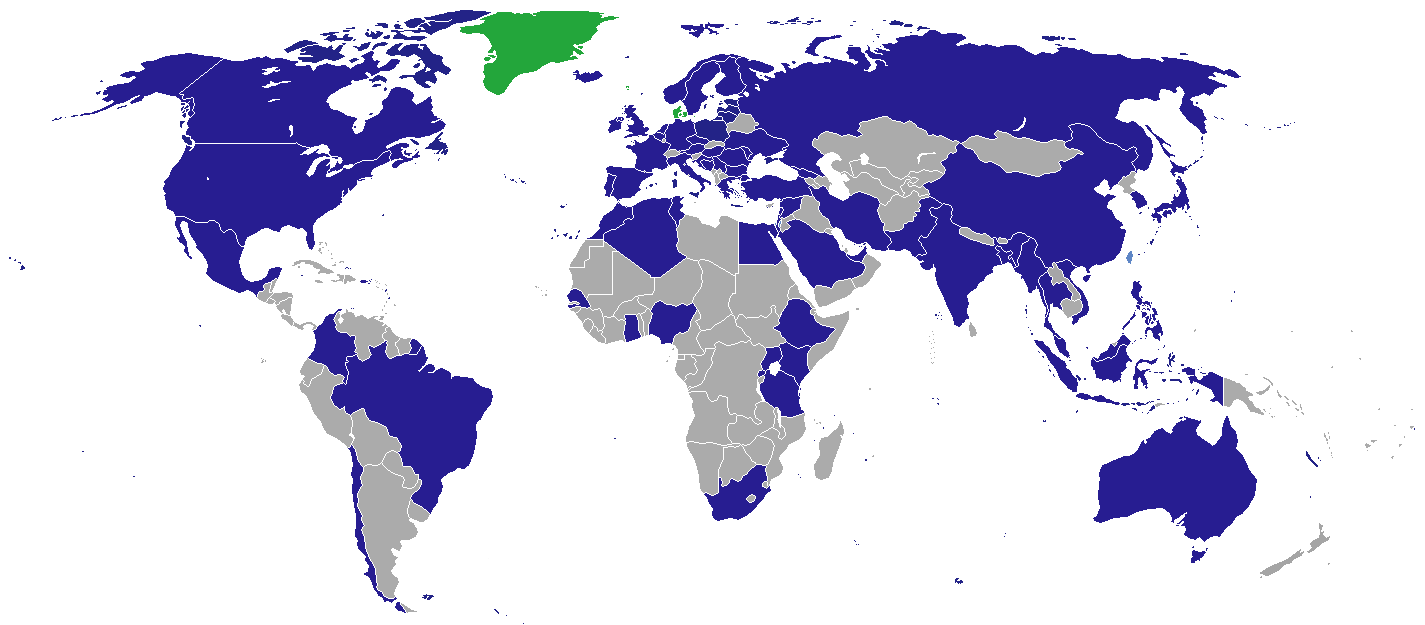
재외공관 설치 현황
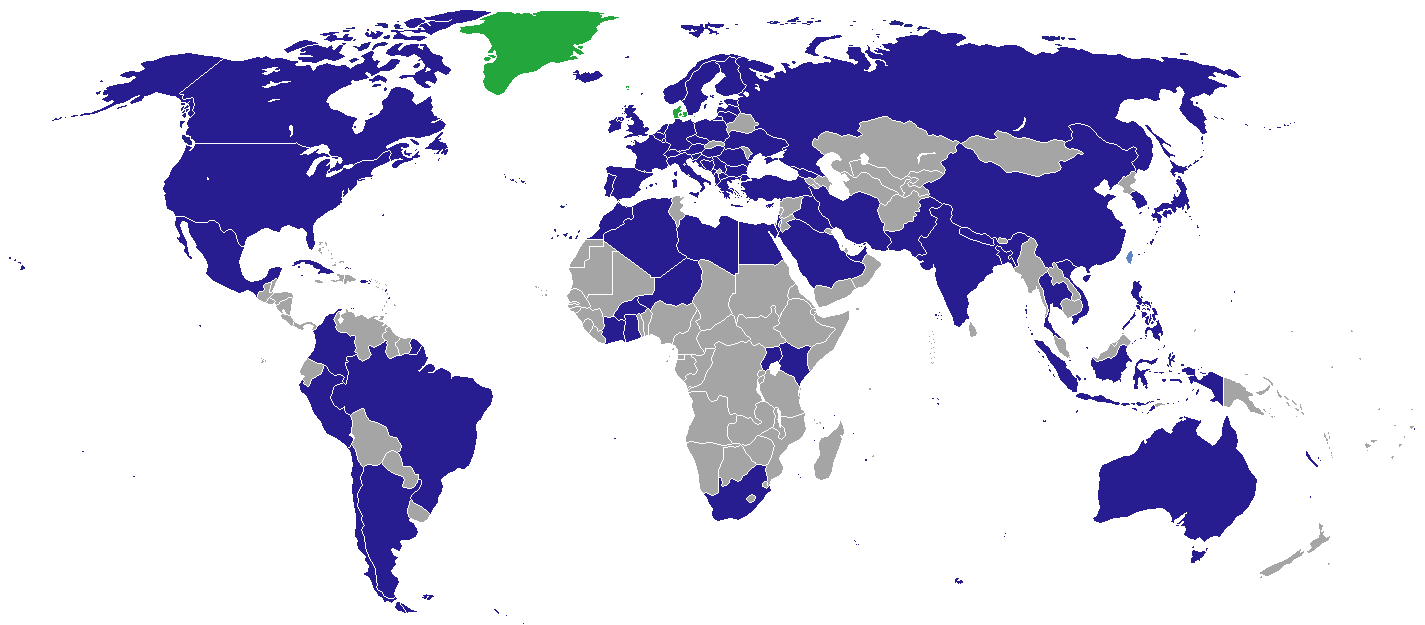
외국공관 유무 현황

수교 현황
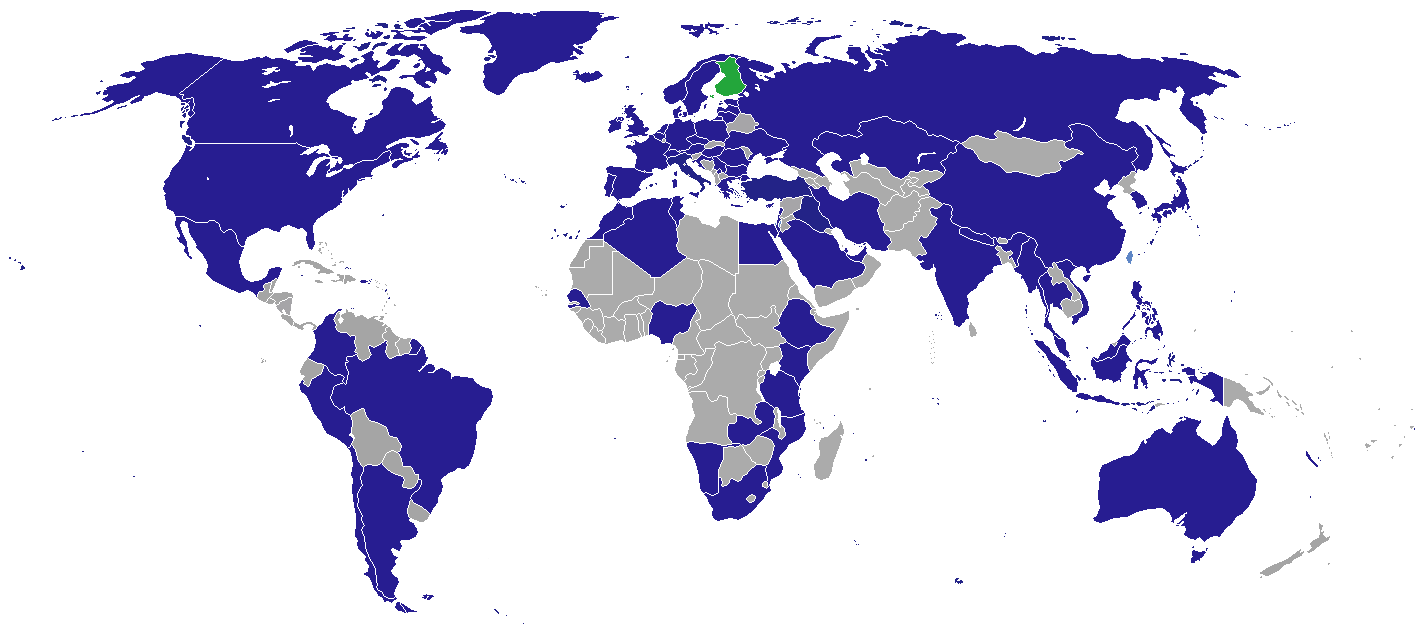
재외공관 설치 현황
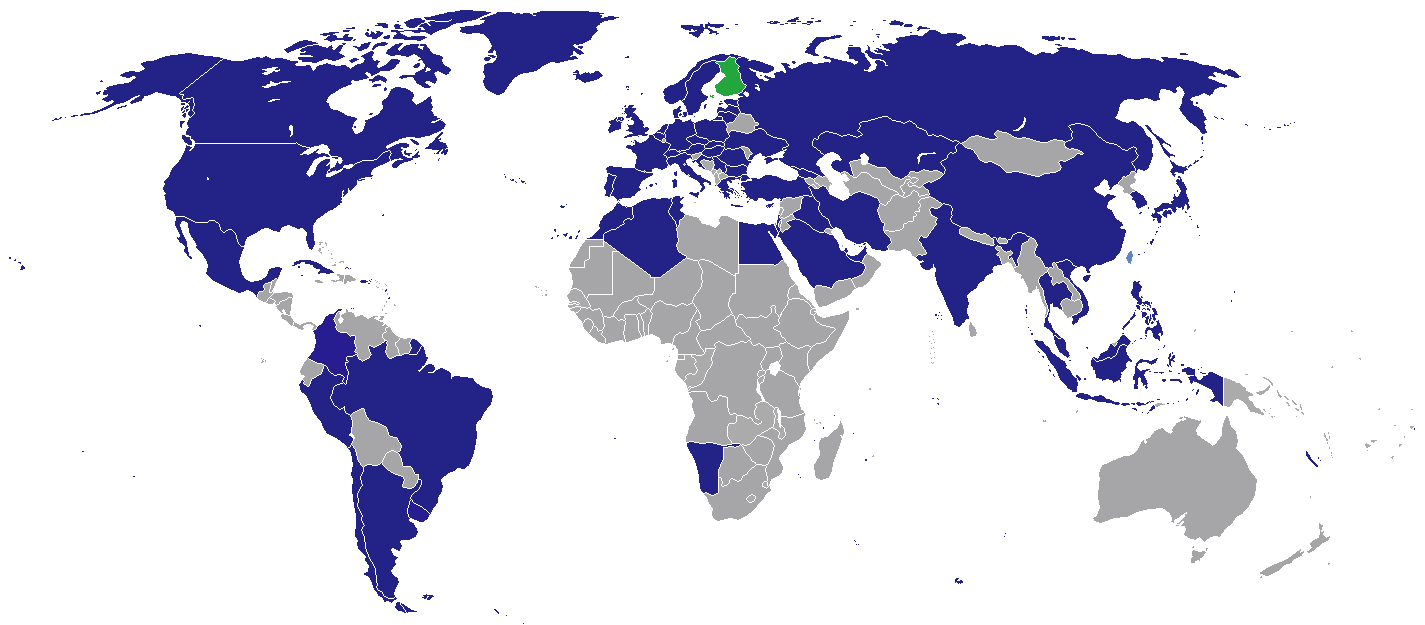
외국공관 유무 현황

수교 현황
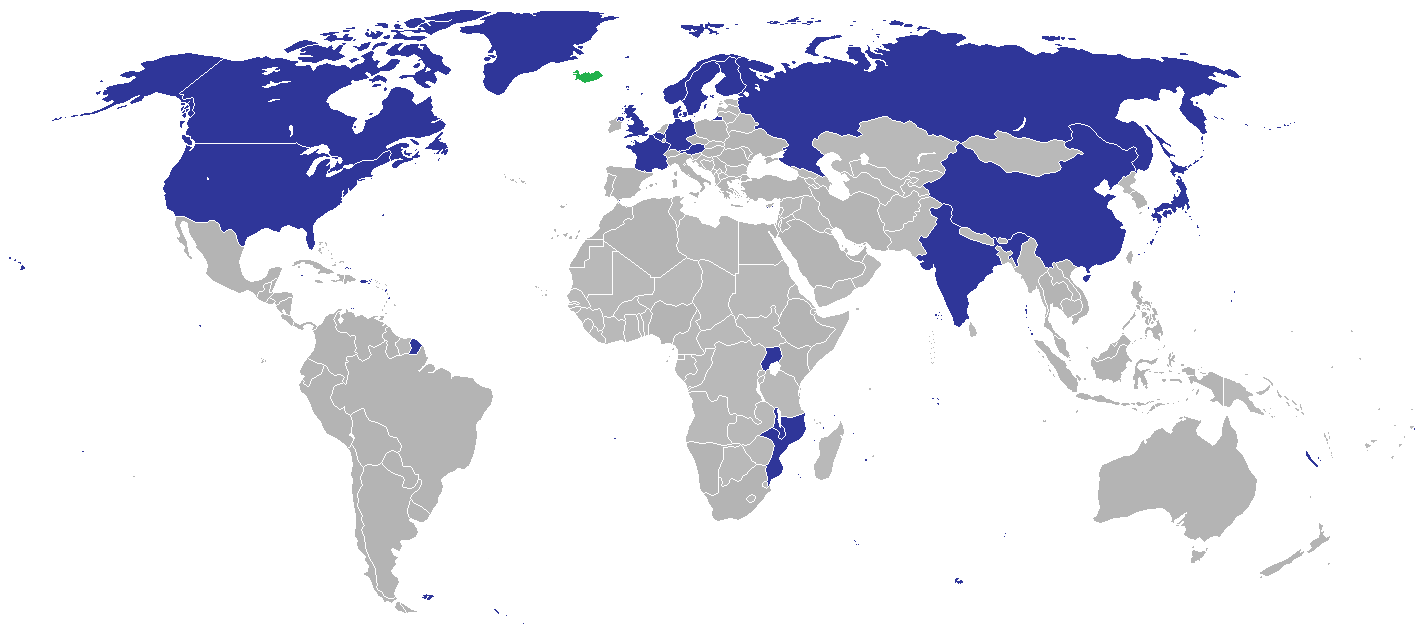
재외공관 설치 현황
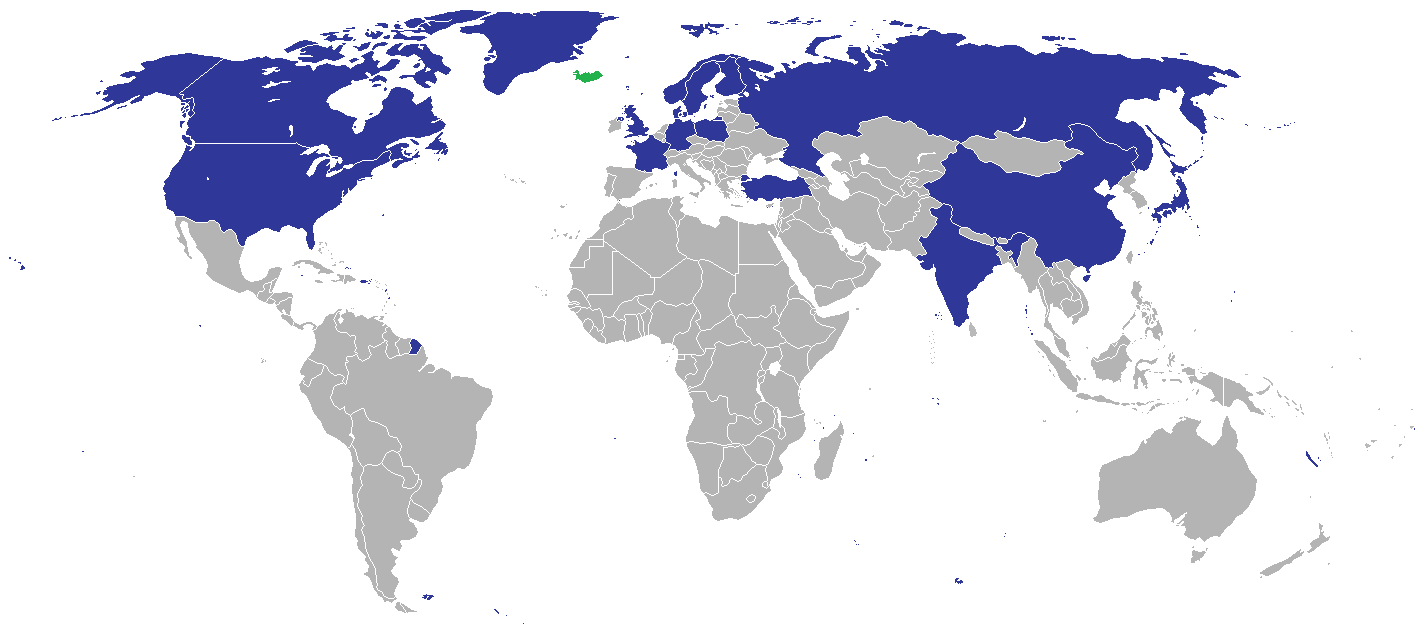
외국공관 유무 현황

수교 현황
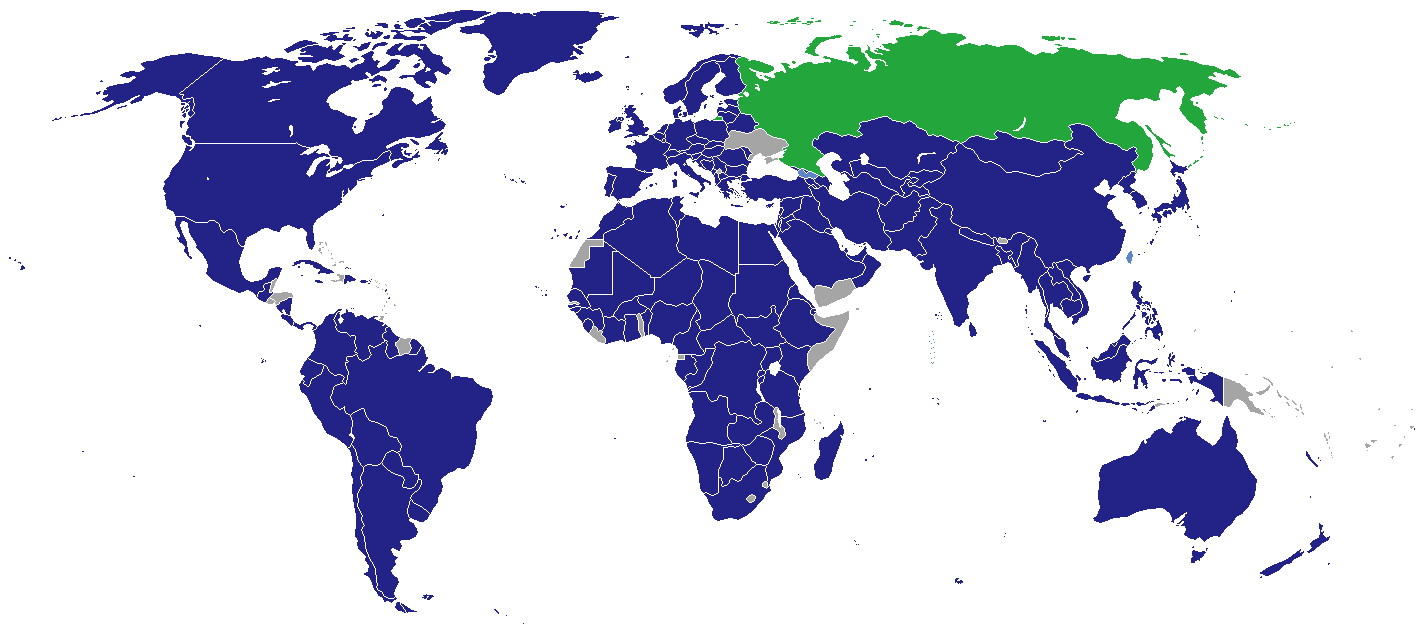
재외공관 설치 현황
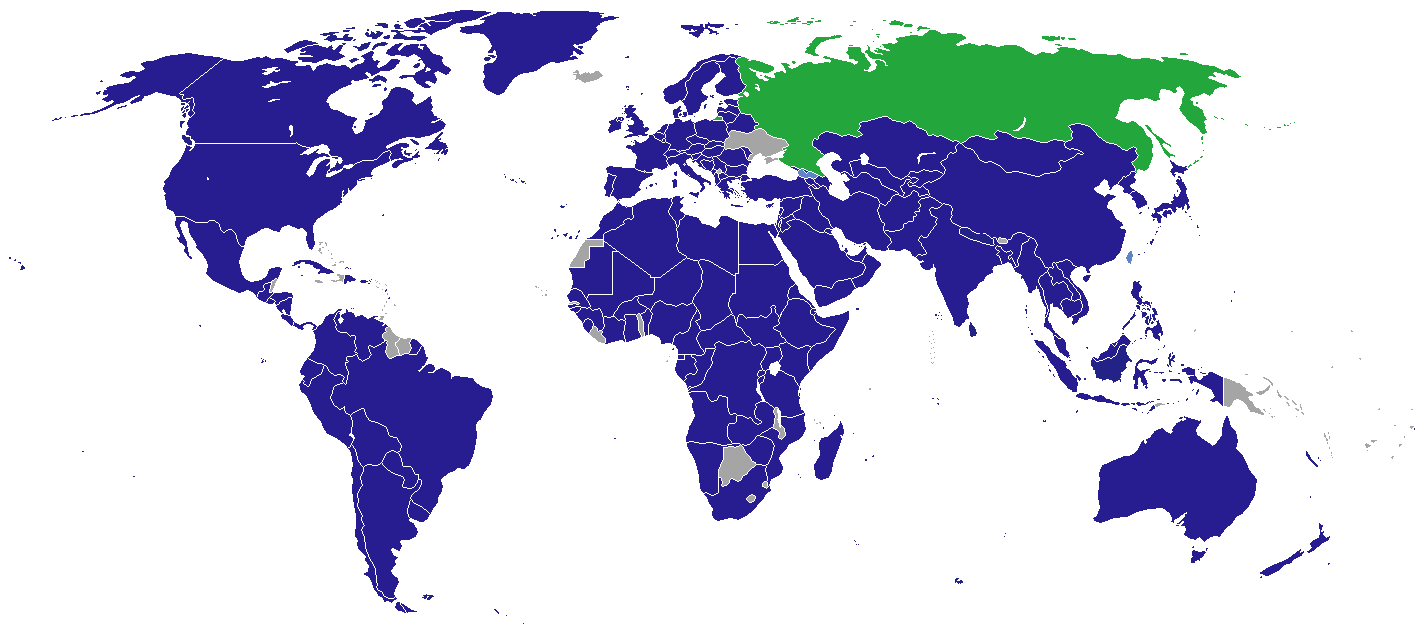
외국공관 유무 현황

수교 현황
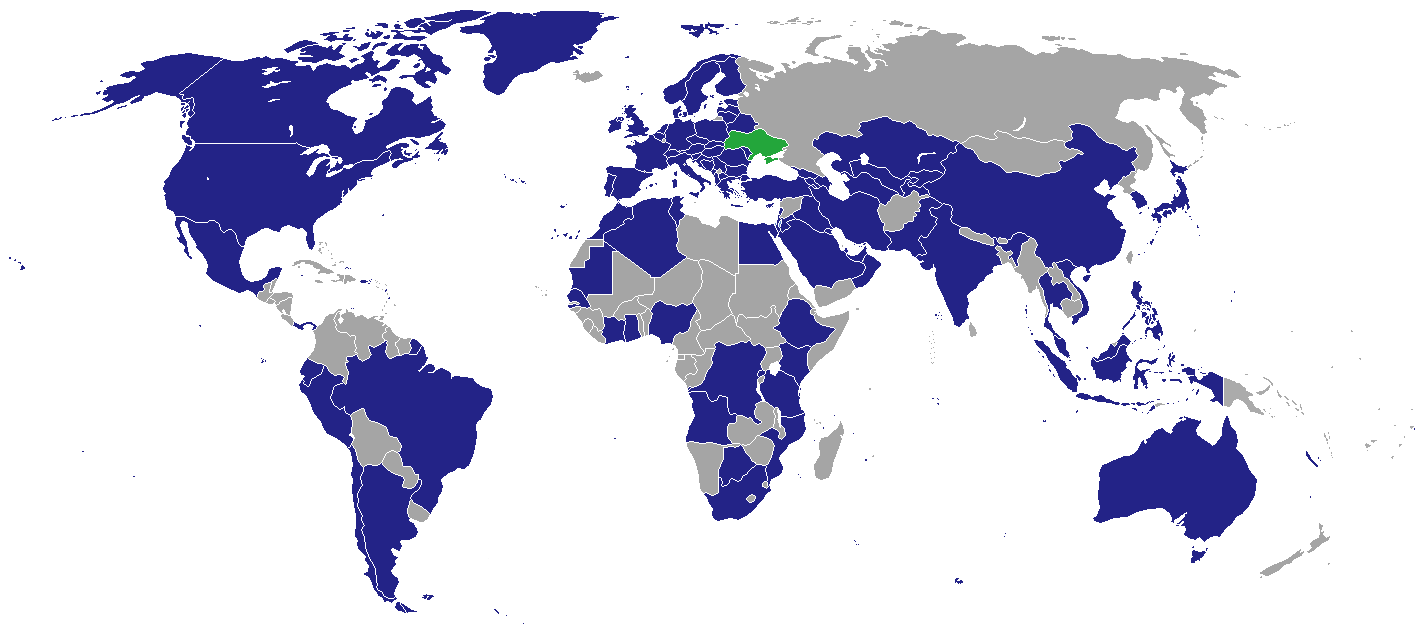
재외공관 설치 현황
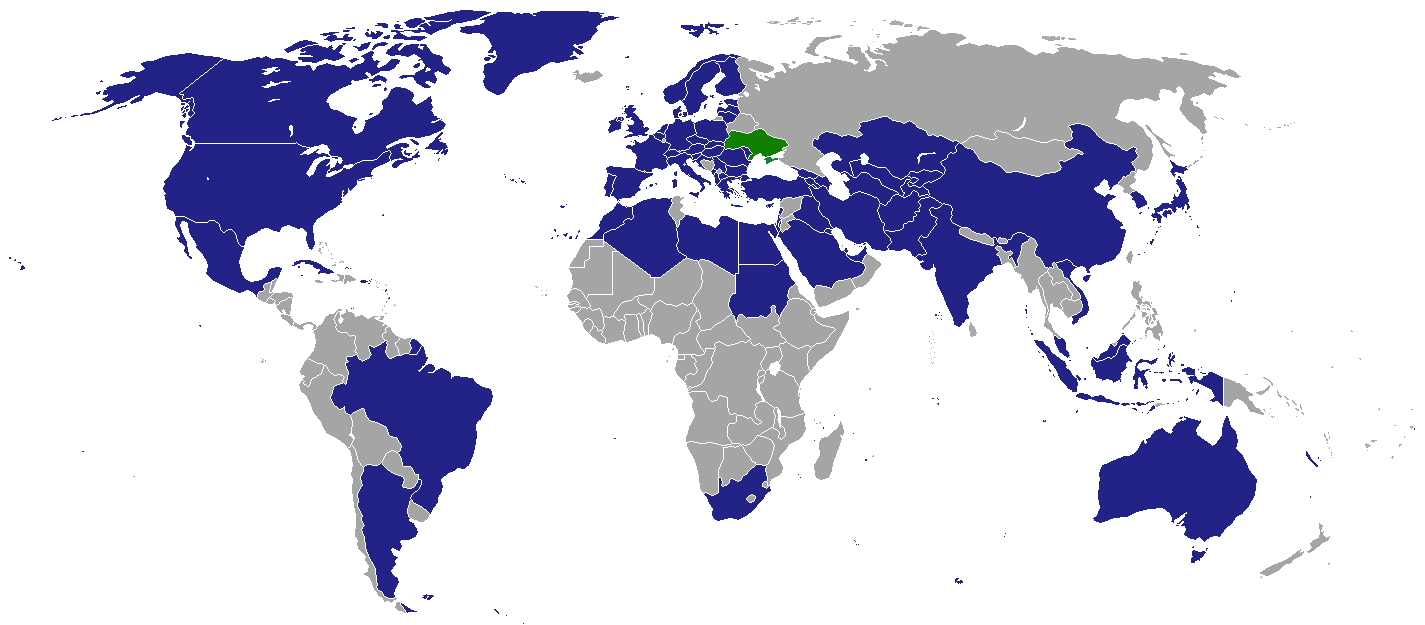
외국공관 유무 현황

수교 현황
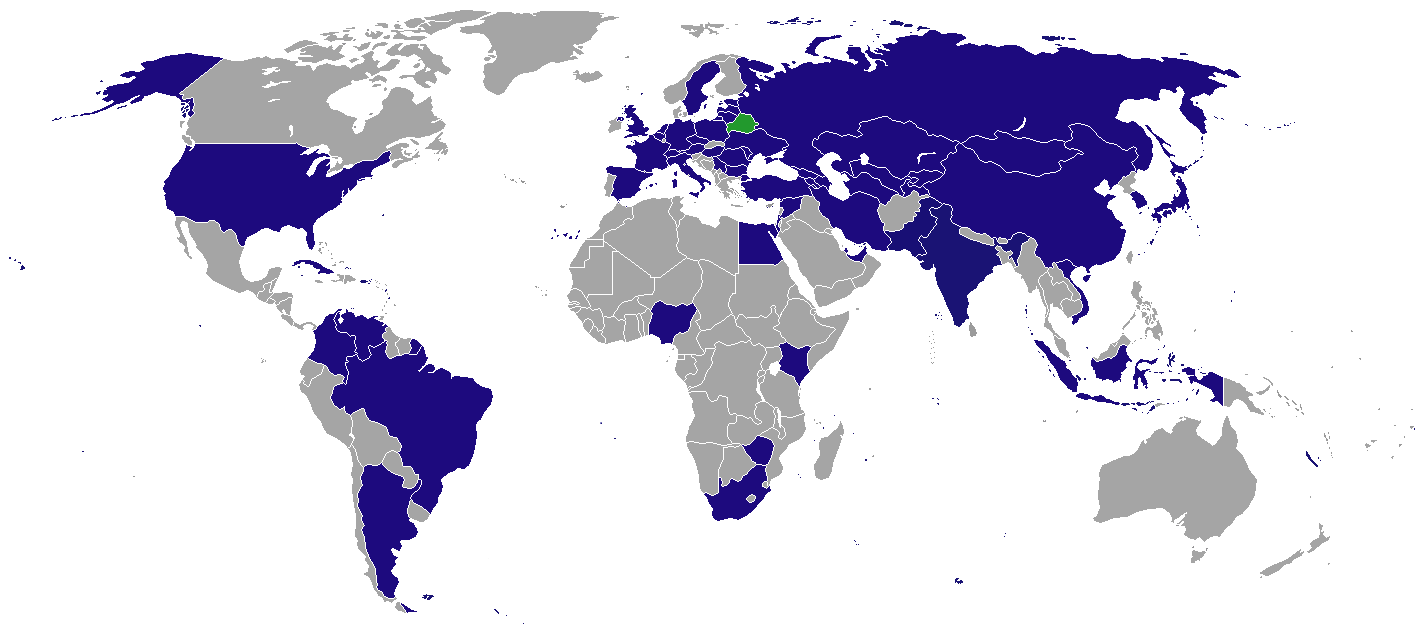
재외공관 설치 현황
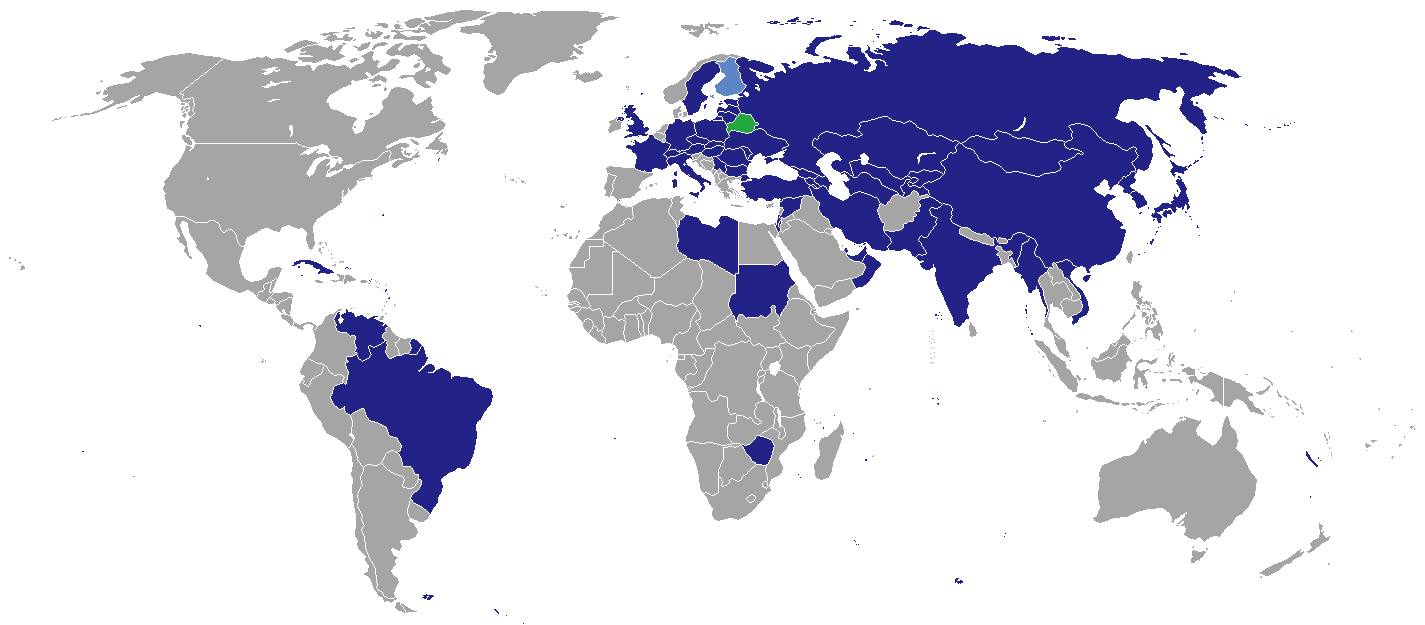
외국공관 유무 현황

수교 현황
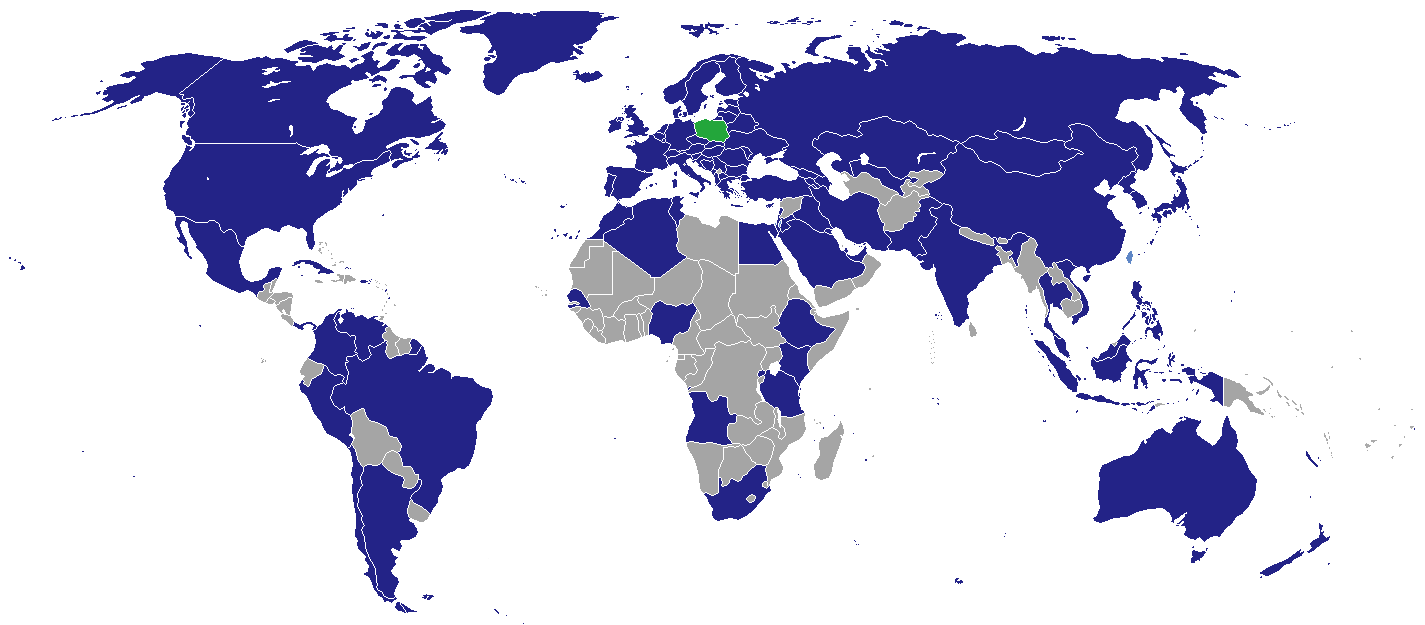
재외공관 설치 현황
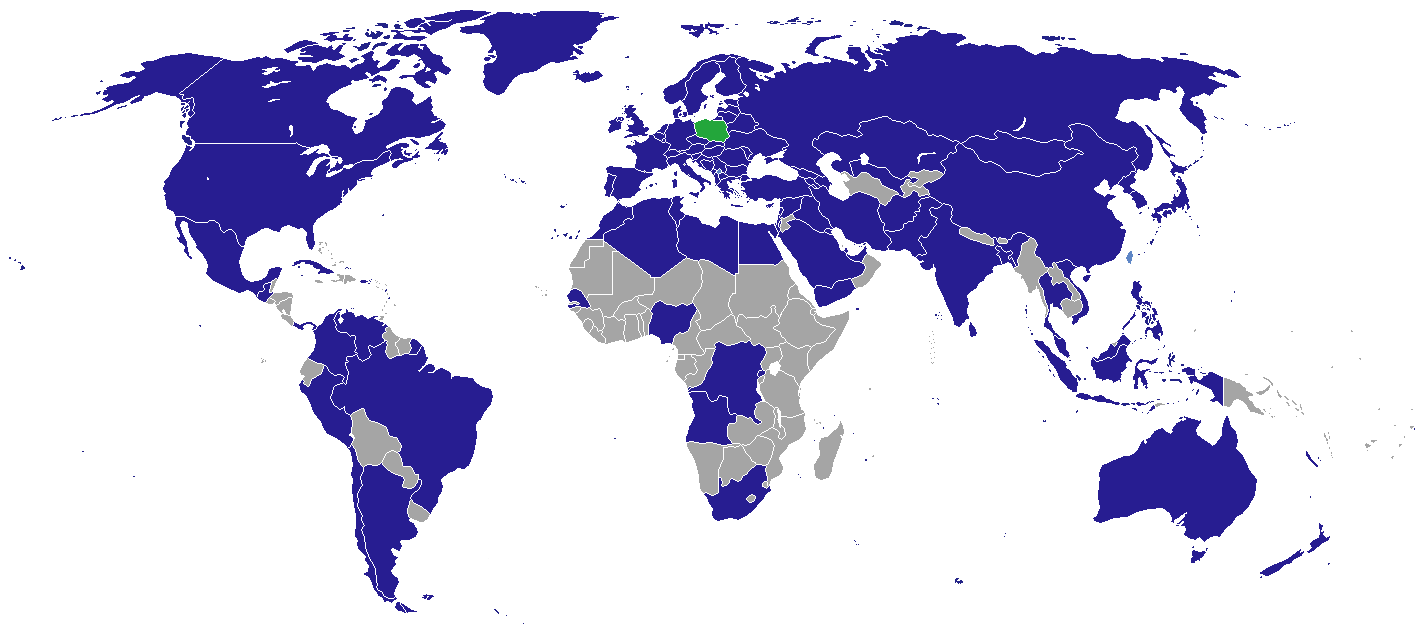
외국공관 유무 현황

수교 현황
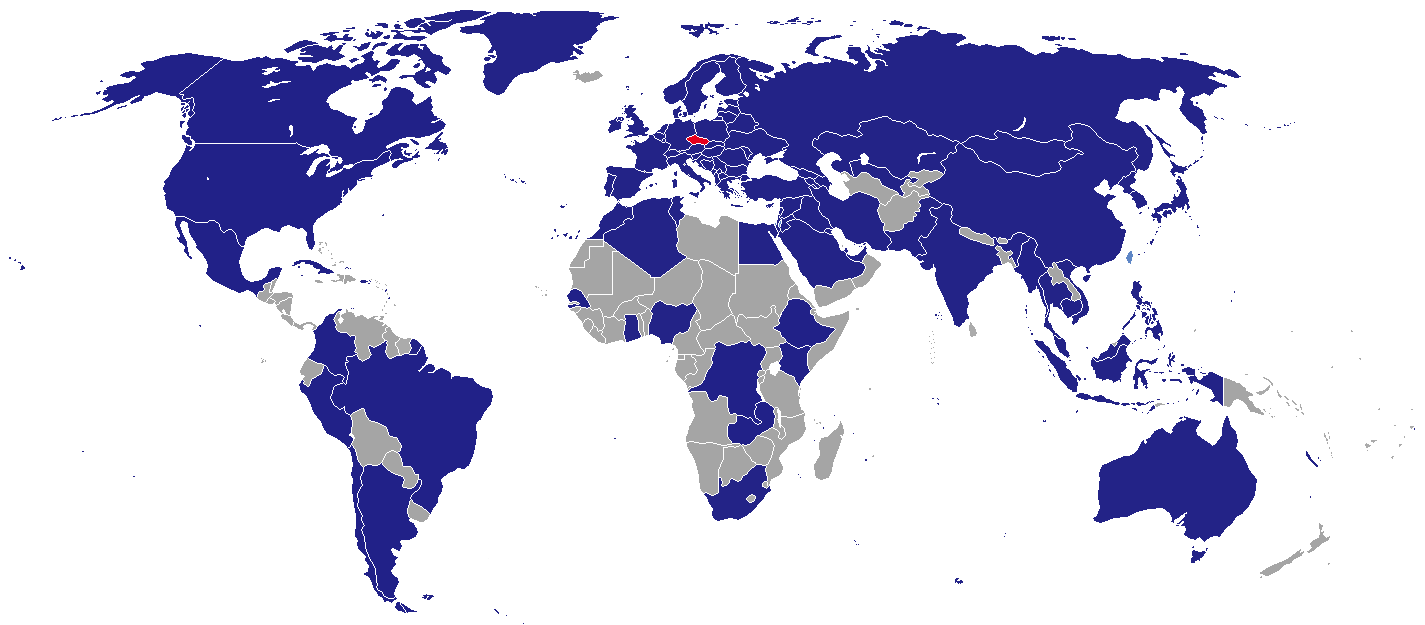
재외공관 설치 현황
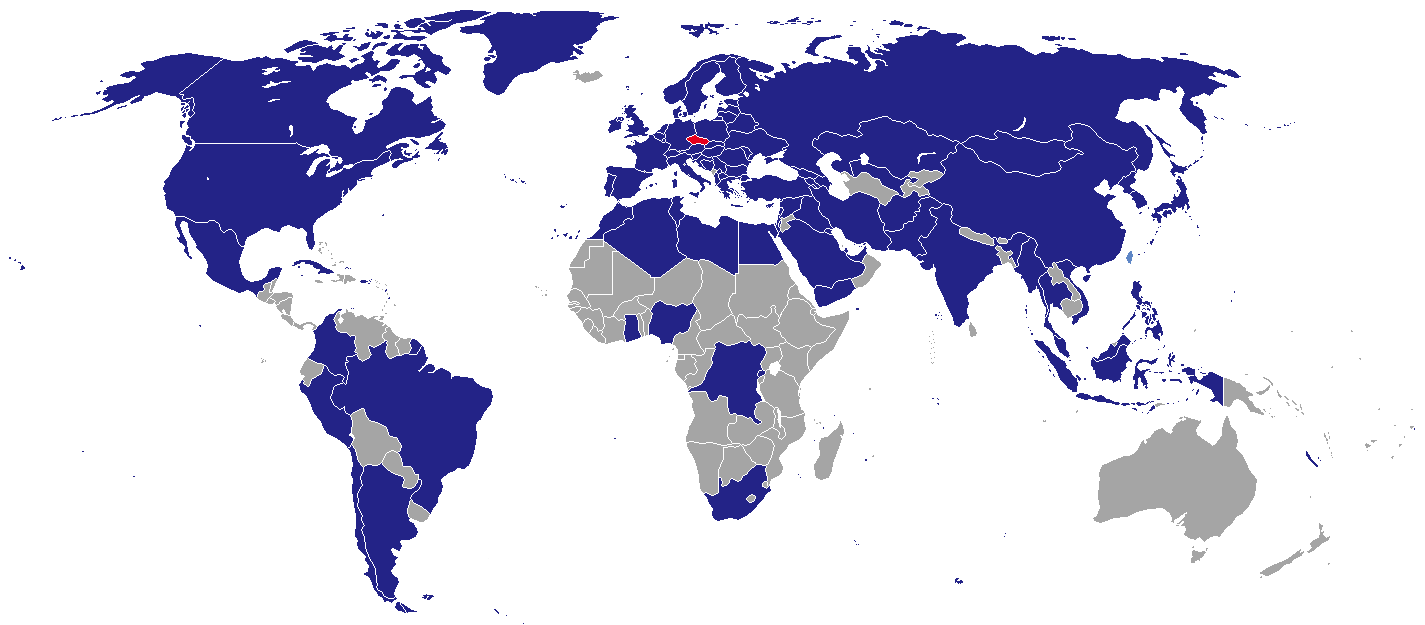
외국공관 유무 현황

수교 현황
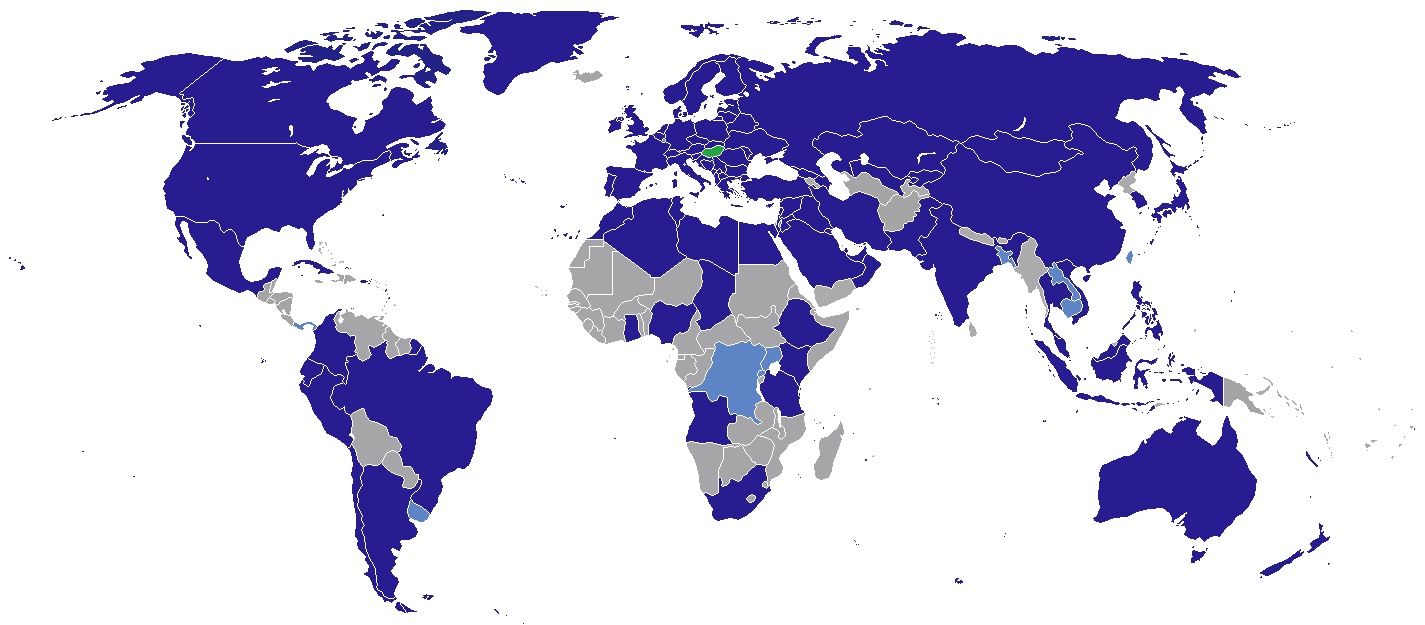
재외공관 설치 현황
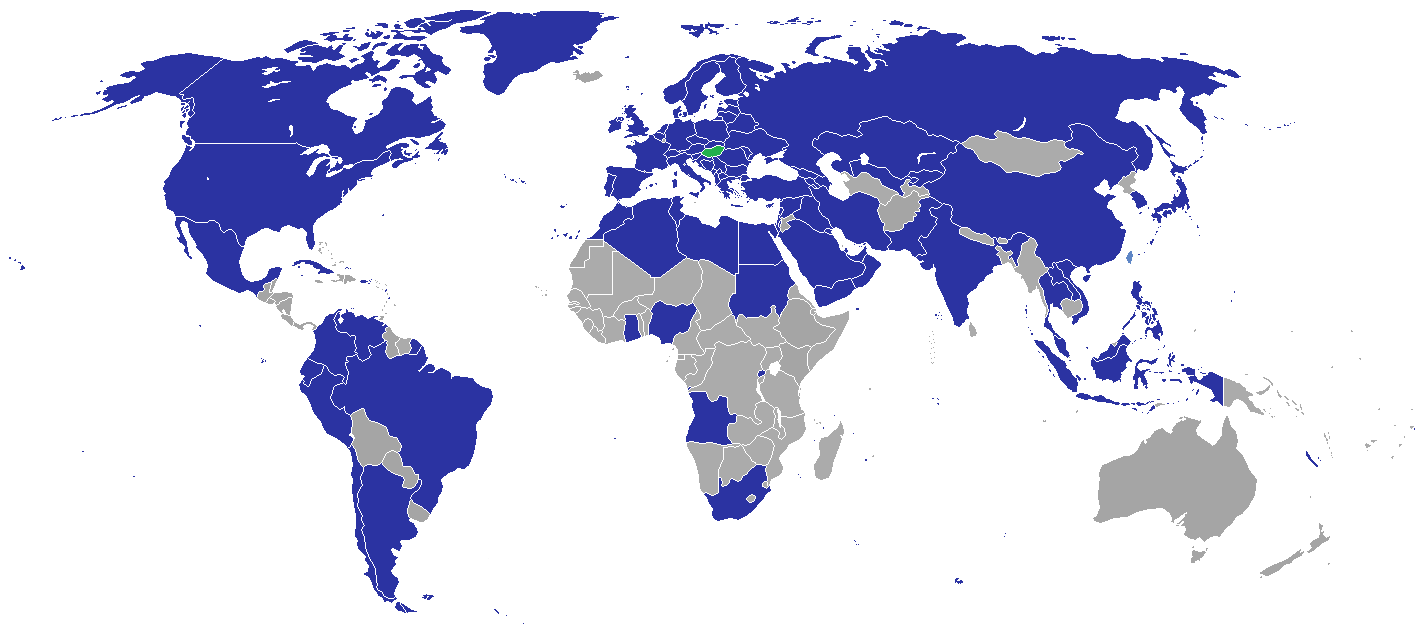
외국공관 유무 현황

수교 현황
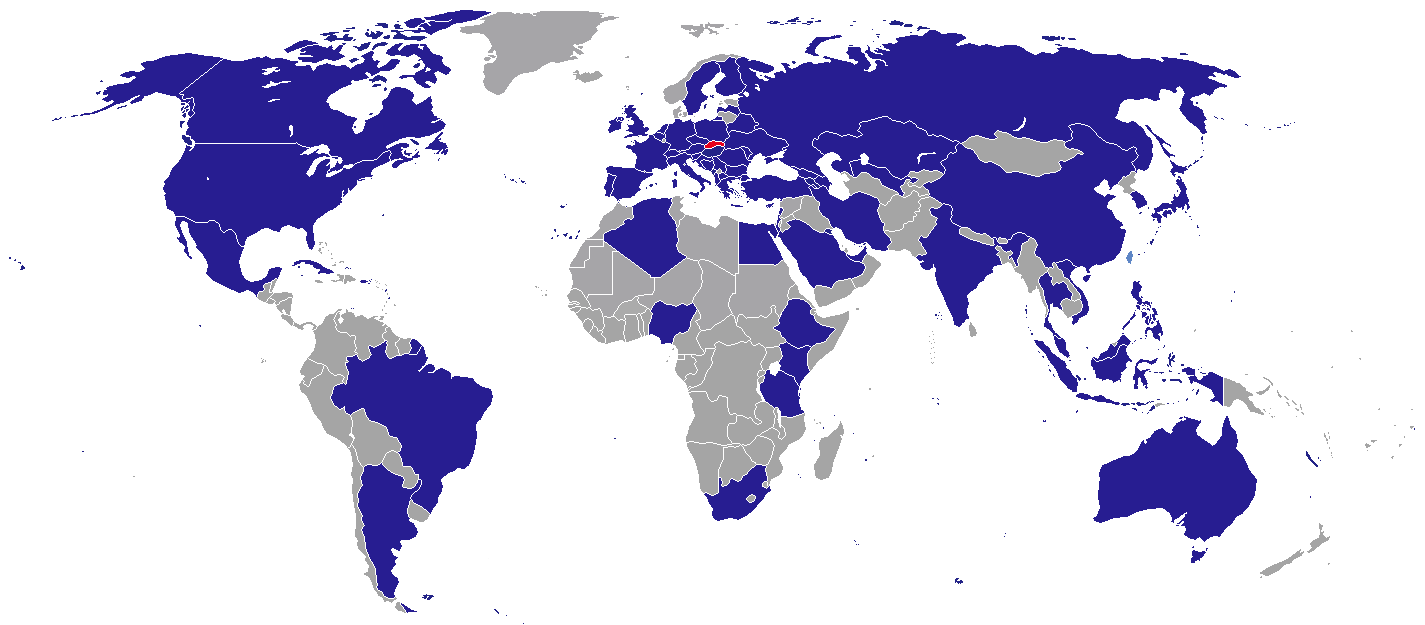
재외공관 설치 현황
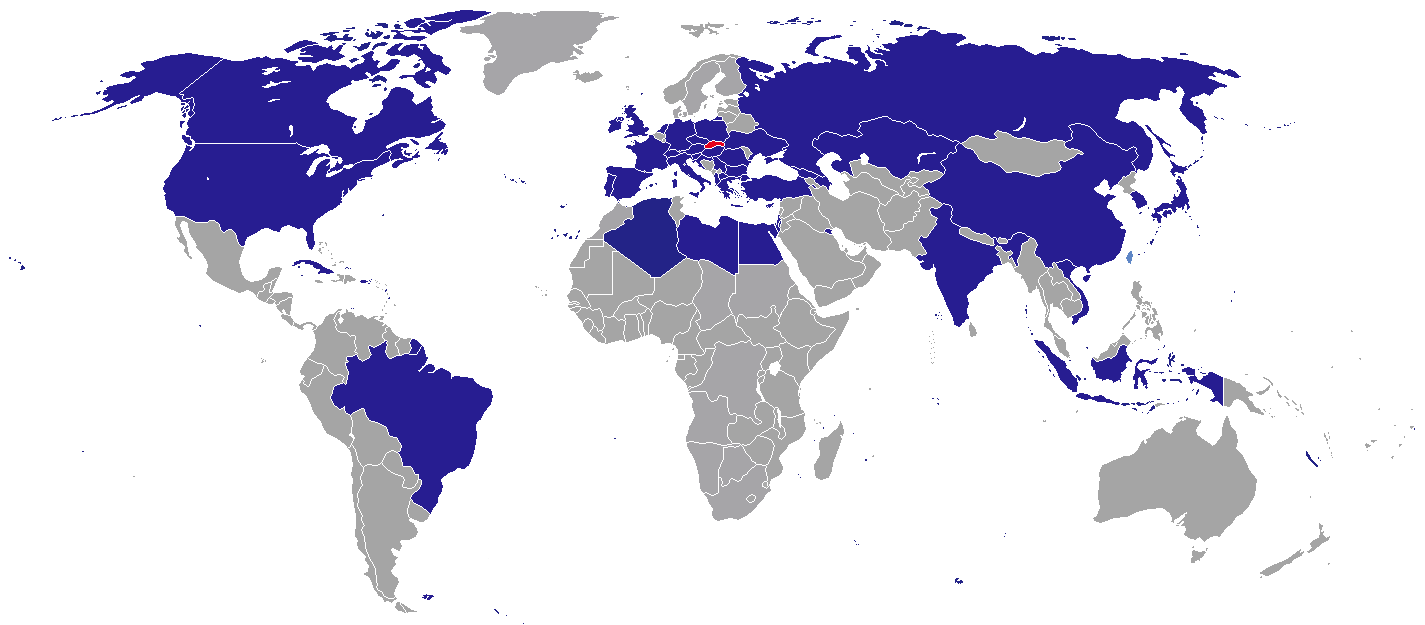
외국공관 유무 현황

수교 현황
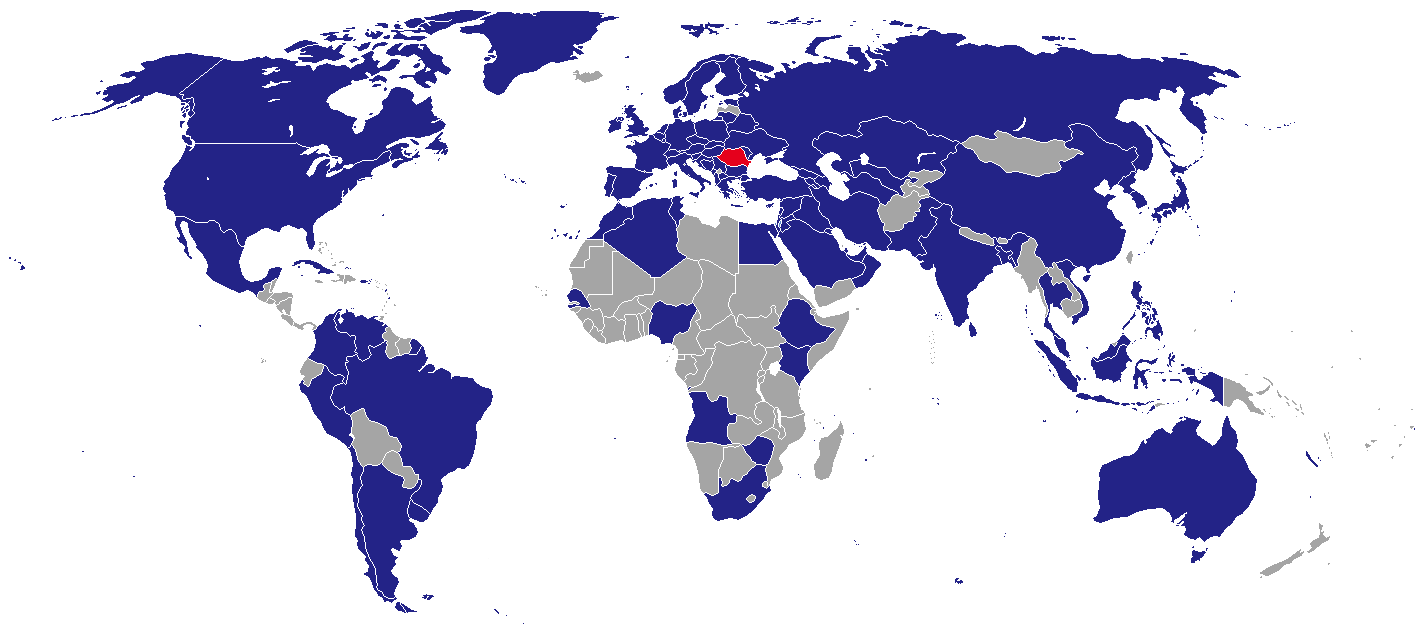
재외공관 설치 현황
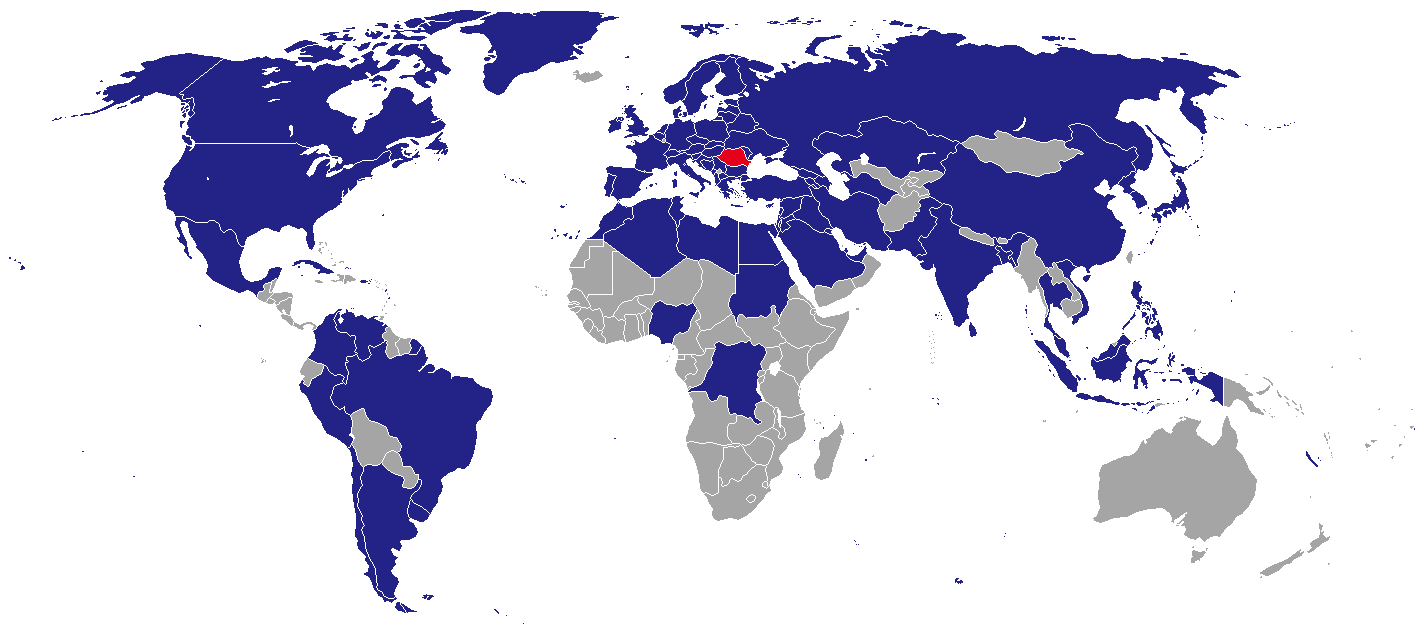
외국공관 유무 현황

수교 현황
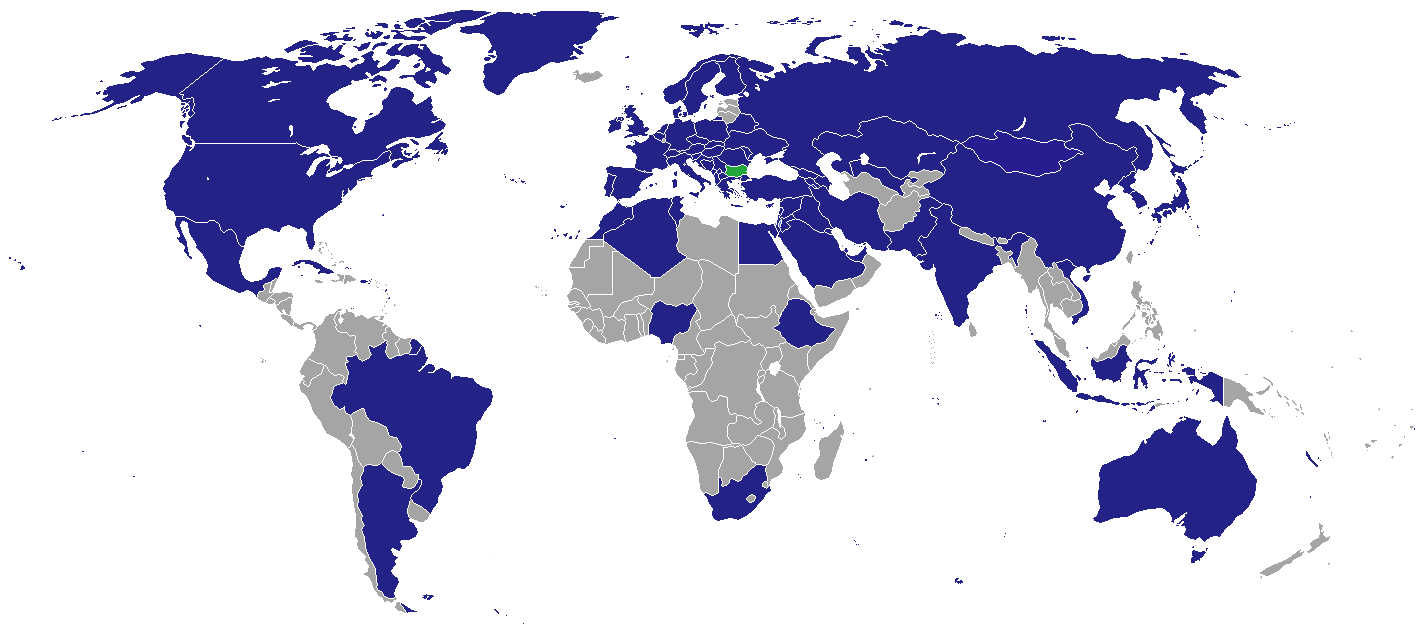
재외공관 설치 현황
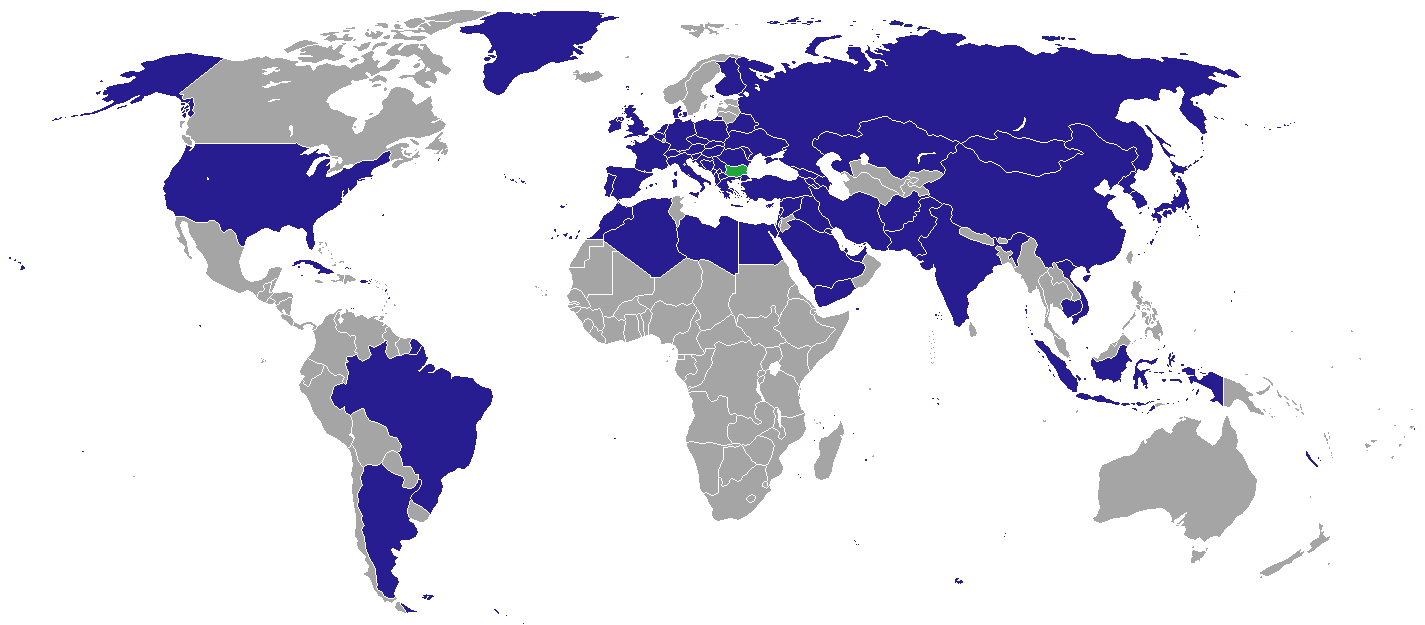
외국공관 유무 현황

수교 현황
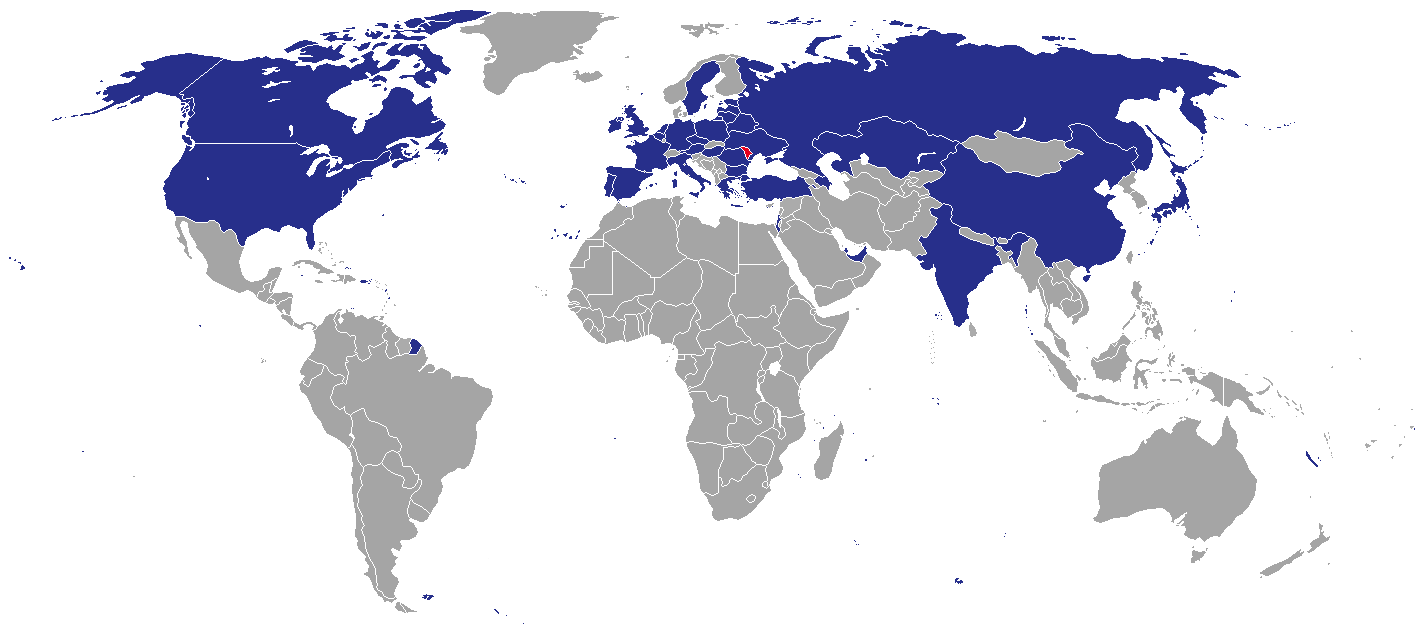
재외공관 설치 현황
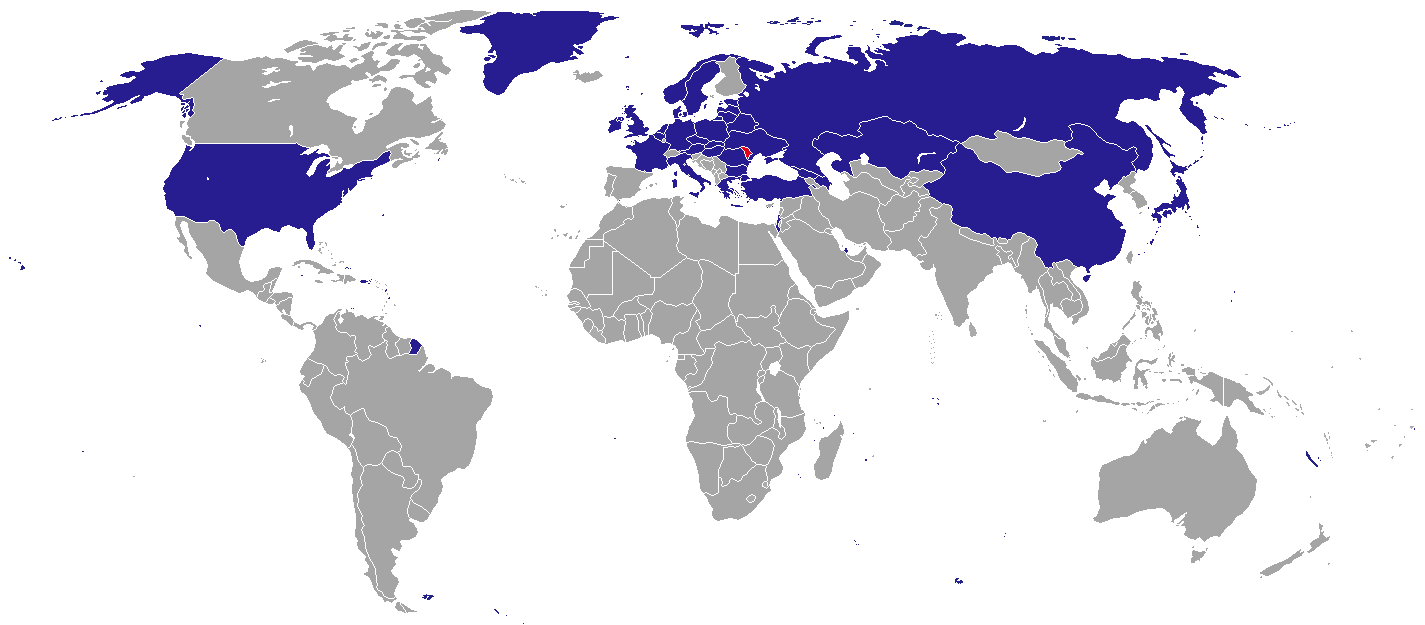
외국공관 유무 현황

수교 현황
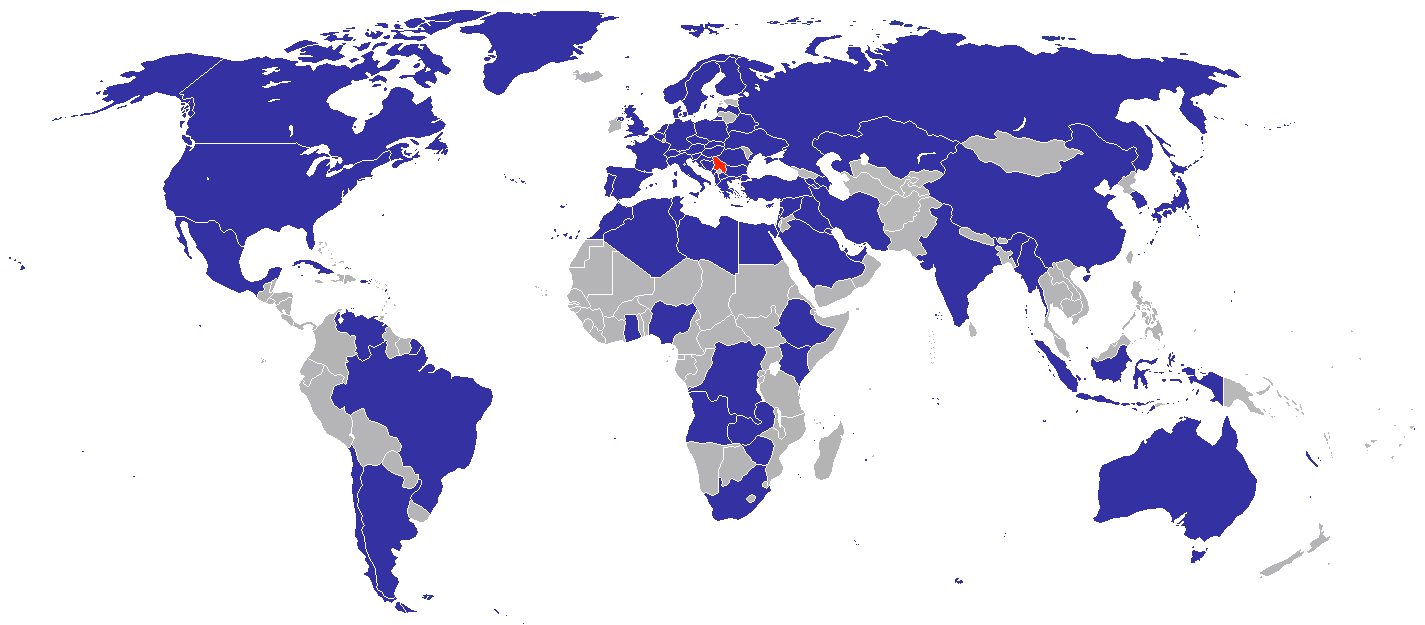
재외공관 설치 현황
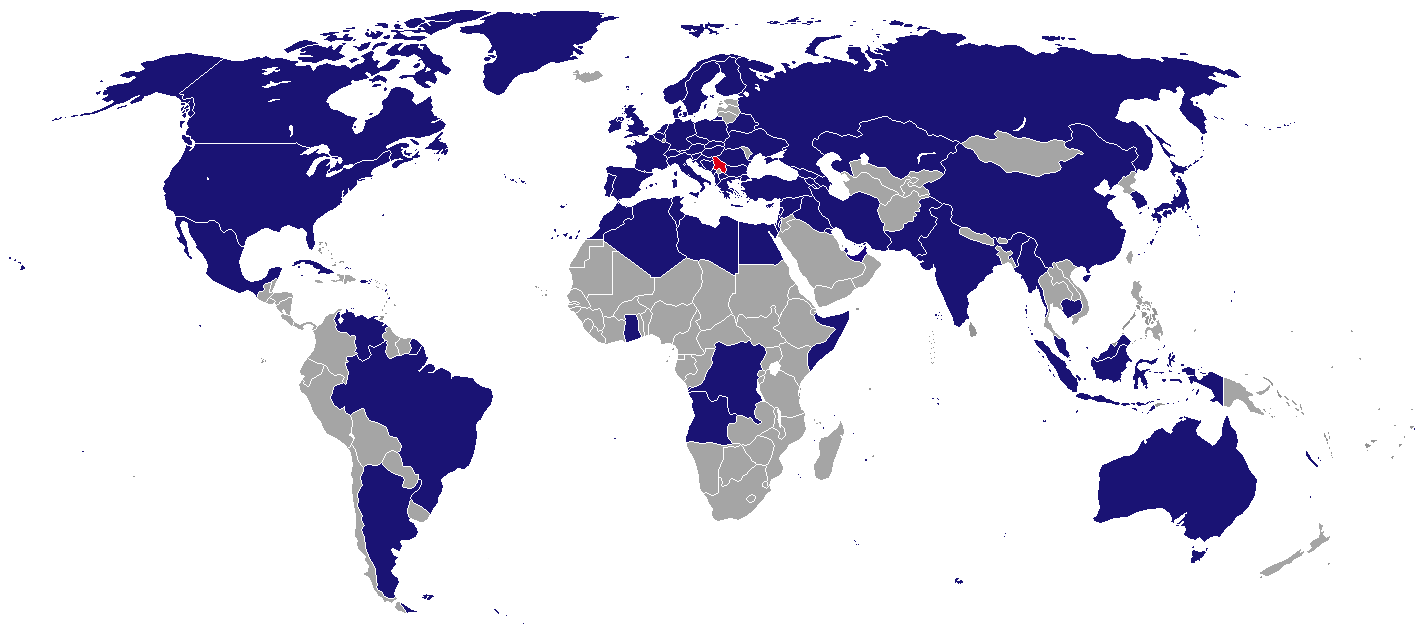
외국공관 유무 현황

수교 현황
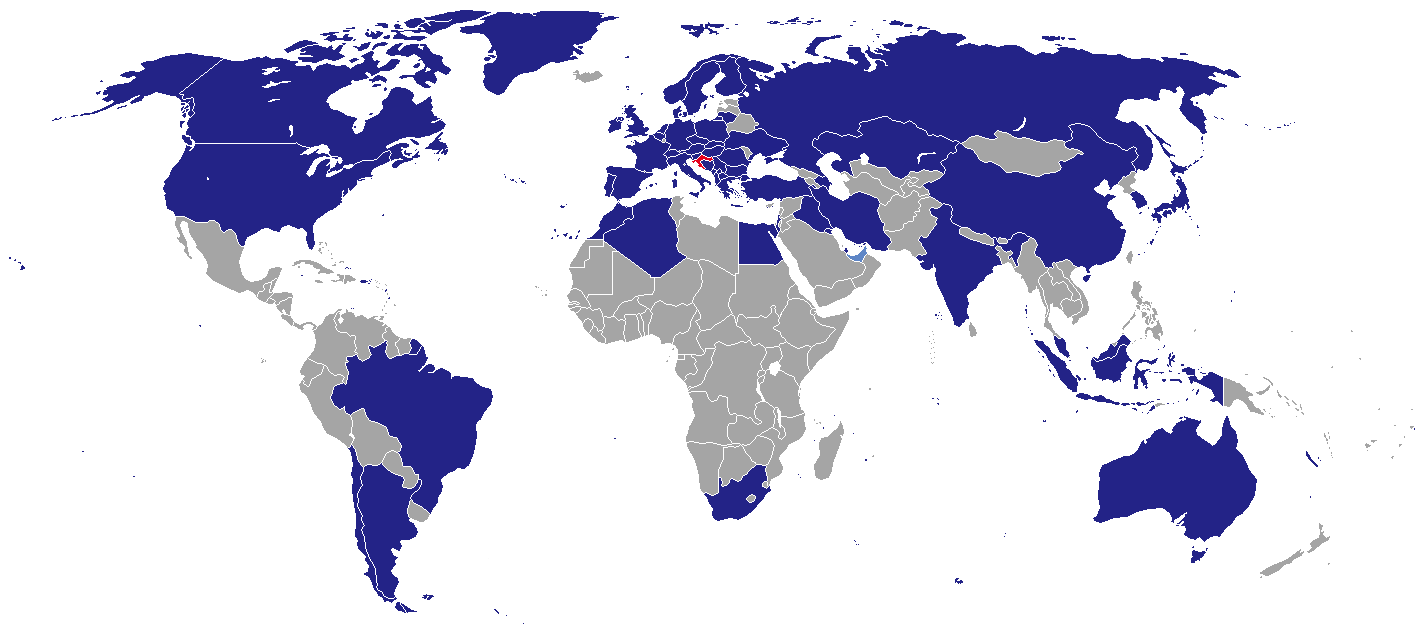
재외공관 설치 현황
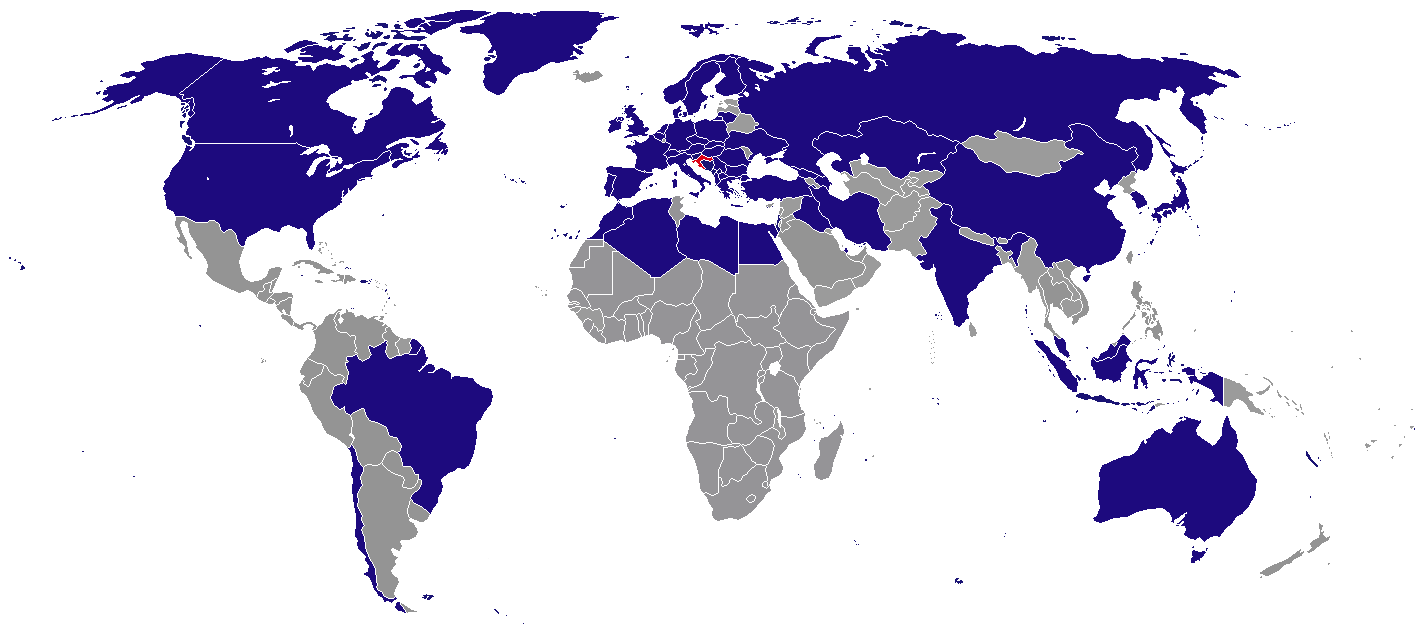
외국공관 유무 현황

수교 현황
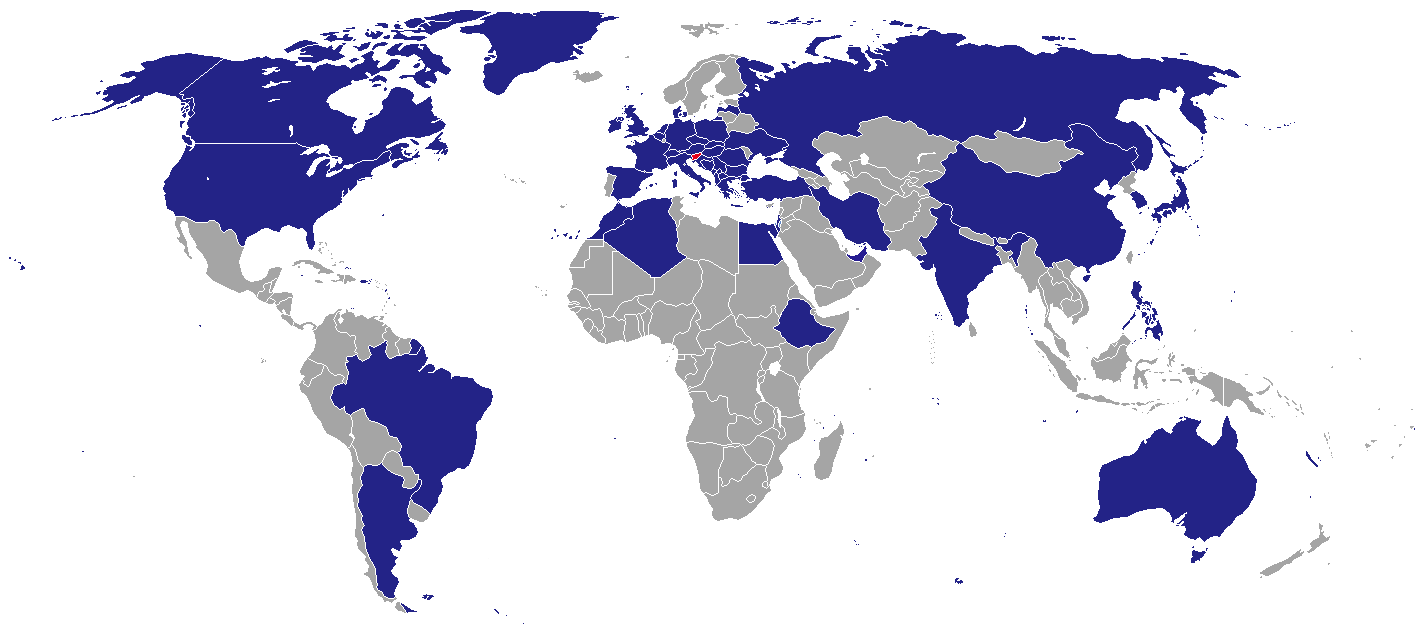
재외공관 설치 현황
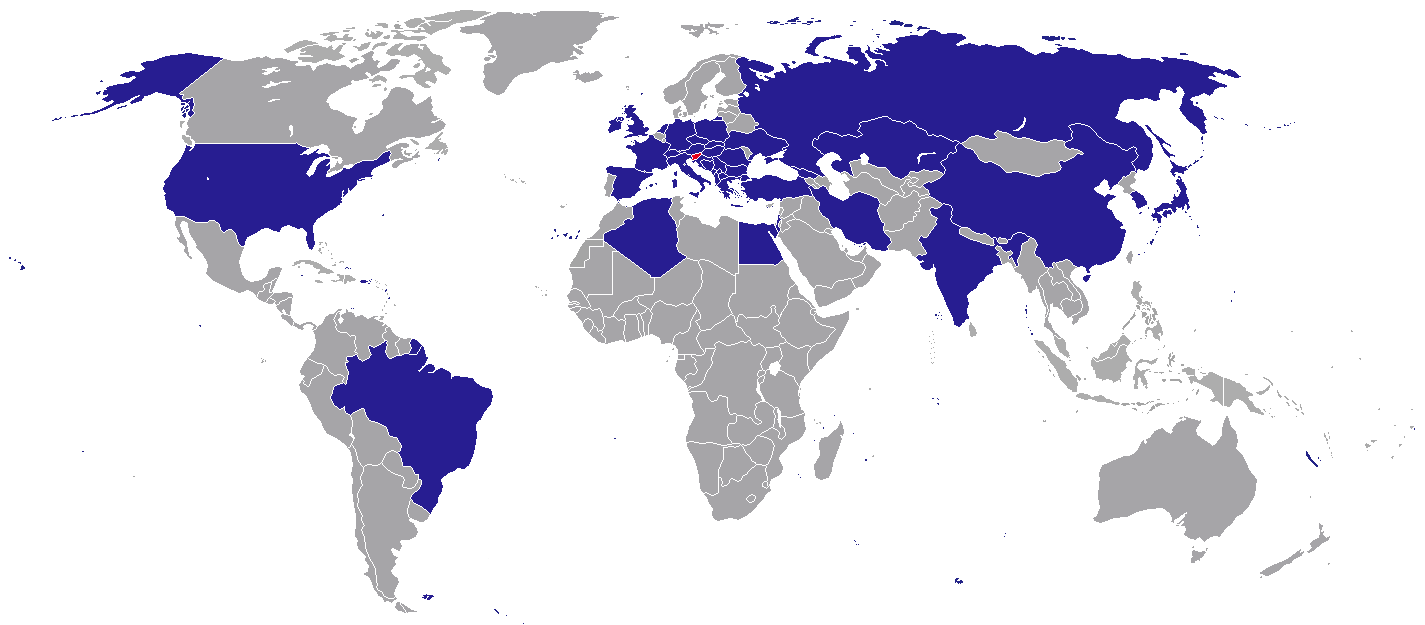
외국공관 유무 현황

수교 현황
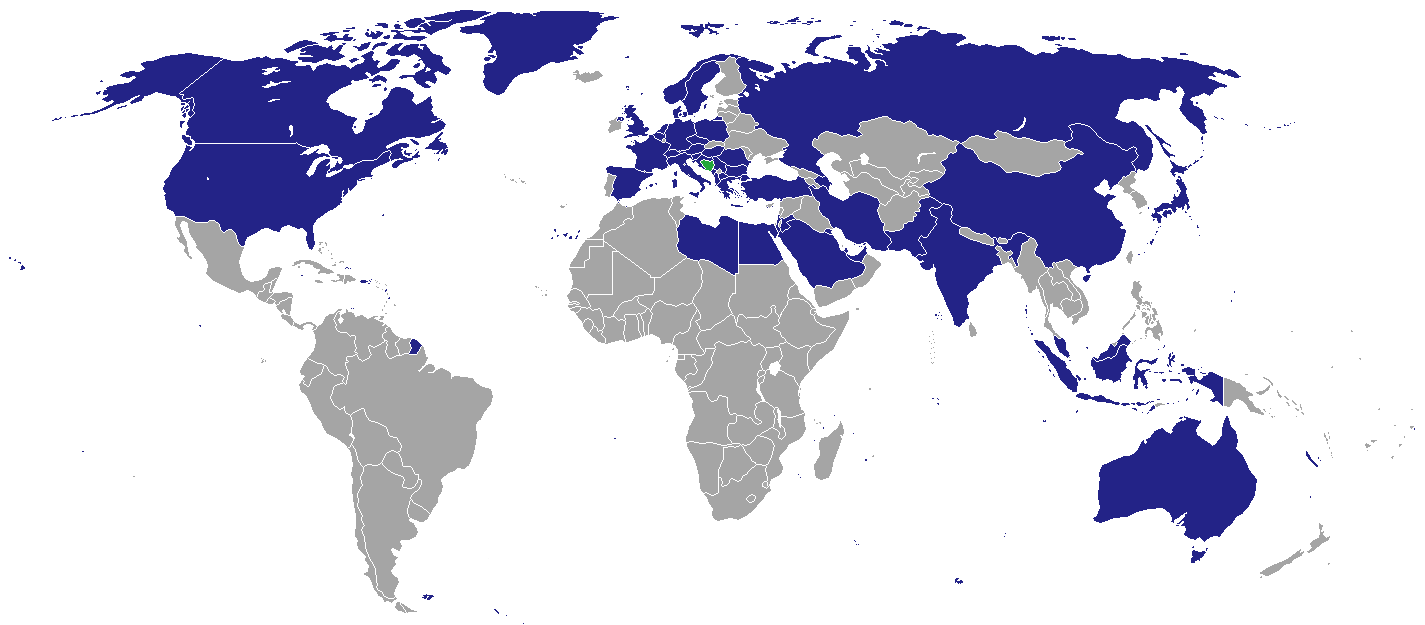
재외공관 설치 현황
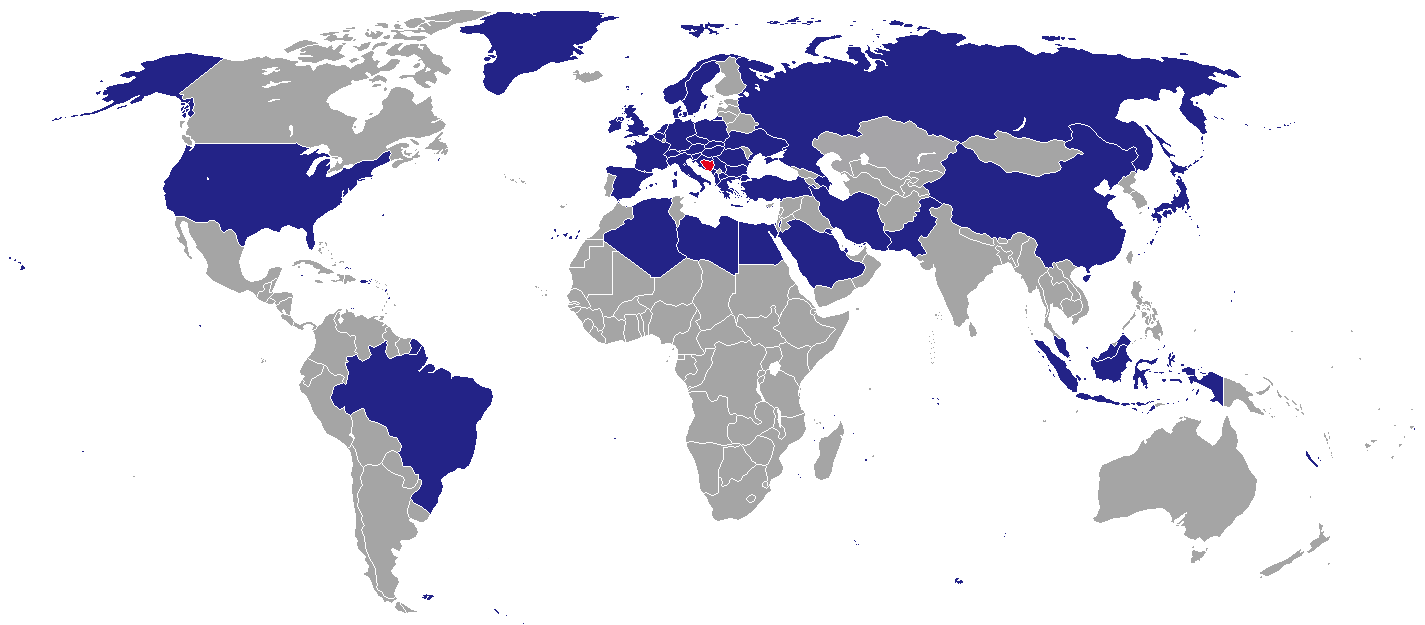
외국공관 유무 현황

수교 현황
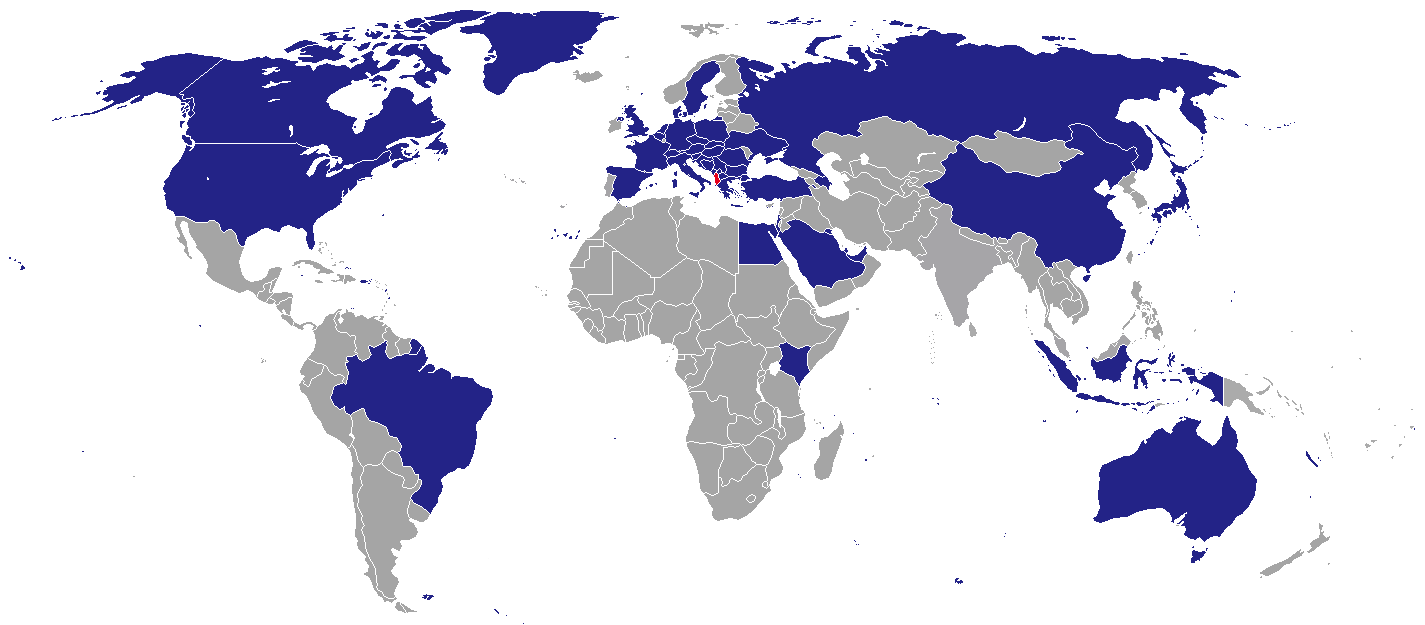
재외공관 설치 현황
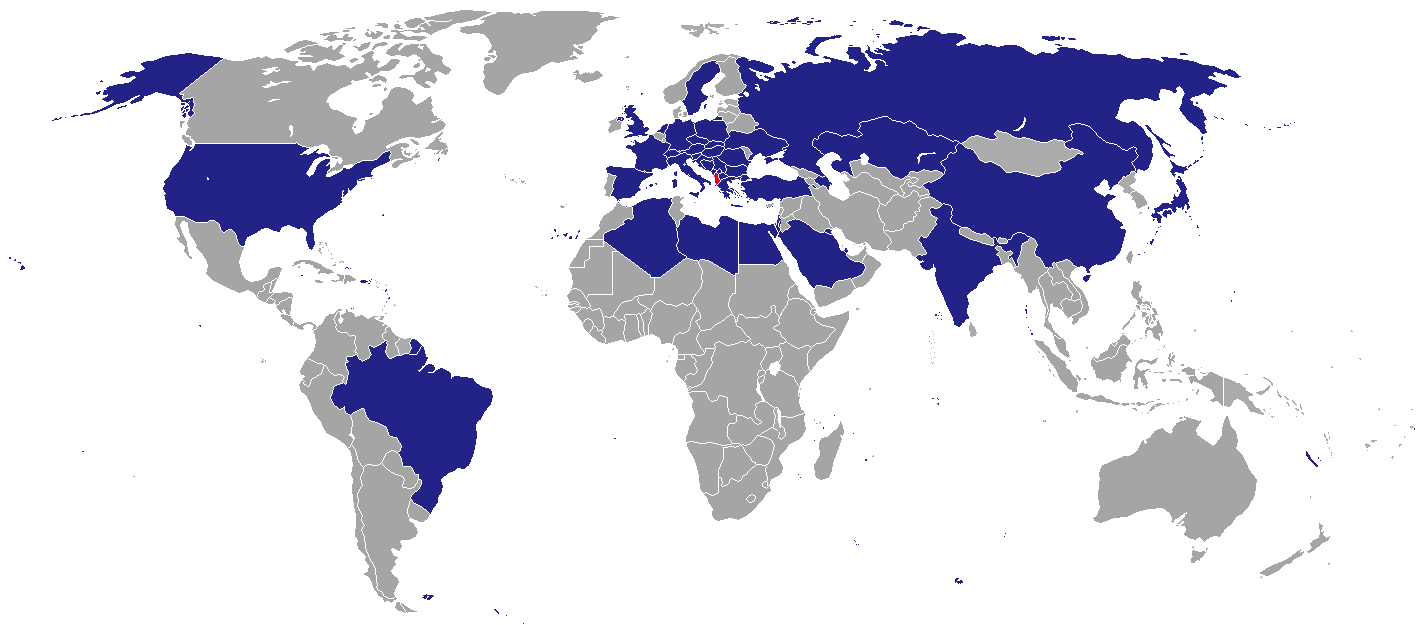
외국공관 유무 현황

수교 현황
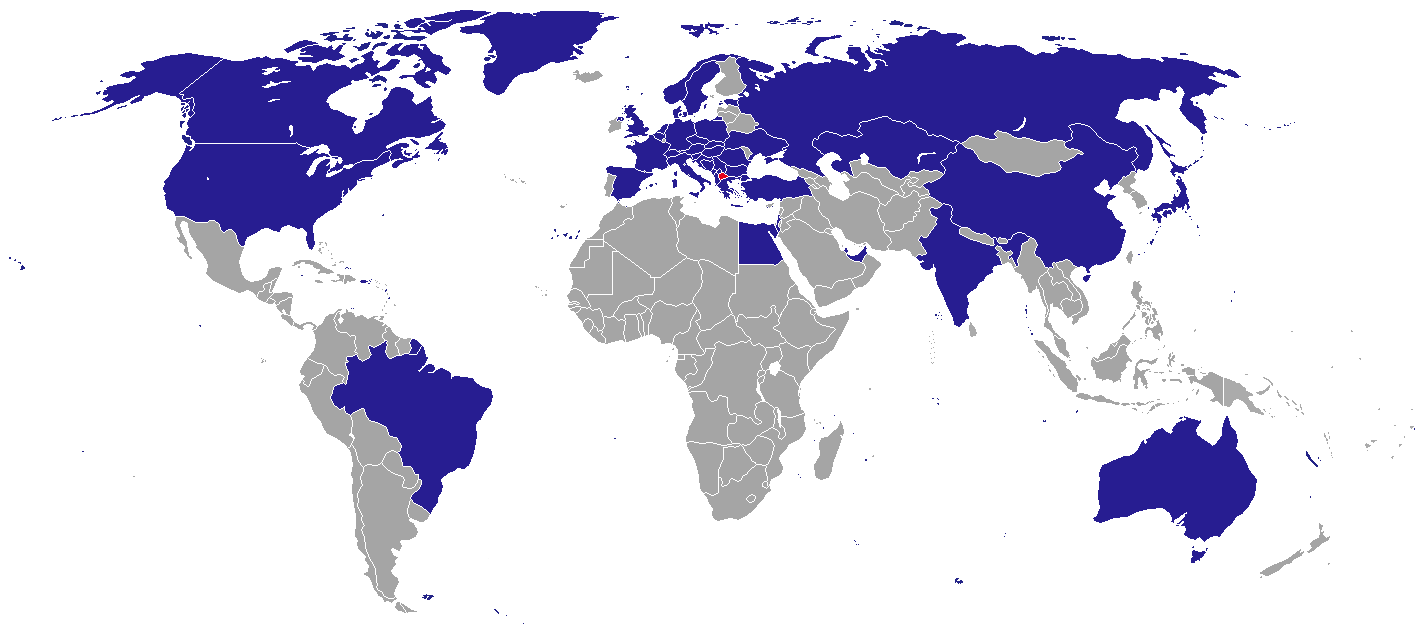
재외공관 설치 현황
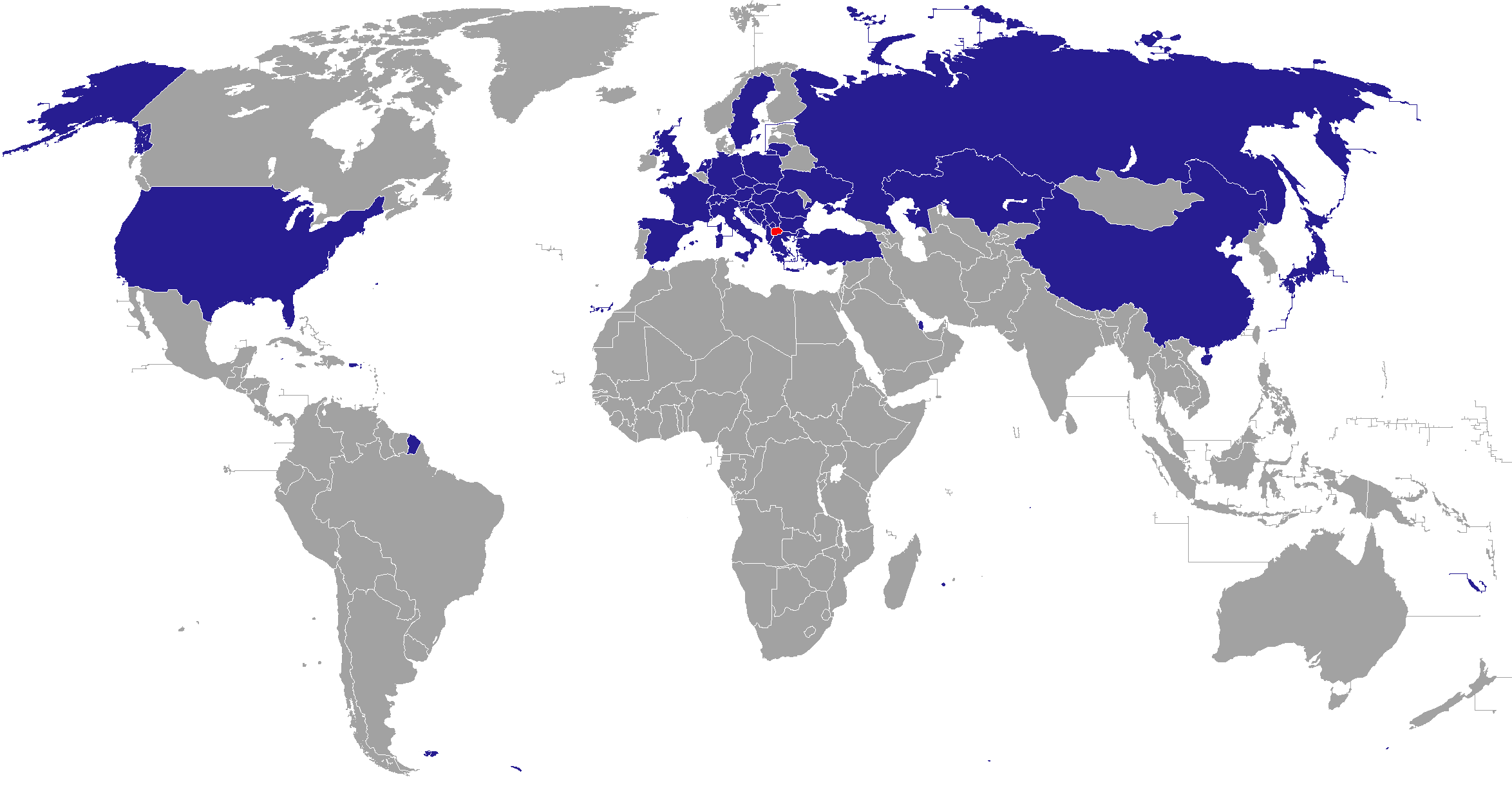
외국공관 유무 현황

수교 현황
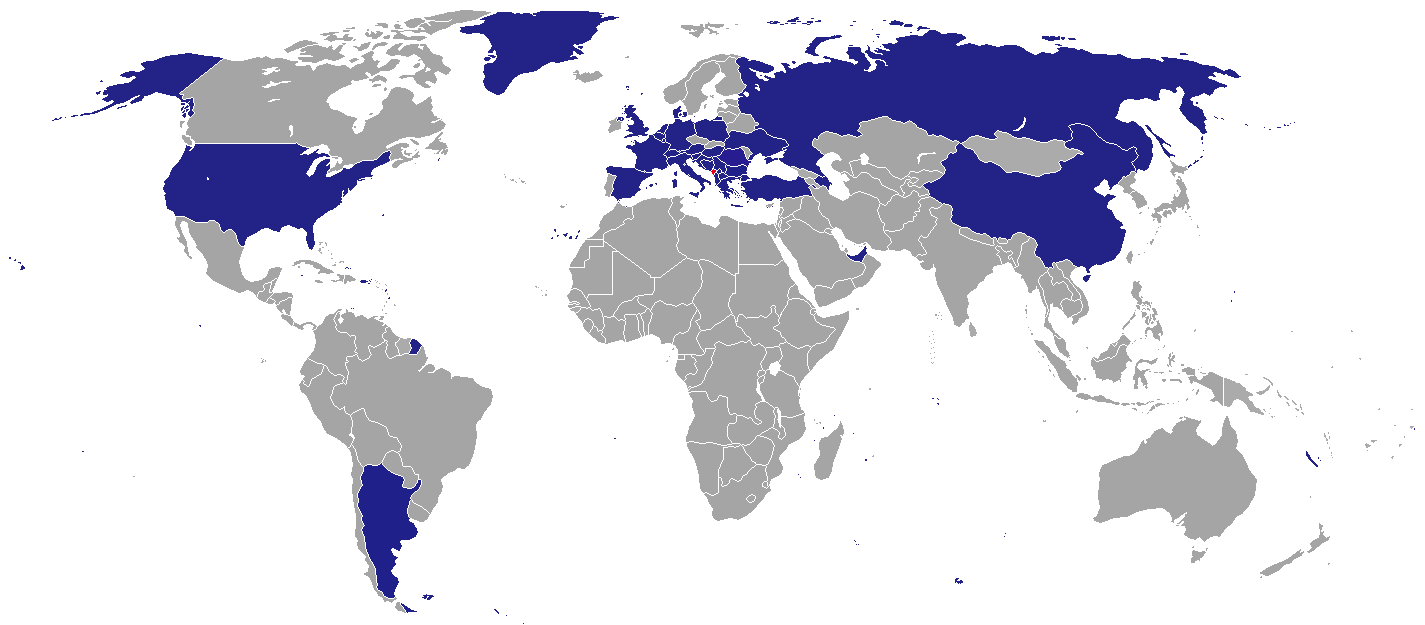
재외공관 설치 현황
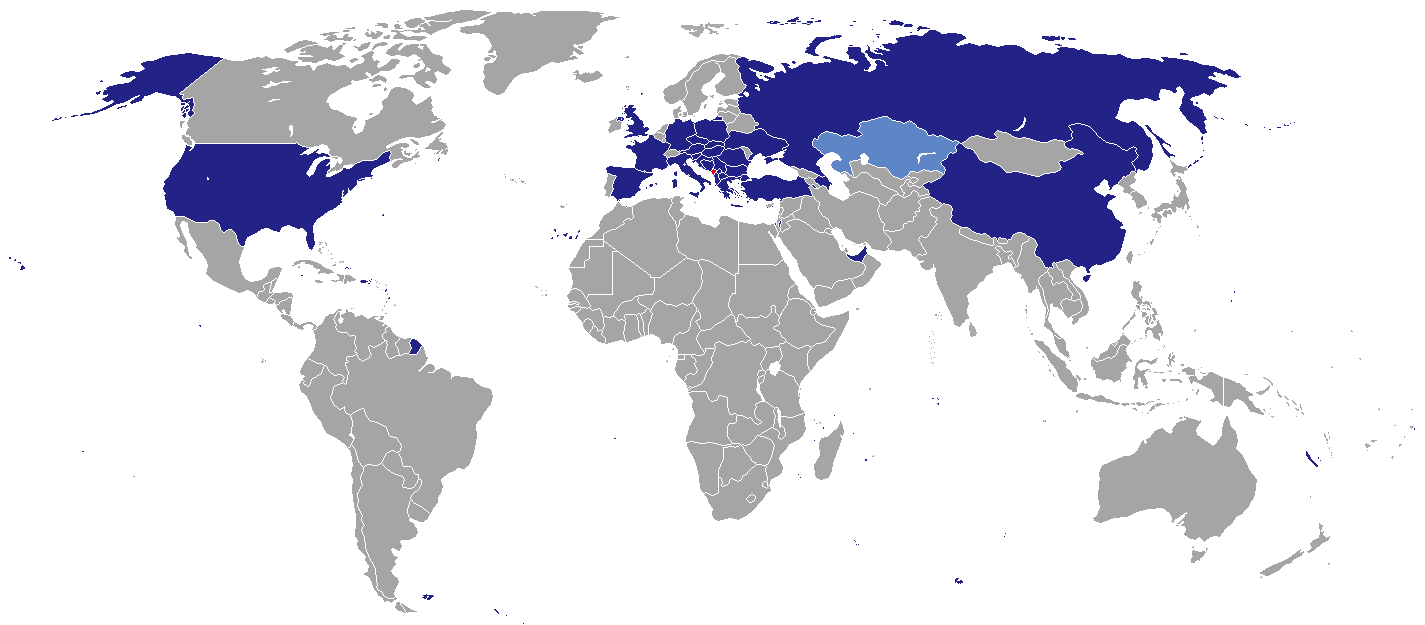
외국공관 유무 현황

수교 현황
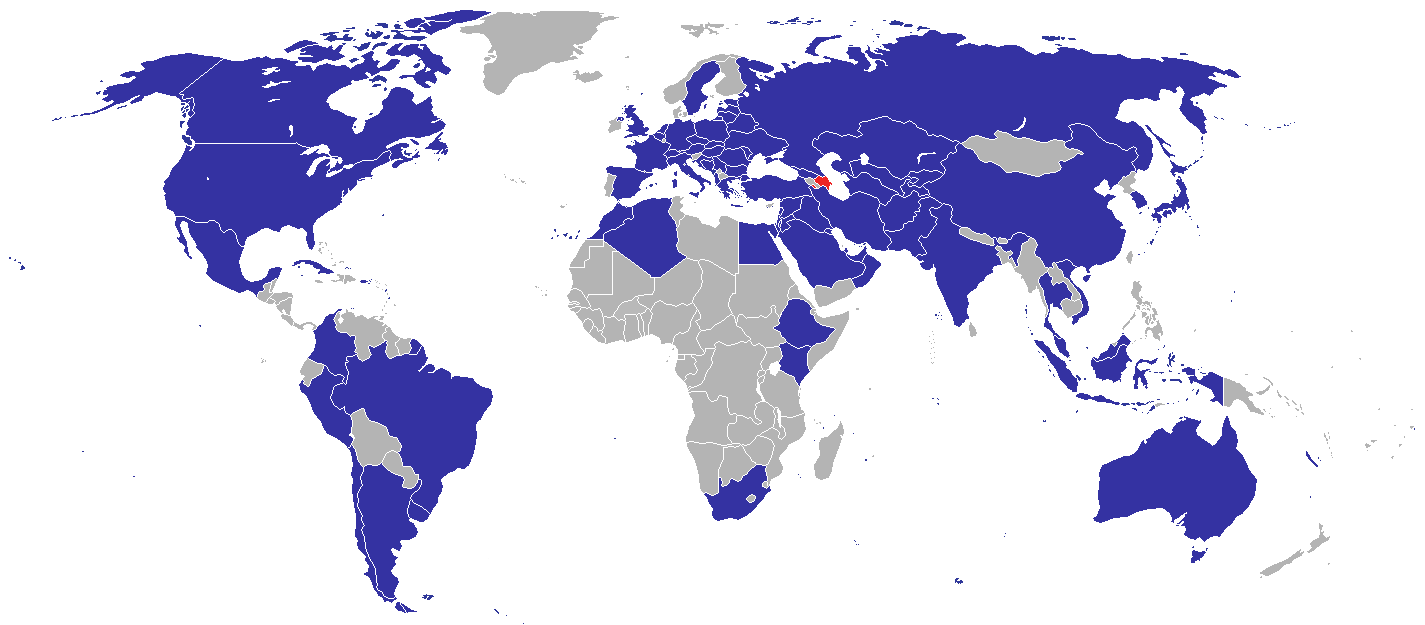
재외공관 설치 현황
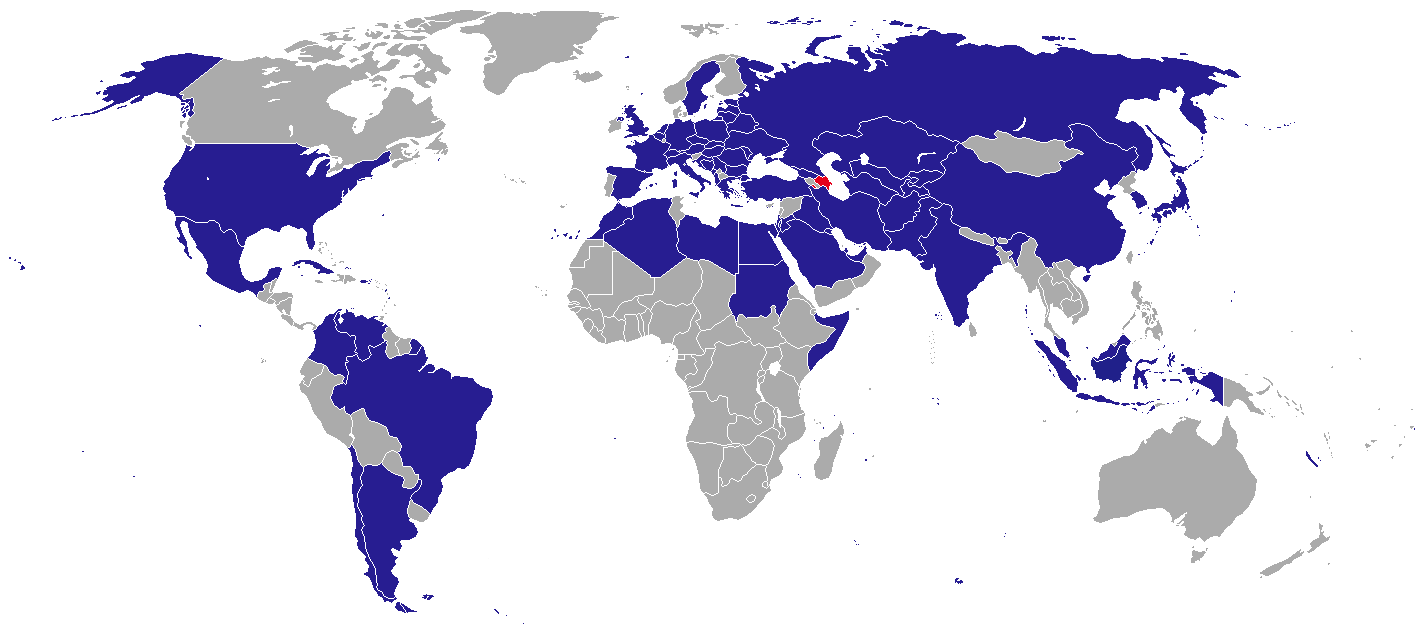
외국공관 유무 현황

수교 현황
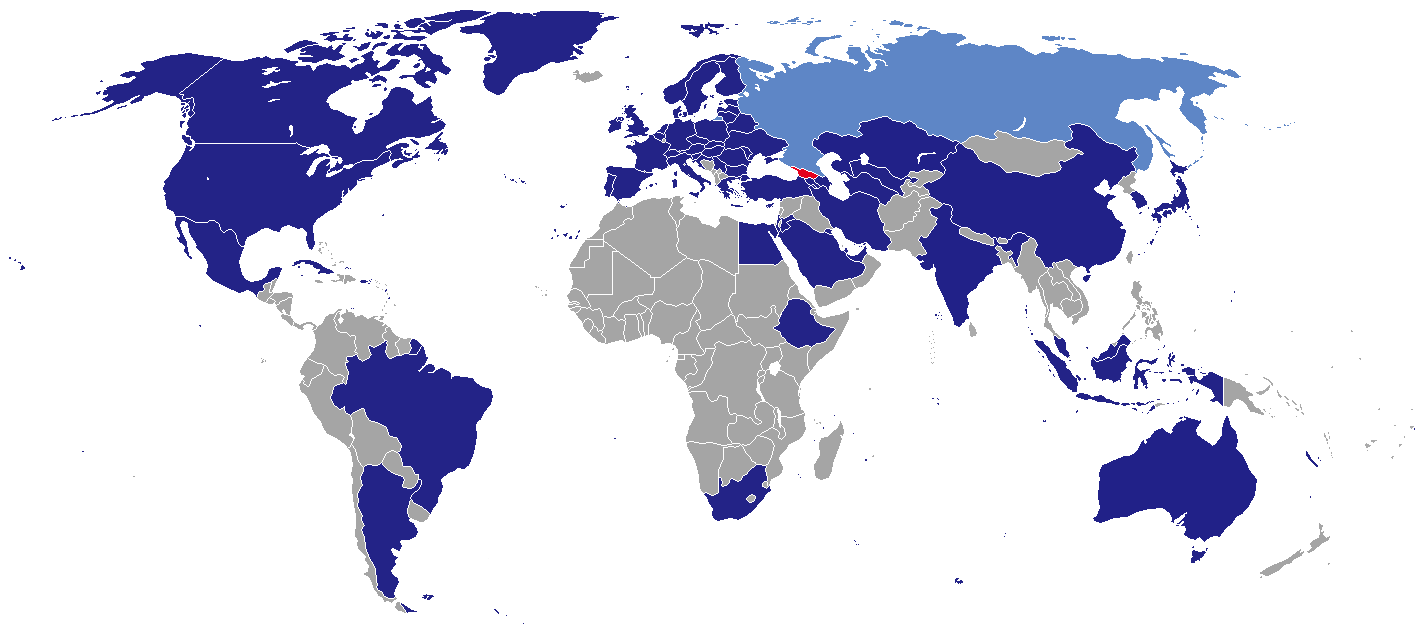
재외공관 설치 현황
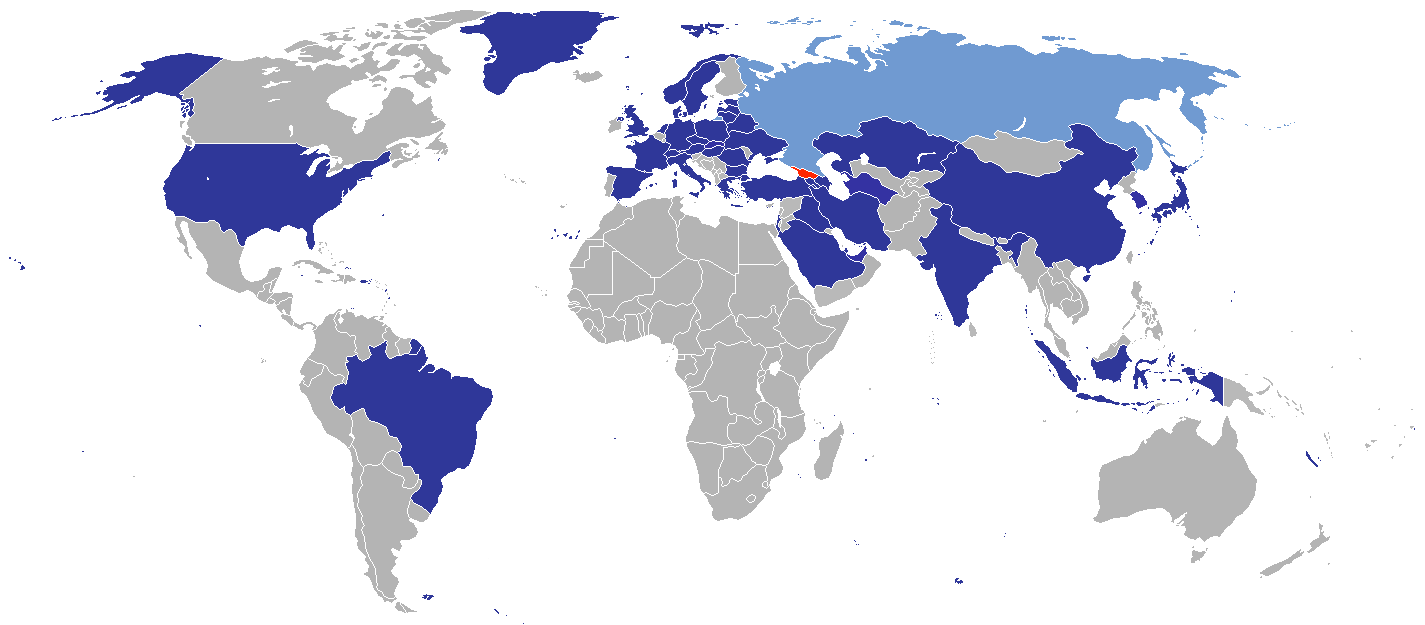
외국공관 유무 현황

수교 현황
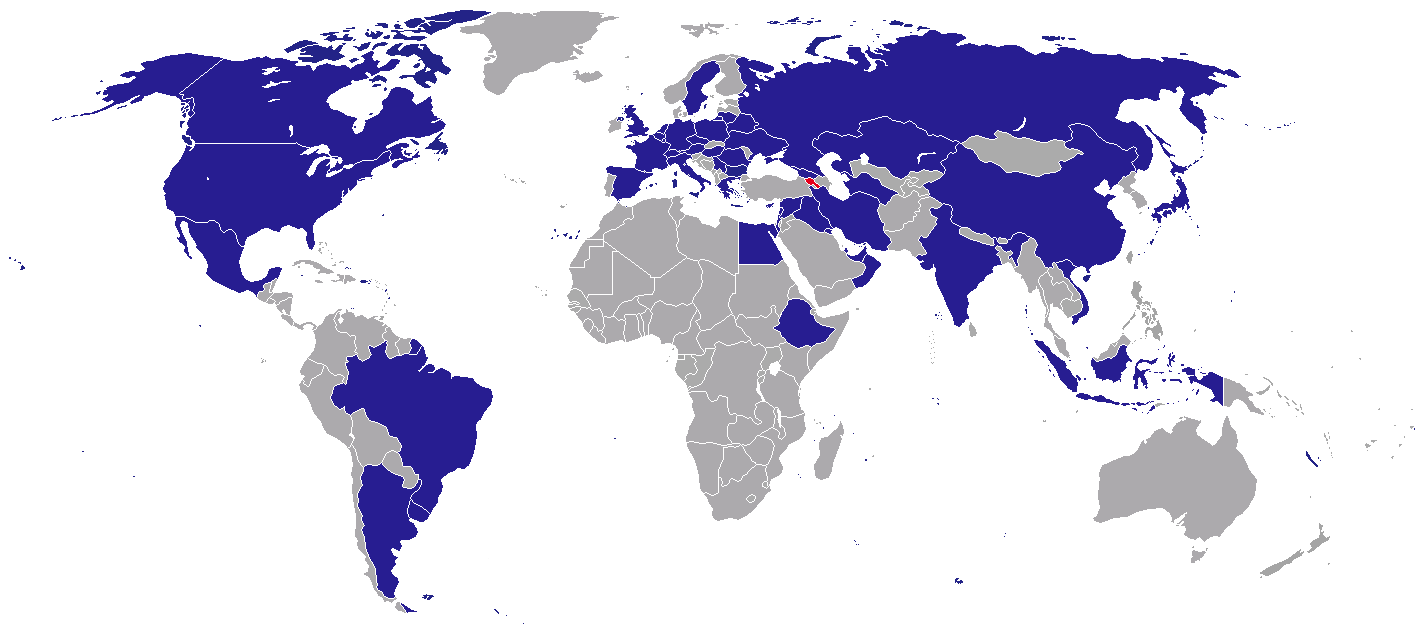
재외공관 설치 현황
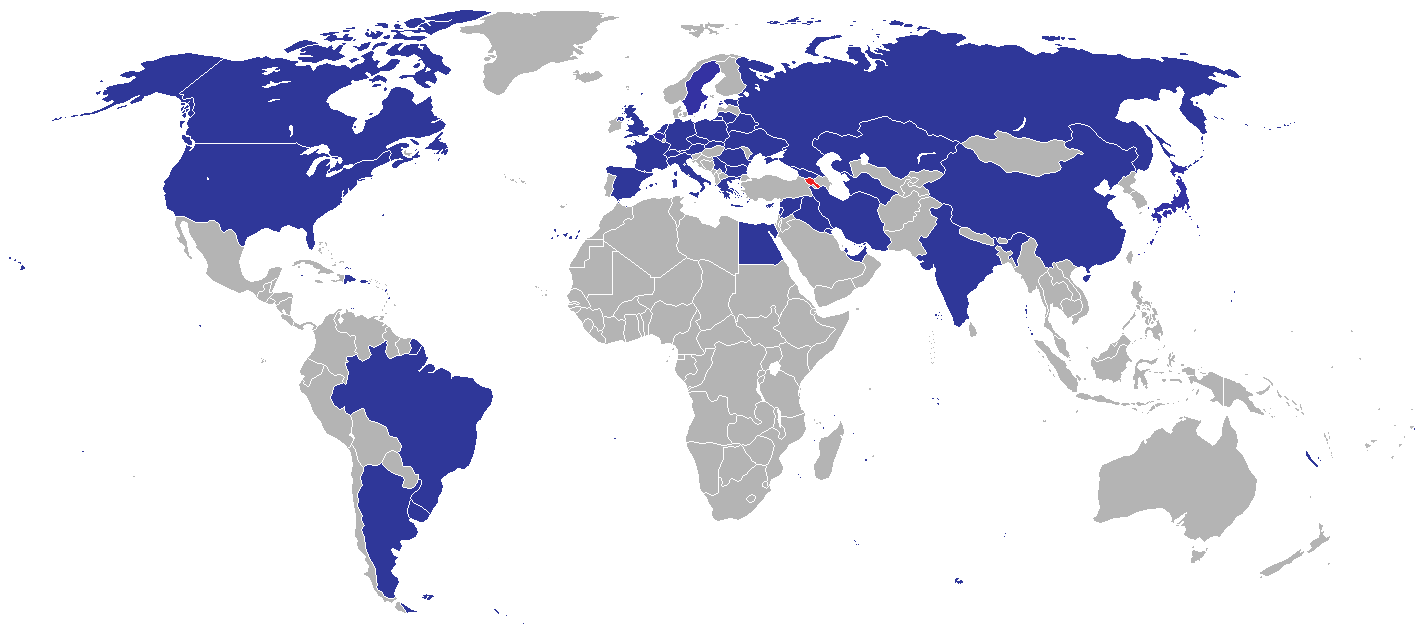
외국공관 유무 현황

수교 현황
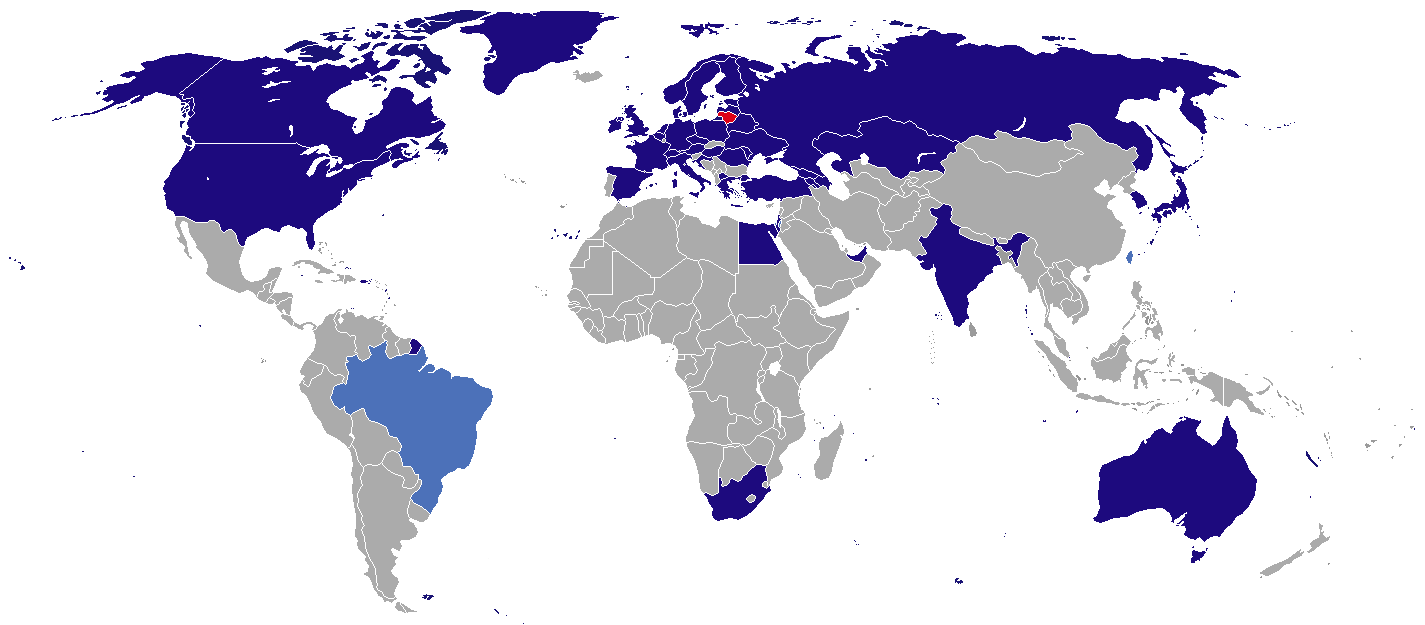
재외공관 설치 현황
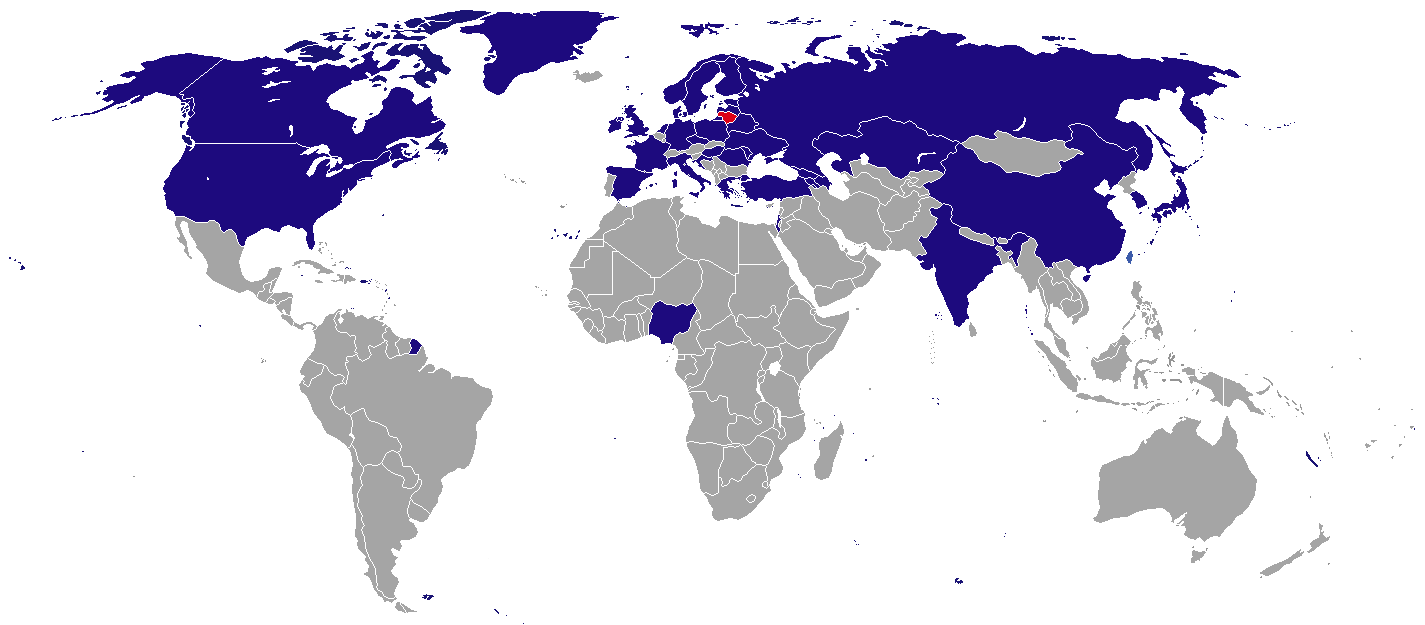
외국공관 유무 현황

수교 현황
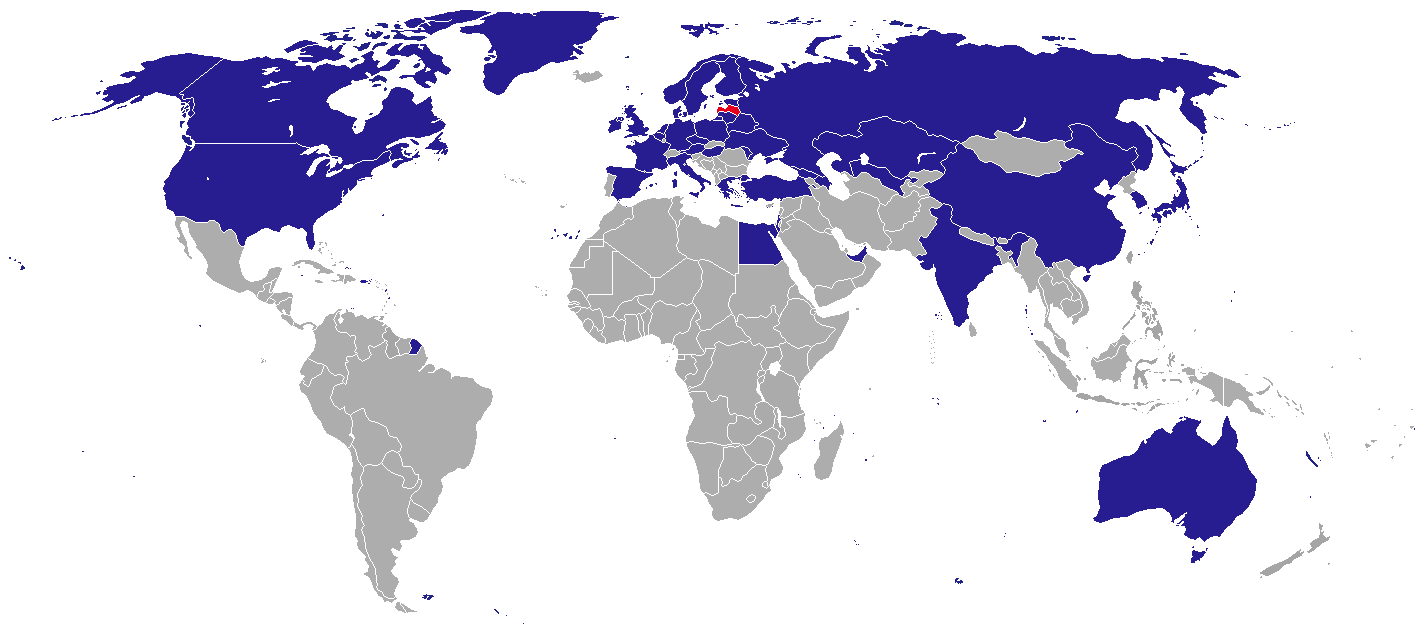
재외공관 설치 현황
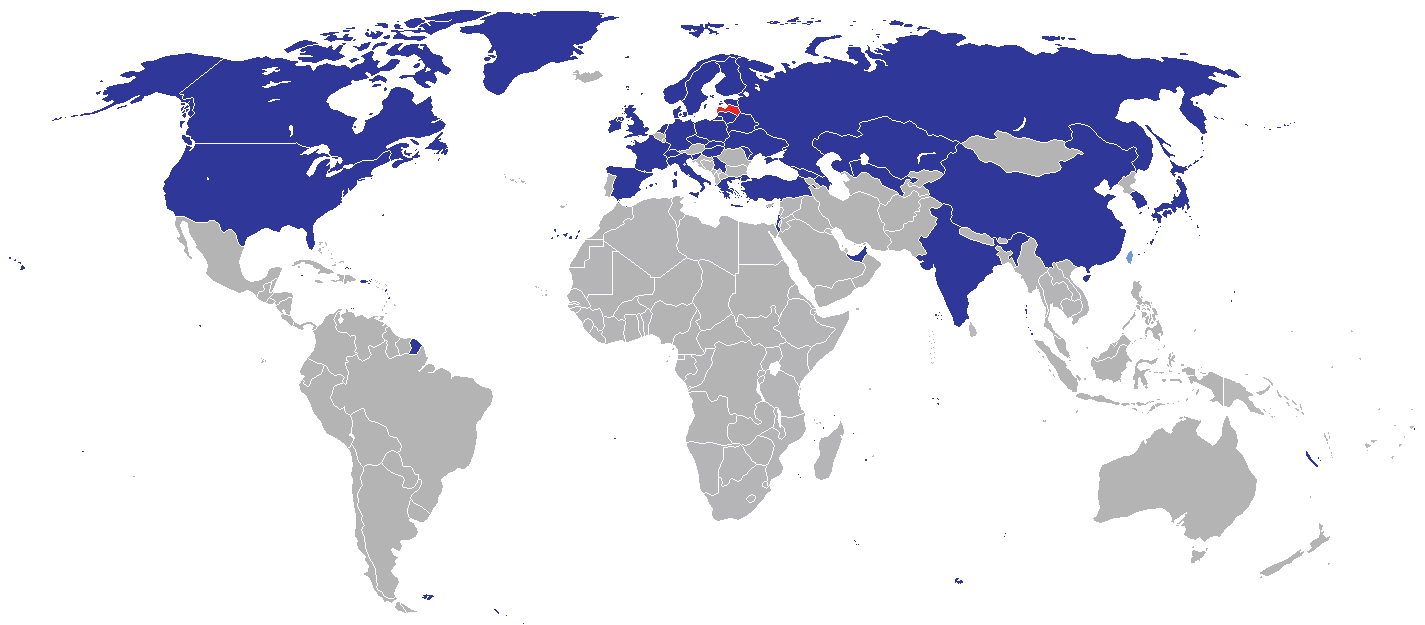
외국공관 유무 현황

수교 현황
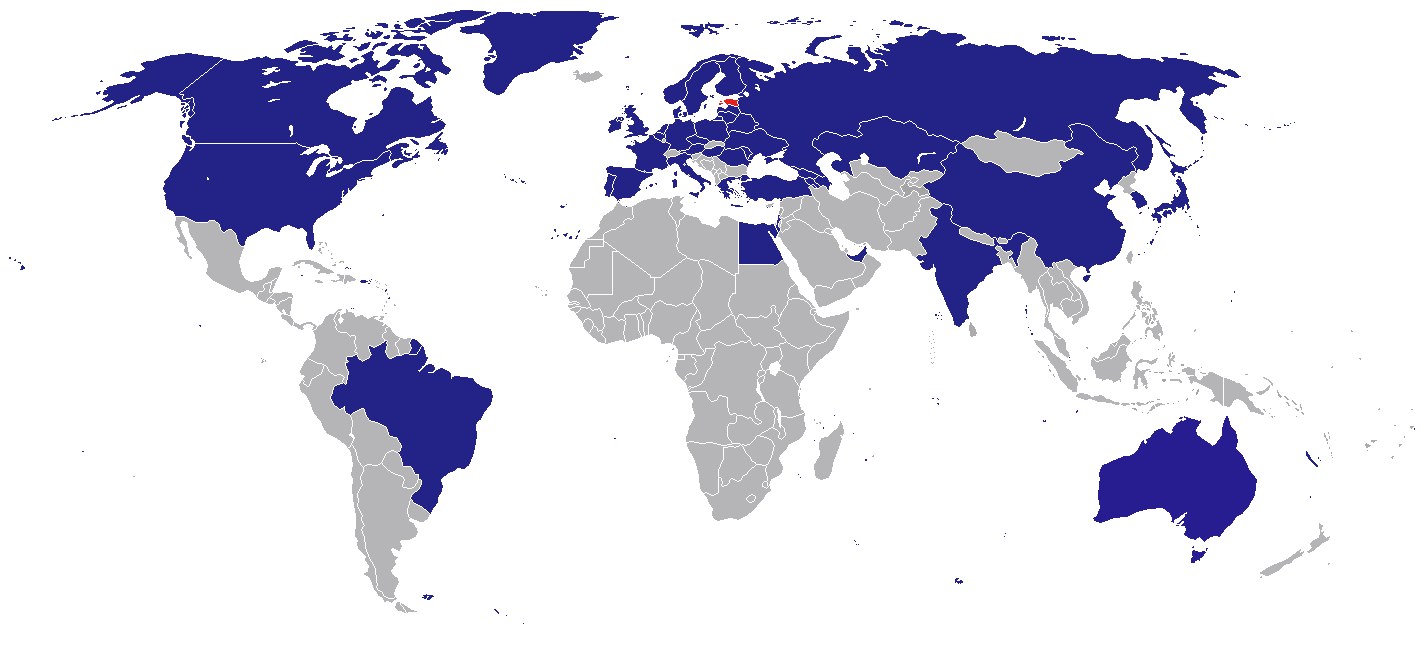
재외공관 설치 현황
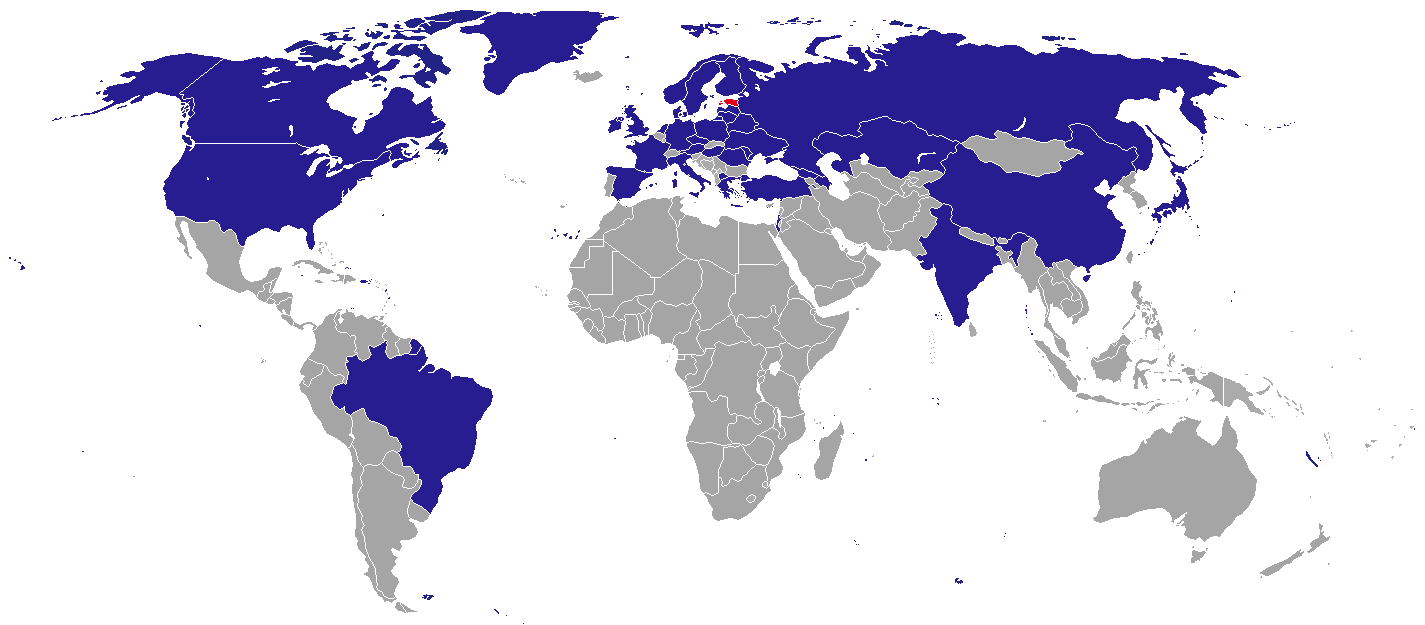
외국공관 유무 현황

## 서유럽
브리튼 제도권

### 영국

수교 현황
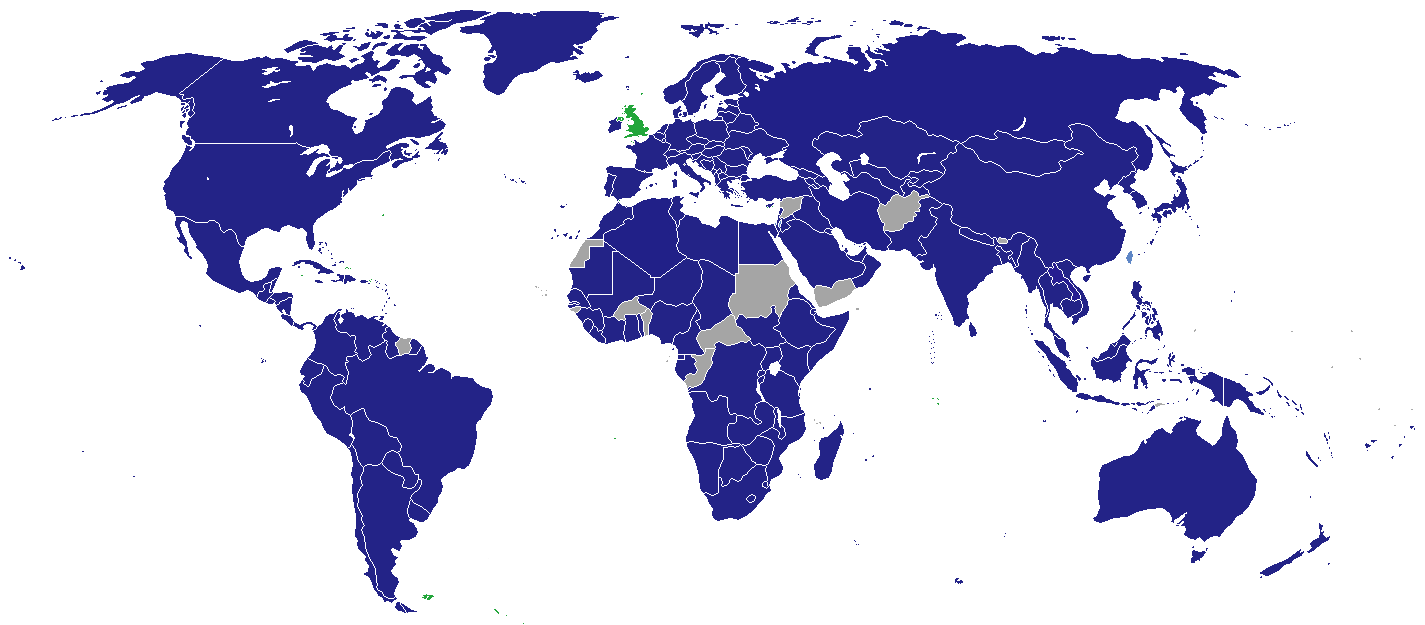
재외공관 설치 현황
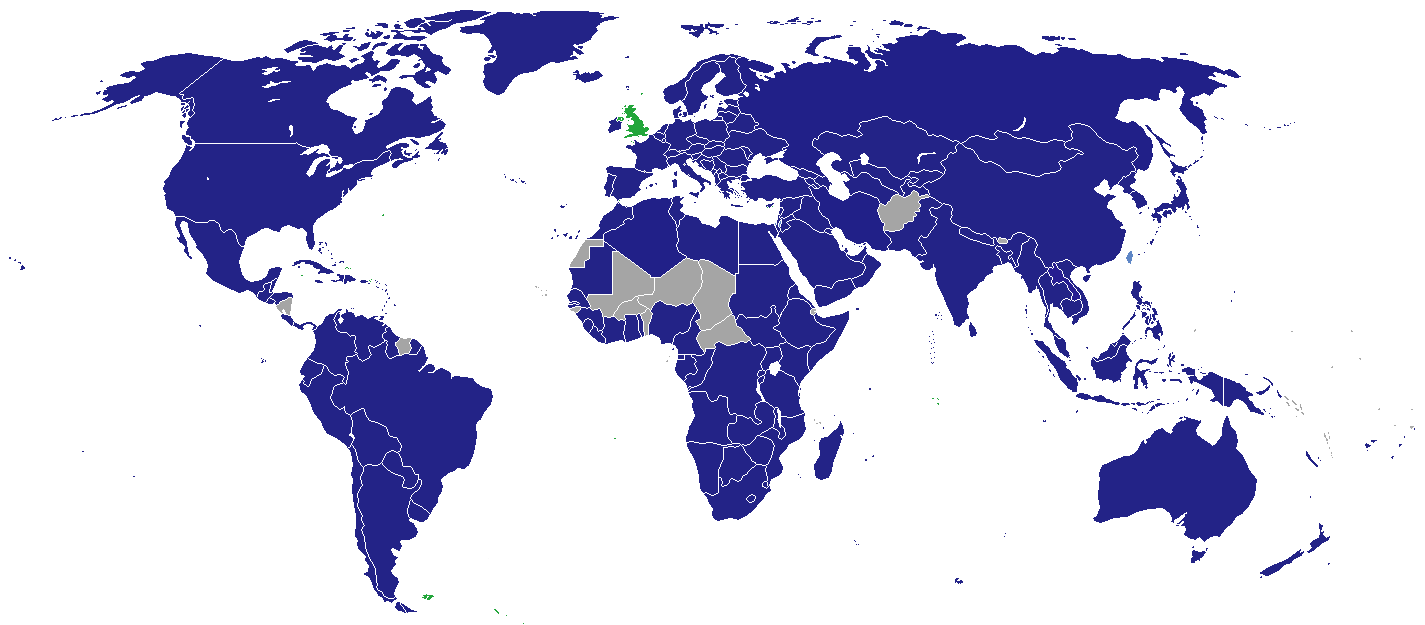
외국공관 유무 현황

### 아일랜드
- 수교 현황
- 재외공관 설치 현황
- 외국공관 유무 현황

프랑스권

### 프랑스
- 수교 현황
- 재외공관 설치 현황
- 외국공관 유무 현황

### 모나코
- 수교 현황
- 재외공관 설치 현황
- 외국공관 유무 현황

게르만권

### 독일
- 수교 현황
- 재외공관 설치 현황
- 외국공관 유무 현황

### 스위스
- 수교 현황
- 재외공관 설치 현황
- 외국공관 유무 현황

### 오스트리아
- 수교 현황
- 재외공관 설치 현황
- 외국공관 유무 현황

### 리히텐슈타인
- 수교 현황
- 재외공관 설치 현황

이탈리아 반도권

### 이탈리아
- 수교 현황
- 재외공관 설치 현황
- 외국공관 유무 현황

### 바티칸 시국
- 수교 현황
- 재외공관 설치 현황
- 외국공관 유무 현황

### 몰타
- 수교 현황
- 재외공관 설치 현황
- 외국공관 유무 현황

### 산마리노
- 수교 현황
- 재외공관 설치 현황
- 외국공관 유무 현황

이베리아권

### 스페인
- 수교 현황
- 재외공관 설치 현황
- 외국공관 유무 현황

### 포르투갈
- 수교 현황
- 재외공관 설치 현황
- 외국공관 유무 현황

### 안도라
- 수교 현황
- 재외공관 설치 현황
- 외국공관 유무 현황

아나톨리아권

### 튀르키예
- 수교 현황
- 재외공관 설치 현황
- 외국공관 유무 현황

### 그리스
- 수교 현황
- 재외공관 설치 현황
- 외국공관 유무 현황

### 키프로스
- 수교 현황
- 재외공관 설치 현황
- 외국공관 유무 현황

베네룩스권

### 네덜란드
- 수교 현황
- 재외공관 설치 현황
- 외국공관 유무 현황

### 벨기에
- 수교 현황
- 재외공관 설치 현황
- 외국공관 유무 현황

### 룩셈부르크
- 수교 현황
- 재외공관 설치 현황
- 외국공관 유무 현황

노르딕권

### 스웨덴
- 수교 현황
- 재외공관 설치 현황
- 외국공관 유무 현황

### 노르웨이
- 수교 현황
- 재외공관 설치 현황
- 외국공관 유무 현황

### 덴마크
- 수교 현황
- 재외공관 설치 현황
- 외국공관 유무 현황

### 핀란드
- 수교 현황
- 재외공관 설치 현황
- 외국공관 유무 현황

### 아이슬란드
- 수교 현황
- 재외공관 설치 현황
- 외국공관 유무 현황

## 동유럽
동슬라브권

### 러시아
- 수교 현황
- 재외공관 설치 현황
- 외국공관 유무 현황

### 우크라이나
- 수교 현황
- 재외공관 설치 현황
- 외국공관 유무 현황

### 벨라루스
- 수교 현황
- 재외공관 설치 현황
- 외국공관 유무 현황

서슬라브권

### 폴란드
- 수교 현황
- 재외공관 설치 현황
- 외국공관 유무 현황

### 체코
- 수교 현황
- 재외공관 설치 현황
- 외국공관 유무 현황

### 헝가리
- 수교 현황
- 재외공관 설치 현황
- 외국공관 유무 현황

### 슬로바키아
- 수교 현황
- 재외공관 설치 현황
- 외국공관 유무 현황

흑해 연안권

### 루마니아
- 수교 현황
- 재외공관 설치 현황
- 외국공관 유무 현황

### 불가리아
- 수교 현황
- 재외공관 설치 현황
- 외국공관 유무 현황

### 몰도바
- 수교 현황
- 재외공관 설치 현황
- 외국공관 유무 현황

남슬라브권

### 세르비아
- 수교 현황
- 재외공관 설치 현황
- 외국공관 유무 현황

### 크로아티아
- 수교 현황
- 재외공관 설치 현황
- 외국공관 유무 현황

### 슬로베니아
- 수교 현황
- 재외공관 설치 현황
- 외국공관 유무 현황

### 보스니아 헤르체고비나
- 수교 현황
- 재외공관 설치 현황
- 외국공관 유무 현황

### 알바니아
- 수교 현황
- 재외공관 설치 현황
- 외국공관 유무 현황

### 북마케도니아
- 수교 현황
- 재외공관 설치 현황
- 외국공관 유무 현황

### 몬테네그로
- 수교 현황
- 재외공관 설치 현황
- 외국공관 유무 현황

캅카스 3국

### 아제르바이잔
- 수교 현황
- 재외공관 설치 현황
- 외국공관 유무 현황

### 조지아
- 수교 현황
- 재외공관 설치 현황
- 외국공관 유무 현황

### 아르메니아
- 수교 현황
- 재외공관 설치 현황
- 외국공관 유무 현황

발트 3국

### 리투아니아
- 수교 현황
- 재외공관 설치 현황
- 외국공관 유무 현황

### 라트비아
- 수교 현황
- 재외공관 설치 현황
- 외국공관 유무 현황

### 에스토니아
- 수교 현황
- 재외공관 설치 현황
- 외국공관 유무 현황

## 같이 보기
- 나라별 수교 현황
  - 나라별 수교 현황/아시아
  - 나라별 수교 현황/아메리카
  - 나라별 수교 현황/아프리카
  - 나라별 수교 현황/오세아니아
- 나라별 외교 공관 목록